# مجلس القيادات النسائية العالمية
مجلس القيادات النسائية العالمية Council of Women World Leaders ، مجلس تم تأسيسه عام 1996 ويضم 83 من السيدات اللواتي تقلدن مناصب الرؤساء ورئيسات الوزراء الحاليين والسابقات. وهو المنظمة الوحيدة في العالم المخصصة للنساء رئيسات الدول والحكومات. وتتضمن المبادرة الوزارية للمجلس أيضًا إشراك الوزراء والأمناء الحاليين والسابقين فيه المجلس.

## الادارة

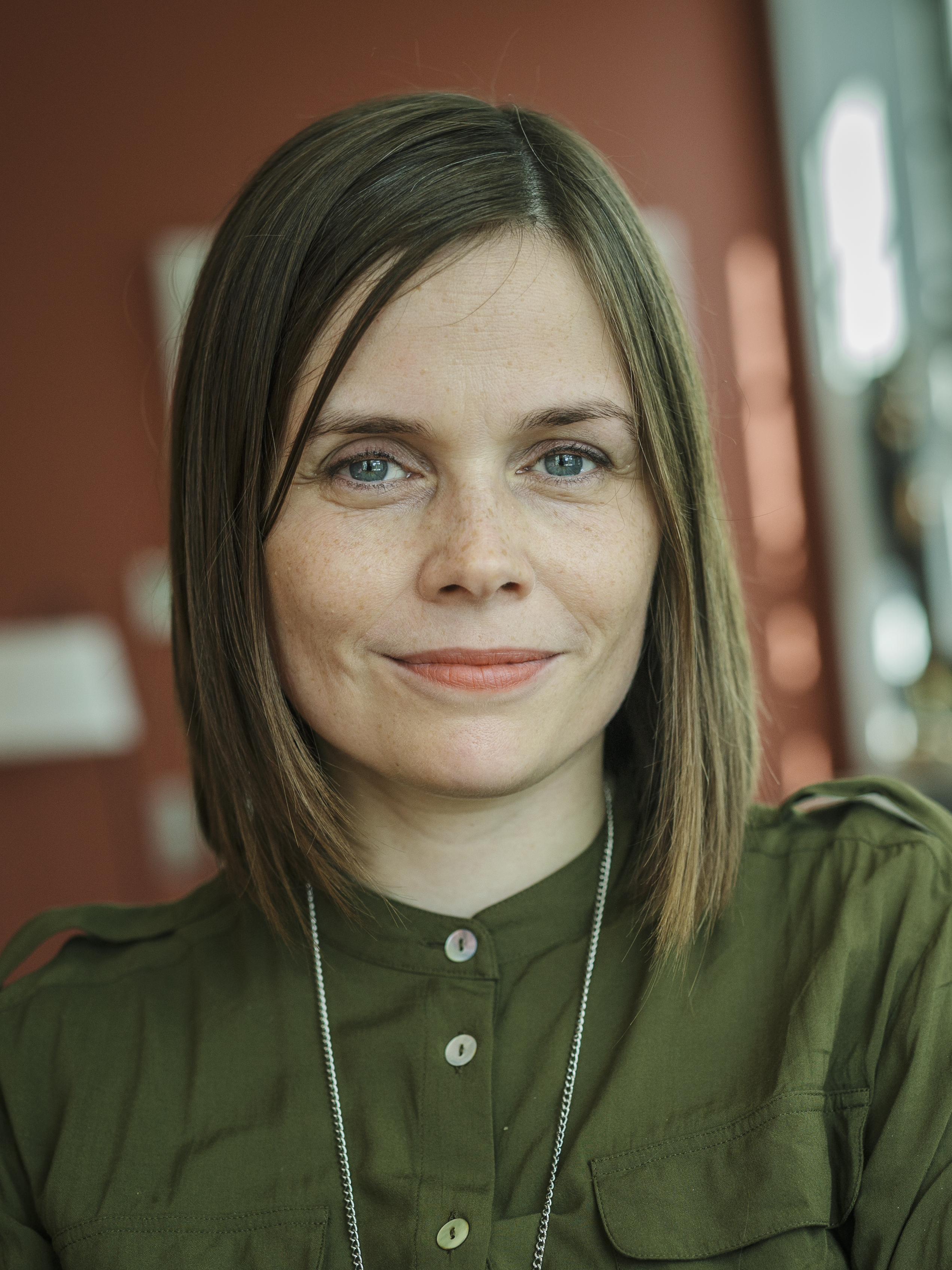
Katrín Jakobsdóttir رئيسة المنظمة (2020–الآن) Prime Minister of Iceland (2017–2024)
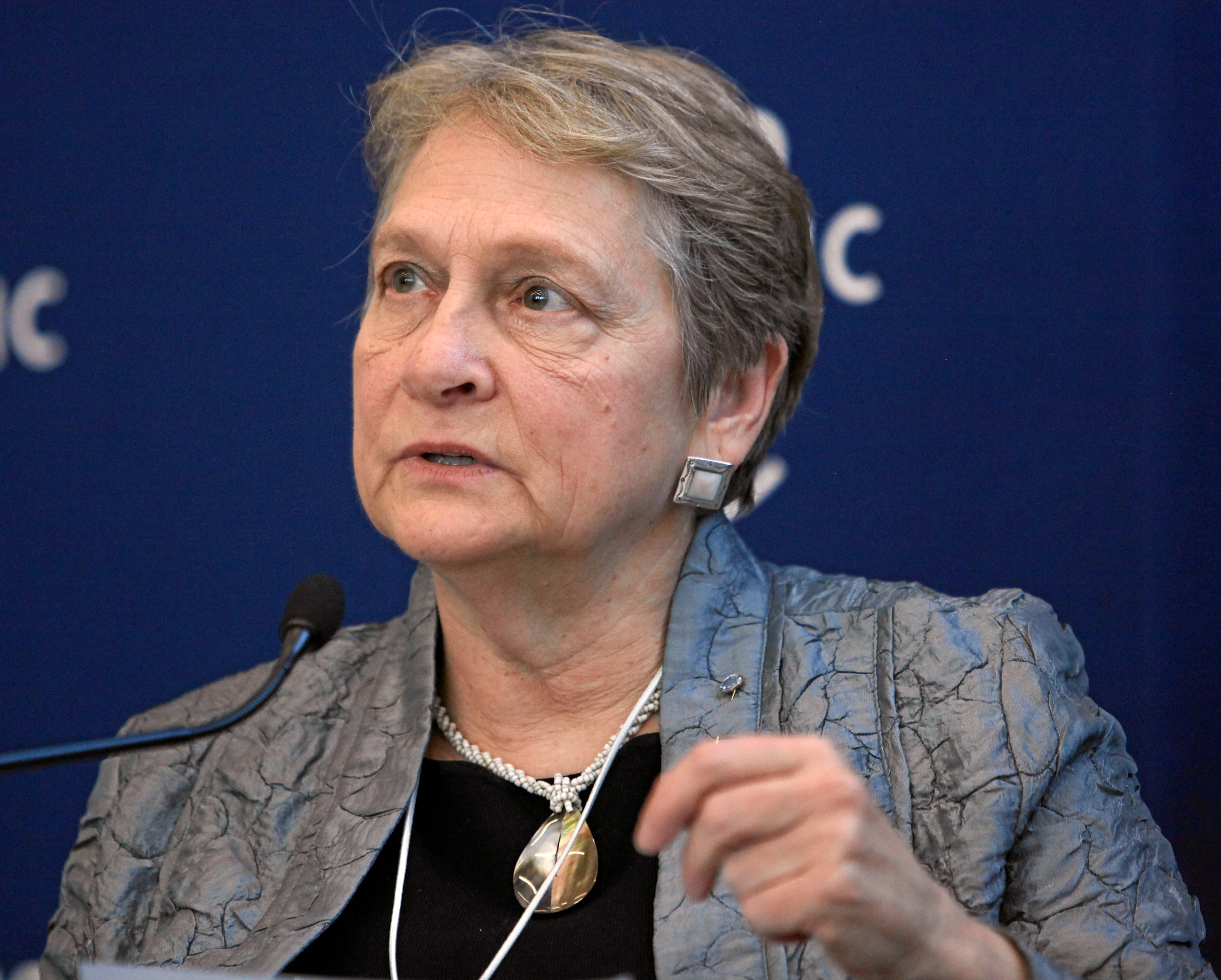
Laura Liswood Secretary General (1996–الآن)

## الرئيسات الفخريات

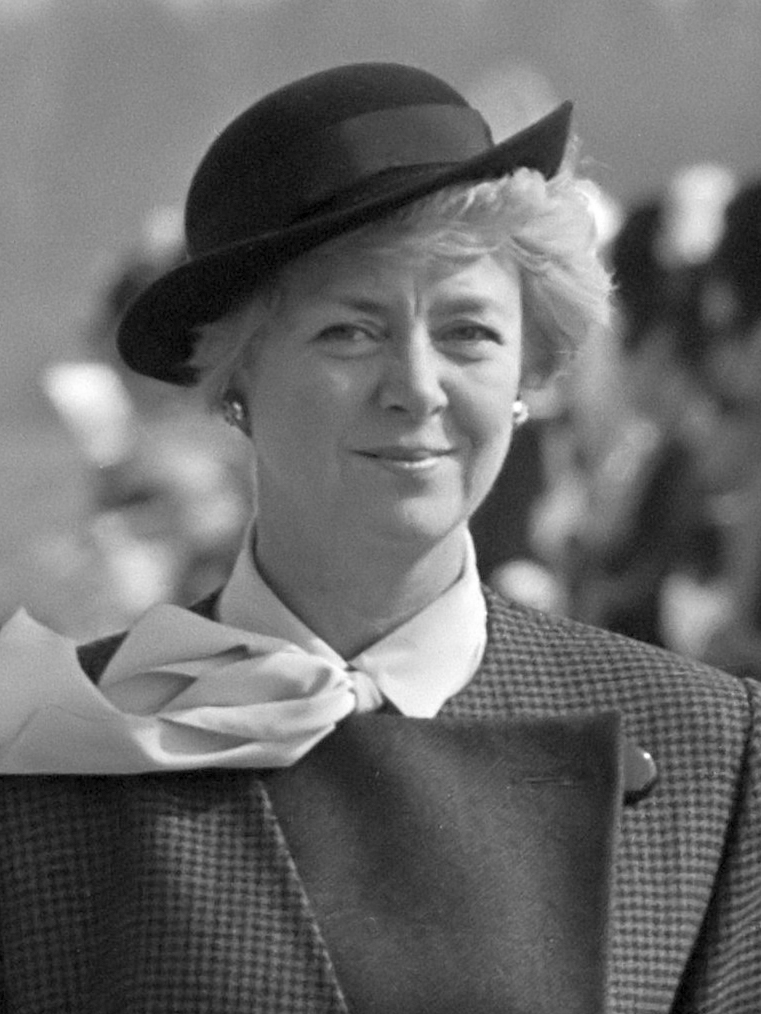
فيغديس فينبوغادوتير رئيسة المنظمة (1996–1999) رئيس إيسلندا (1980–1996)
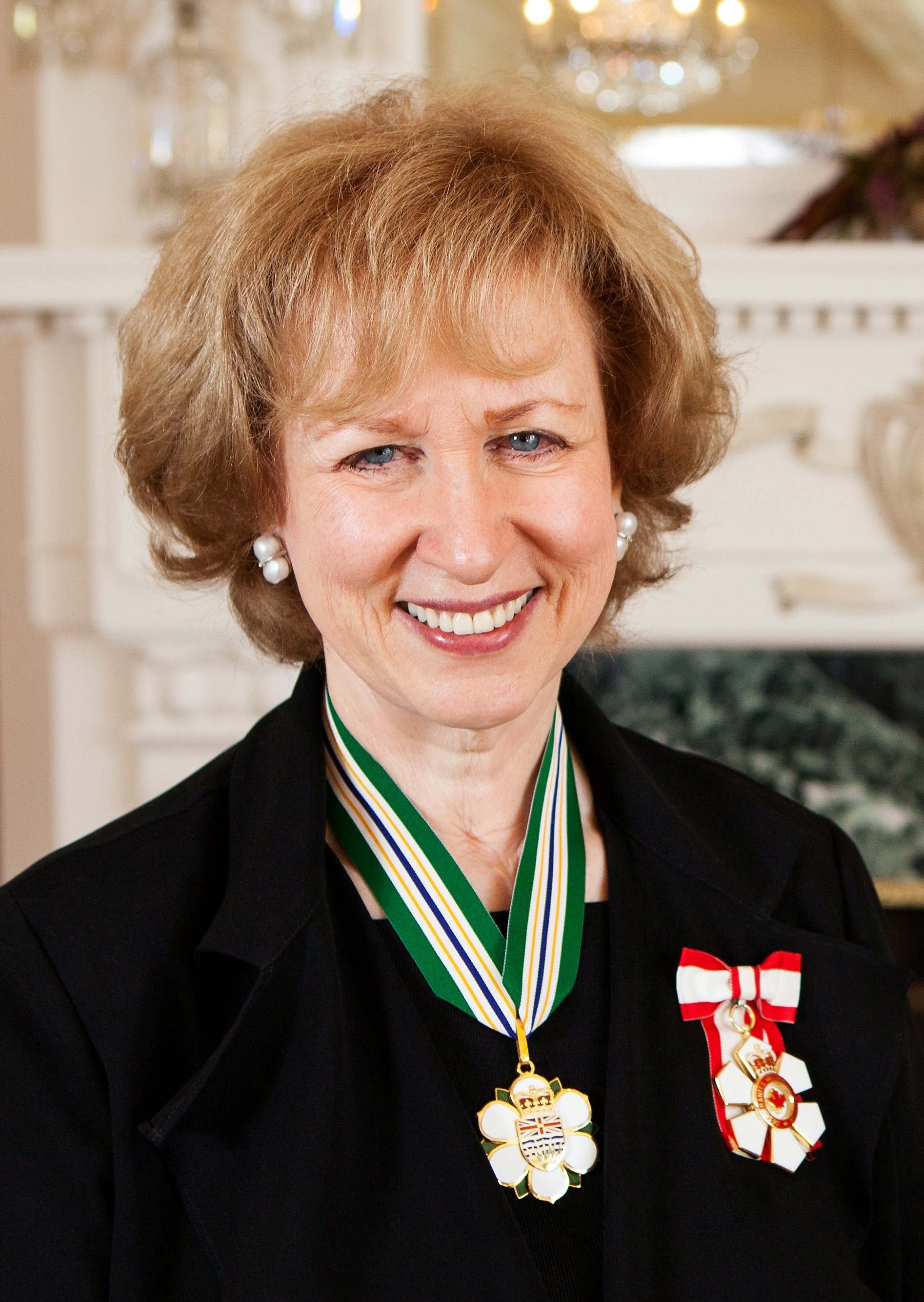
كيم كامبل رئيسة المنظمة (1999–2003) رئيسة وزراء كندا (1993)
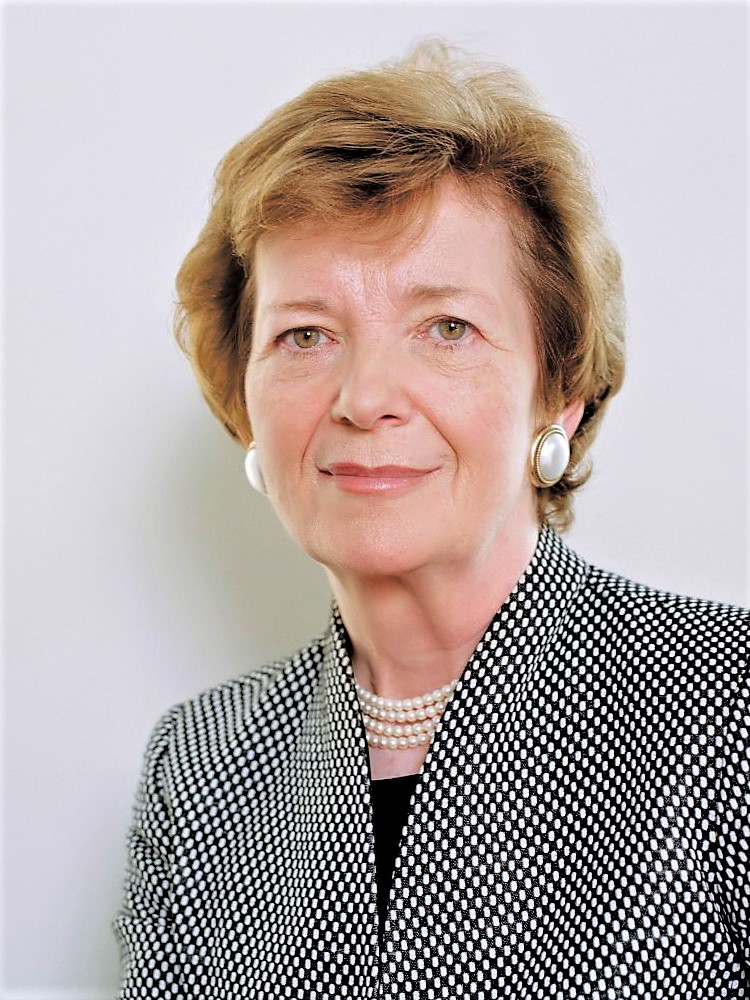
ماري روبنسون رئيسة المنظمة (2003–2009) رئيسة ايرلندا (1990–1997)
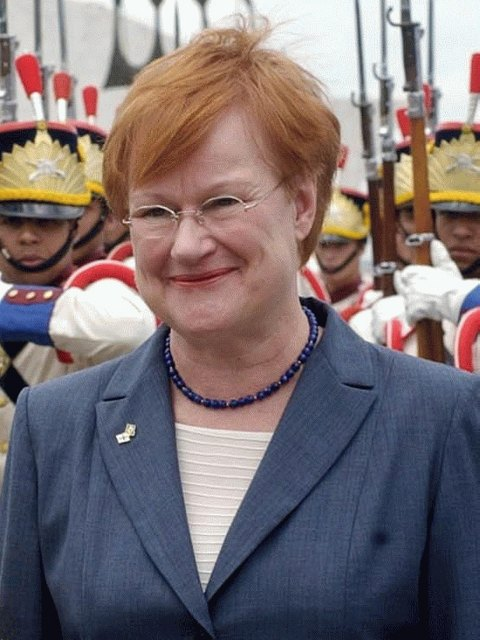
تاريا هالونن رئيسة المنظمة (2009–2014) رئيسة فنلندا (2000–2012)
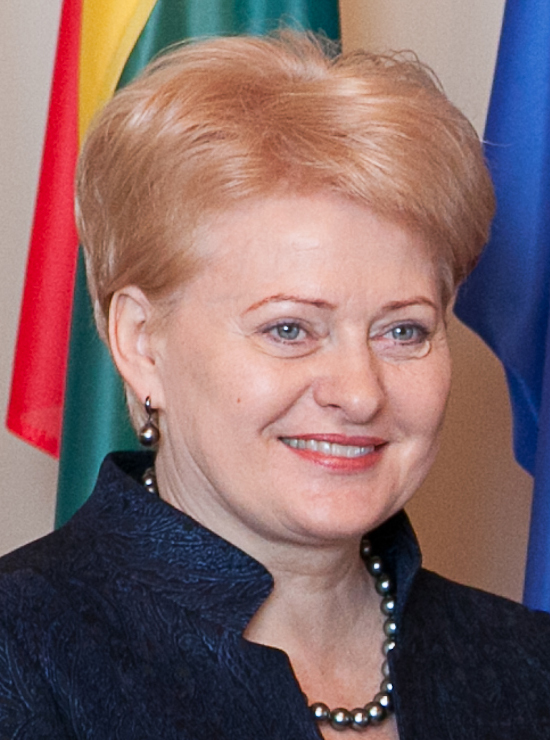
داليا غريباوسكايتي رئيسة المنظمة (2014–2019) رئيس ليتوانيا (2009–2019)
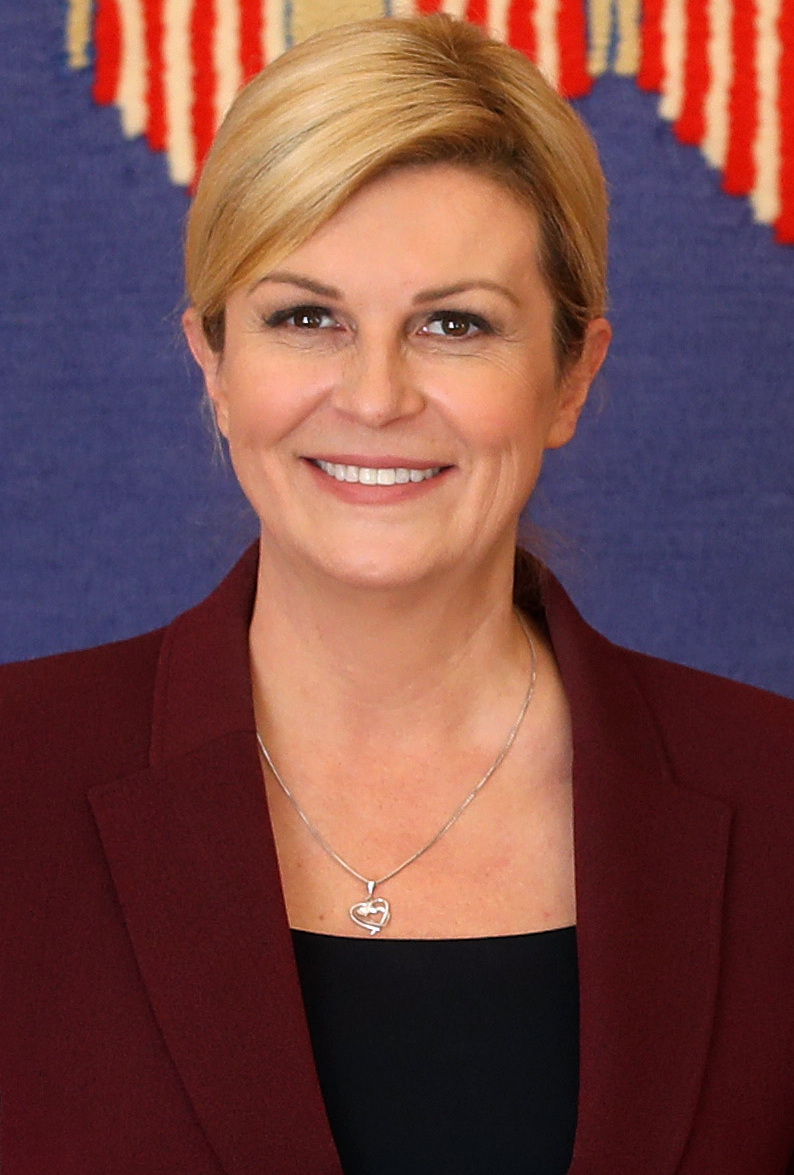
كوليندا غرابار كيتاروفيتش رئيسة المنظمة (2019–2020) رئيس كرواتيا (2015–2020)

## الأعضاء

### الأعضاء الذين يشغلون حاليا منصب رؤساء الدول أو الحكومات

مته فريدريكسن رئيس وزراء الدنمارك (2019–الآن)
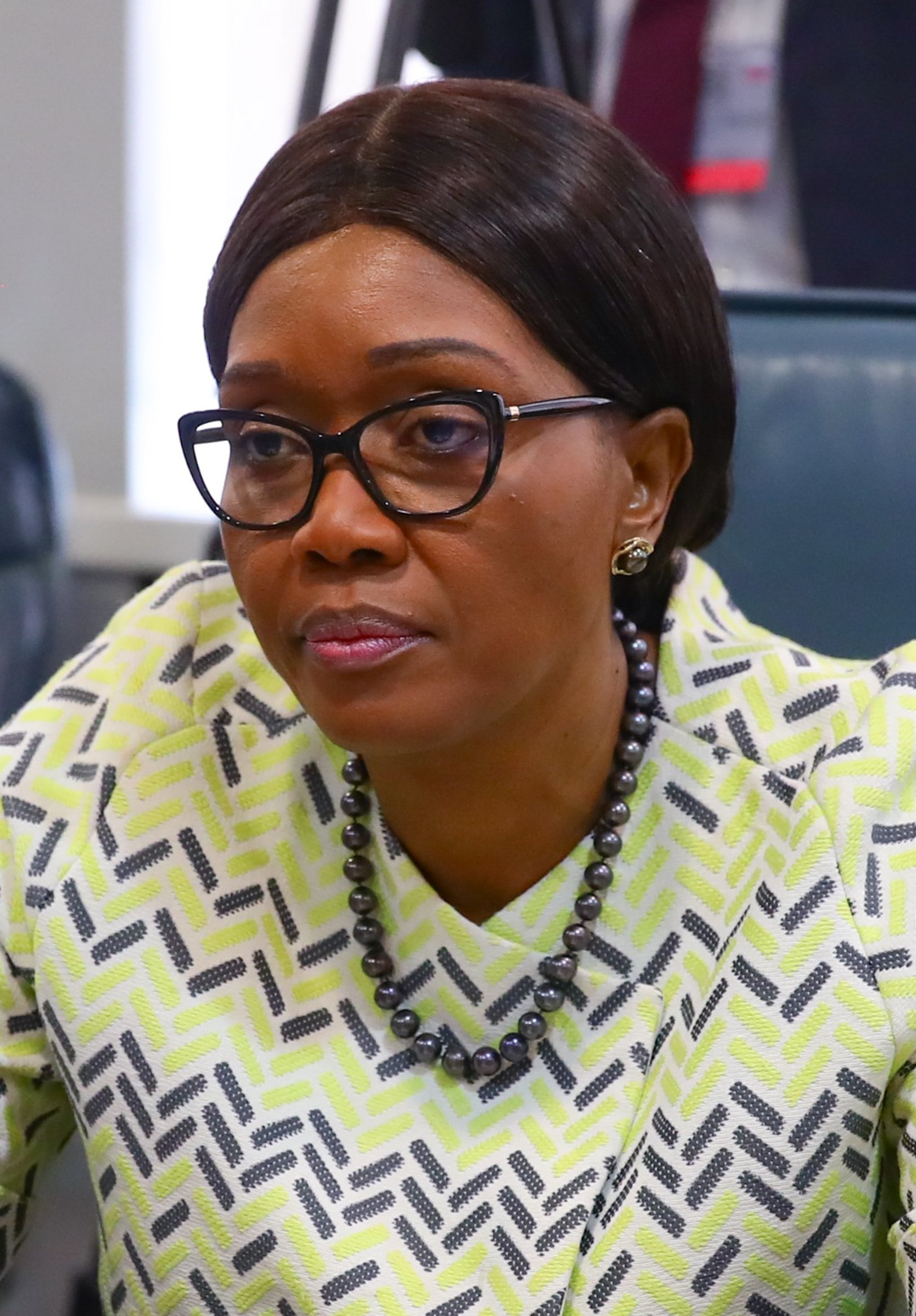
سارا كوغونجيلوا أمادهيلا رئيس وزراء ناميبيا  [لغات أخرى]‏ (2015–الآن)
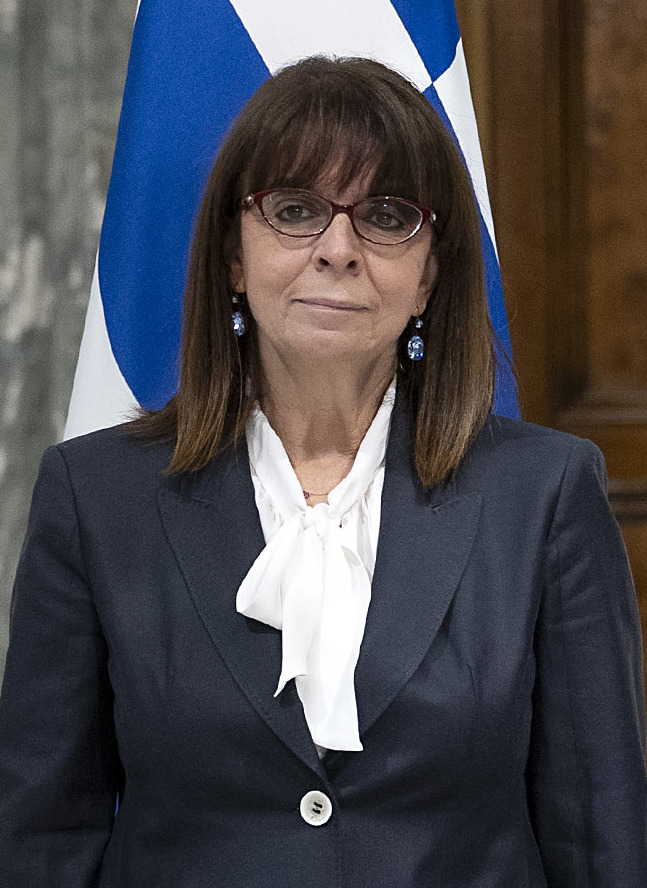
إيكاتيريني ساكيلاروبولو رئيس اليونان (2020–الآن)
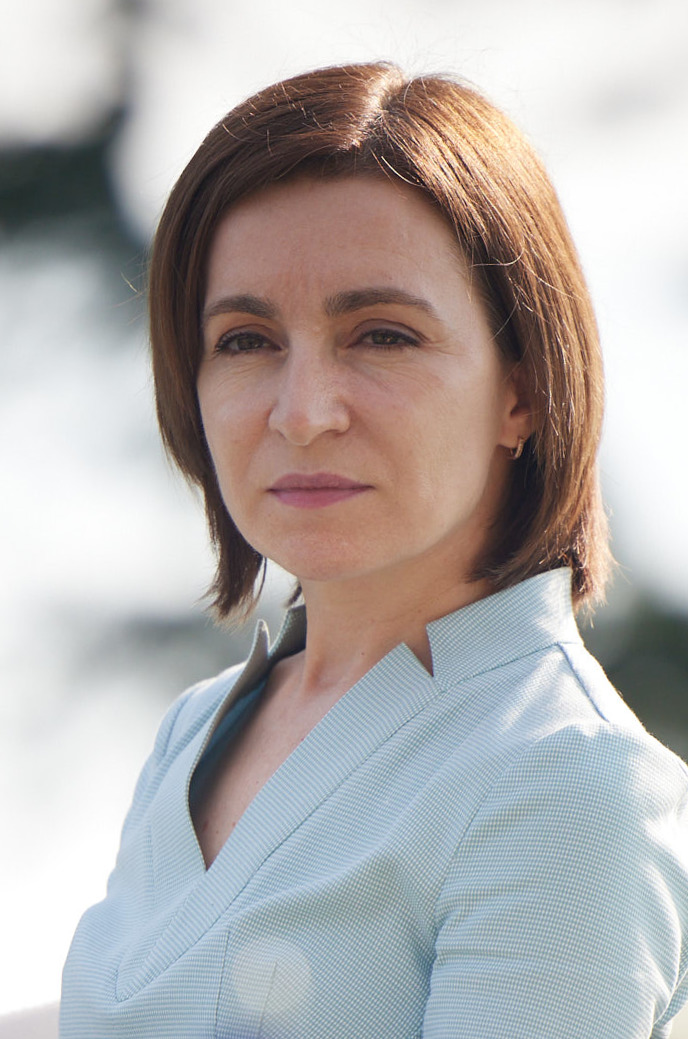
مايا ساندو رئيسة مولدافيا (2020–الآن)
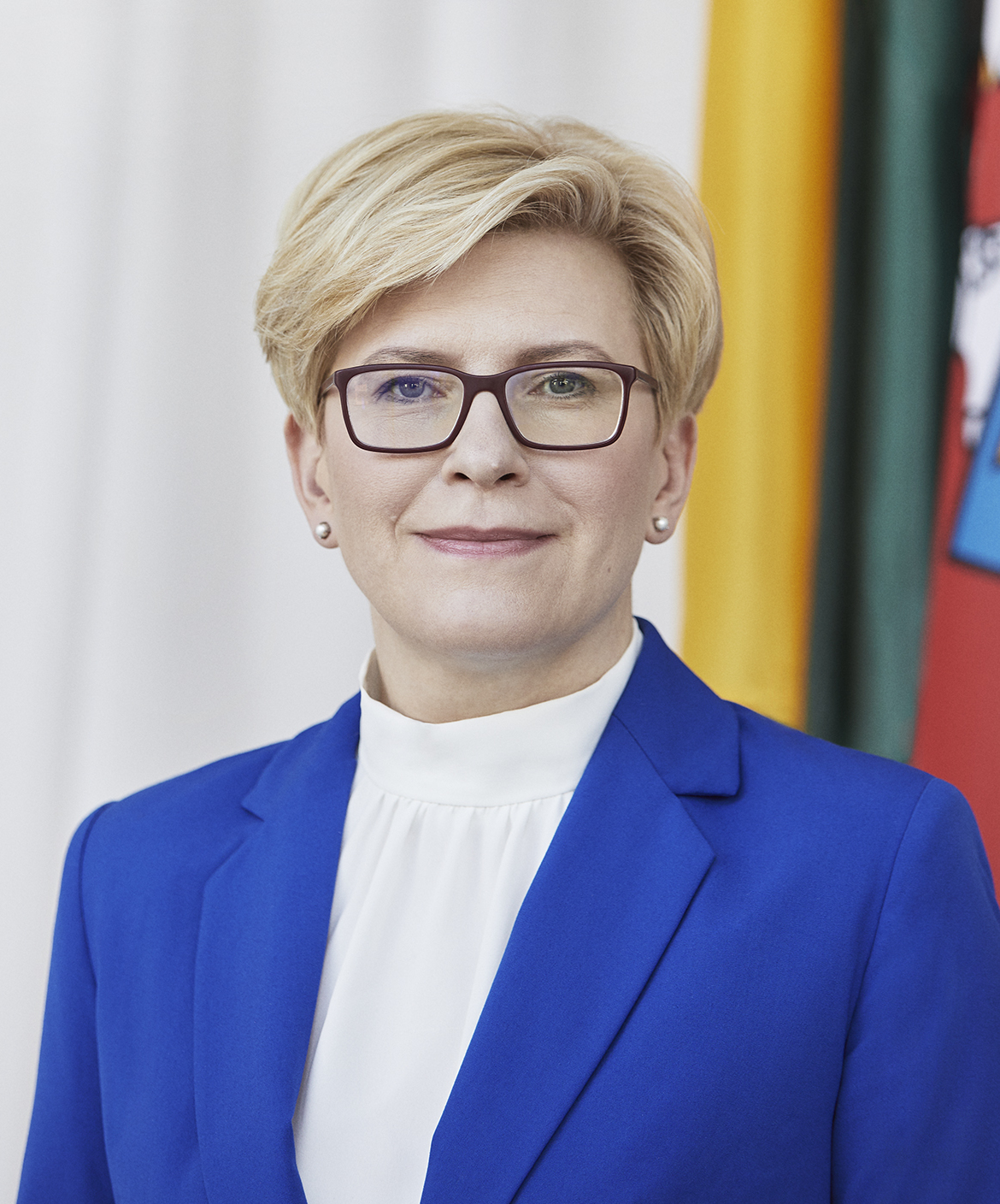
إنغريدا سيمونيته رئيس وزراء ليتوانيا  [لغات أخرى]‏ (2020–الآن)
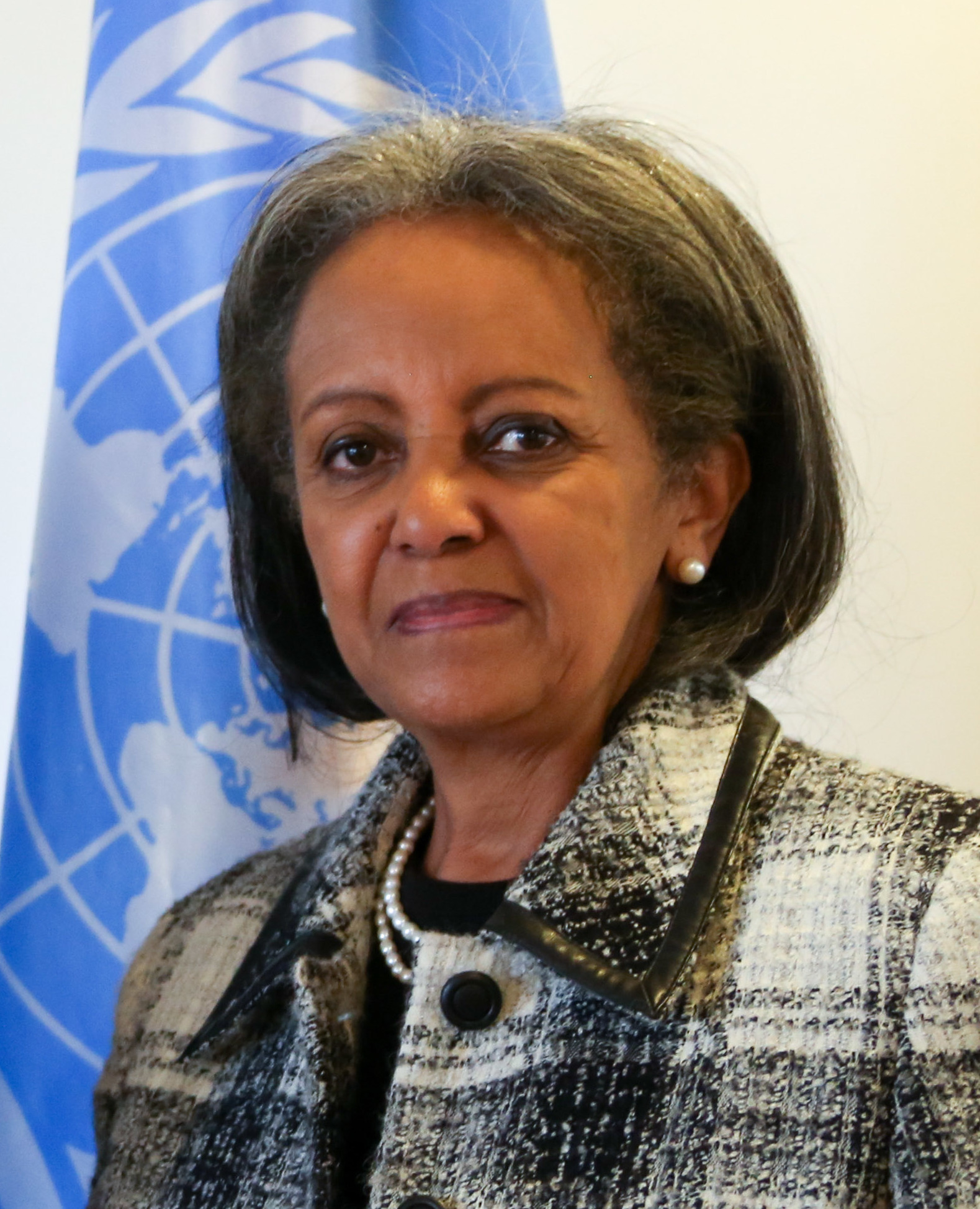
سهلورق زودي رئيس إثيوبيا (2018–الآن)
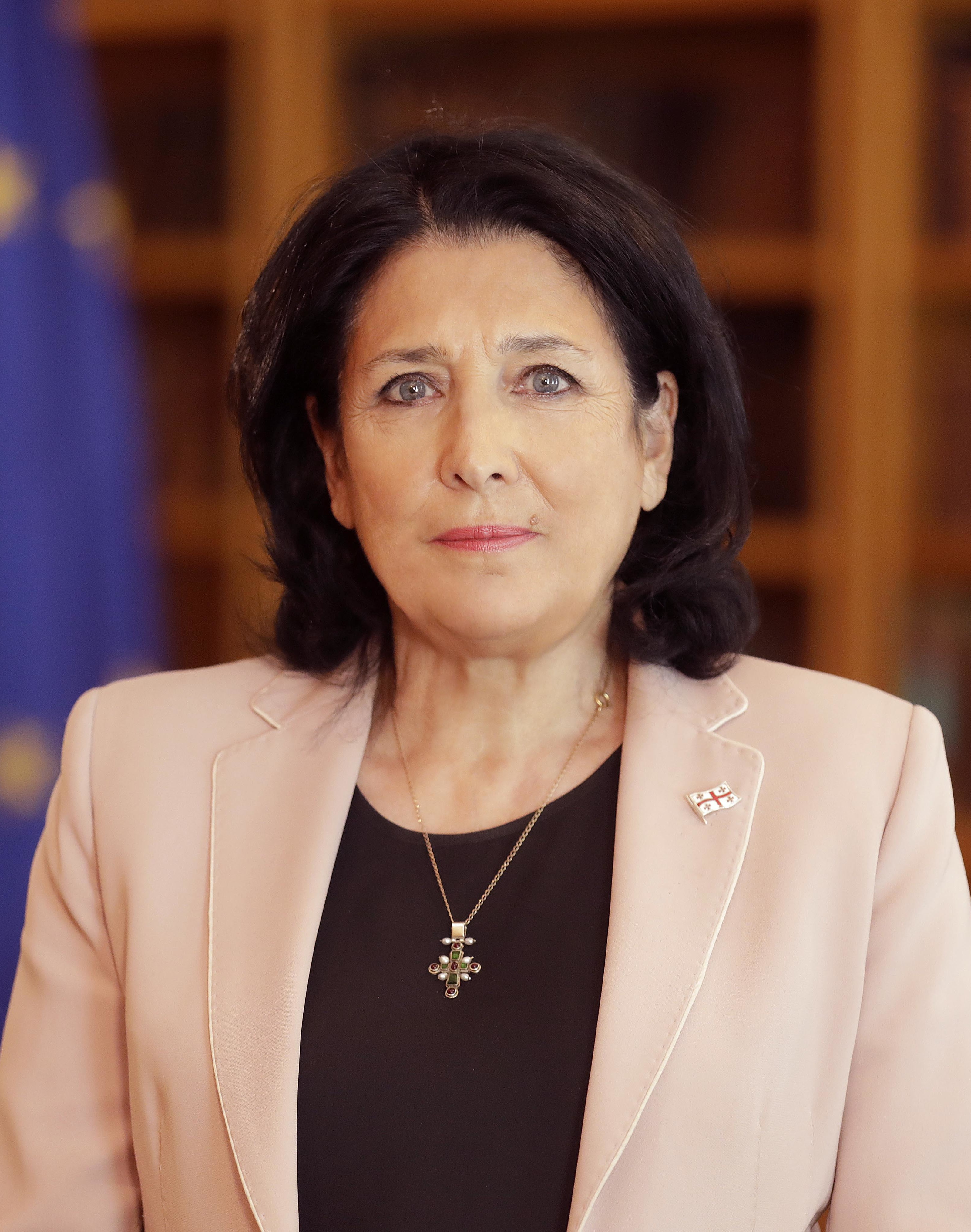
سالوميه زورابيشفيلي رئيس جورجيا (2018–الآن)
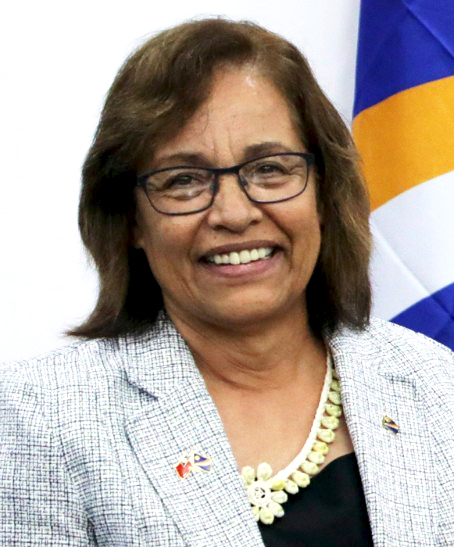
هيلدا هاين رئيس جزر مارشال  [لغات أخرى]‏ (2016–2020, 2024–الآن)

### الأعضاء الذين شغلوا سابقًا منصب رؤساء دول أو حكومات

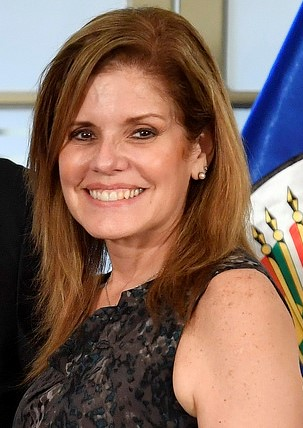
Mercedes Aráoz رئيس مجلس الوزراء البيروفي  [لغات أخرى]‏ (2017–2018)
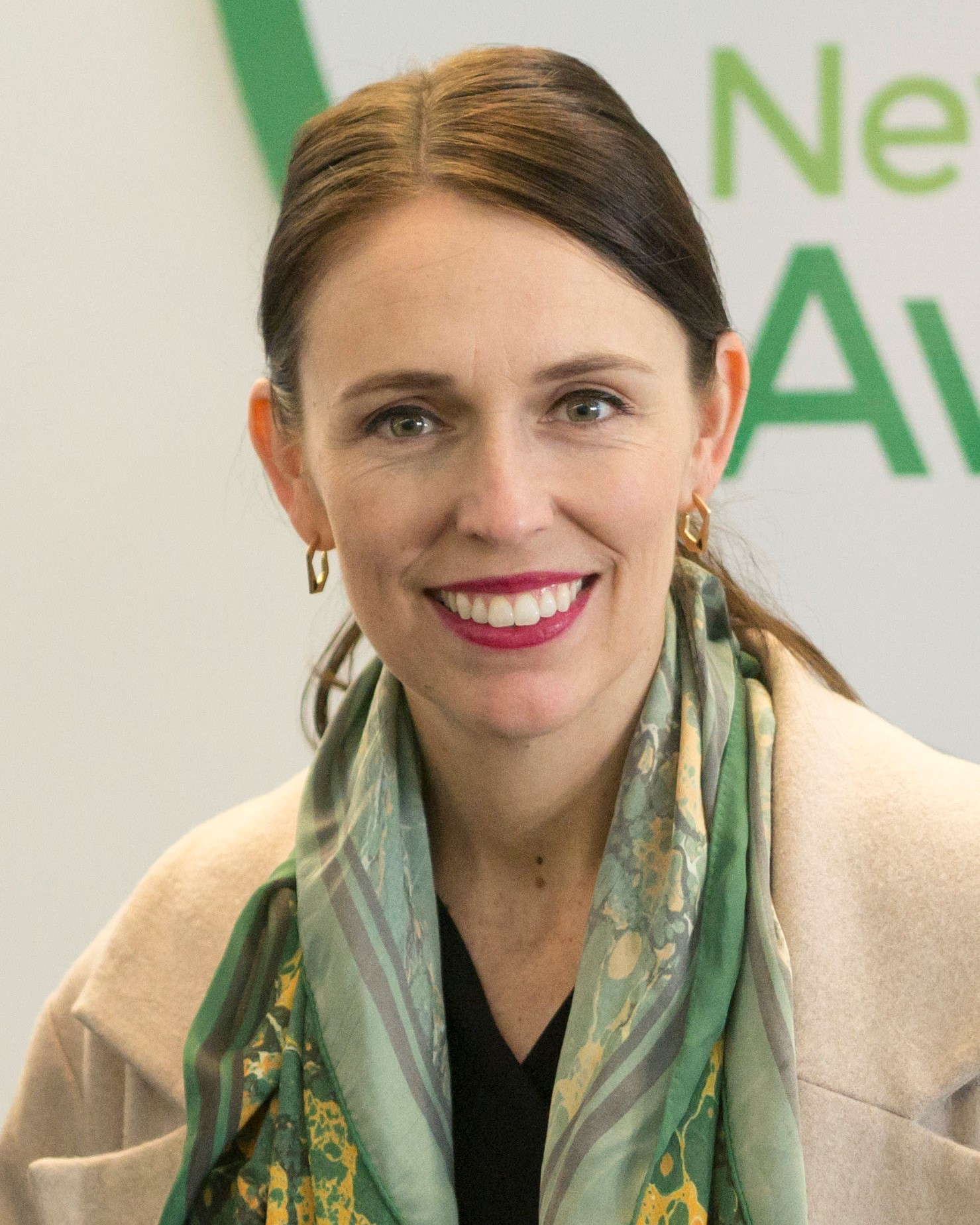
جاسيندا أرديرن رئيس وزراء نيوزيلندا (2017–2023)
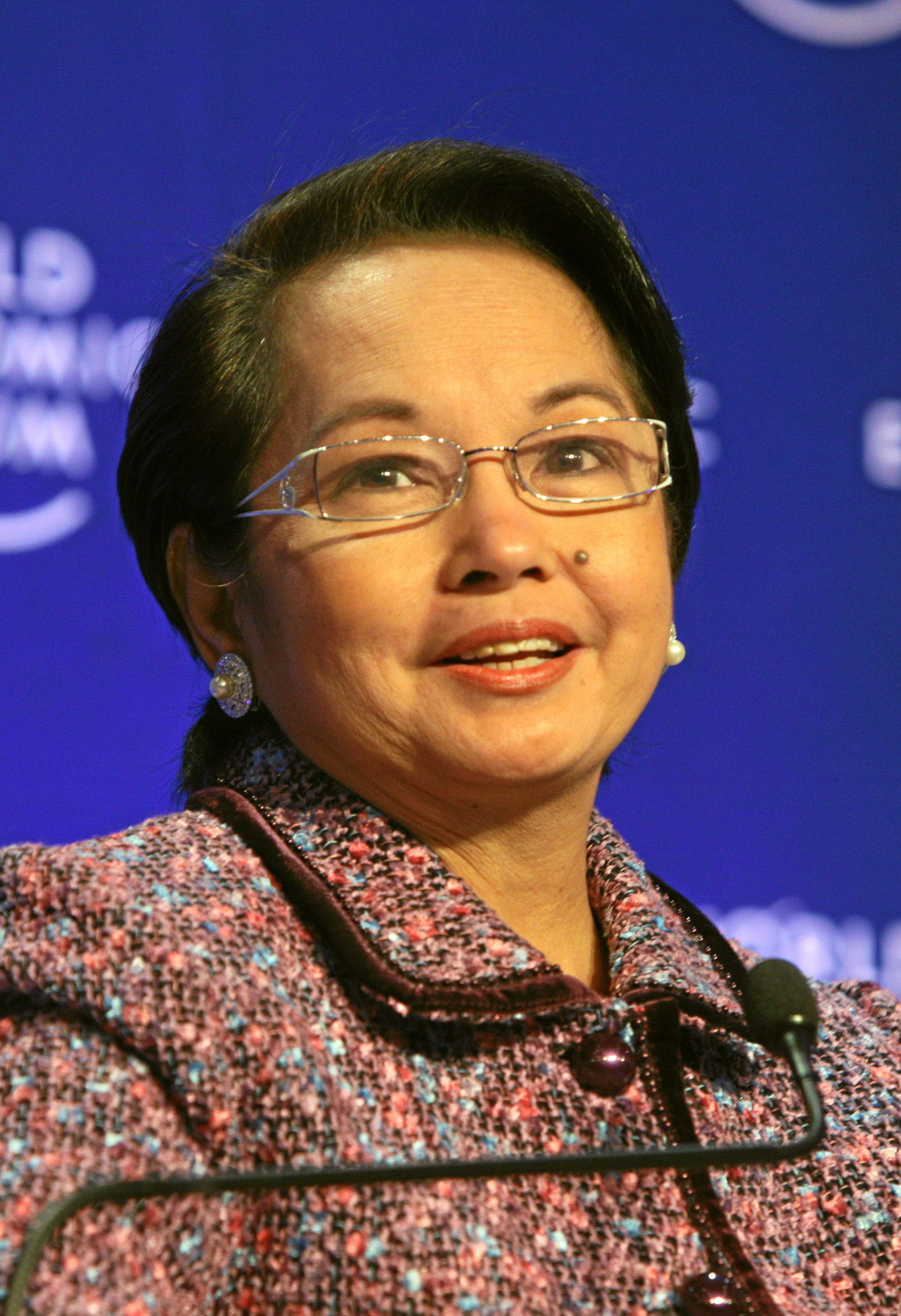
غلوريا ماكاباغال أرويو رئيس الفلبين (2001–2010)
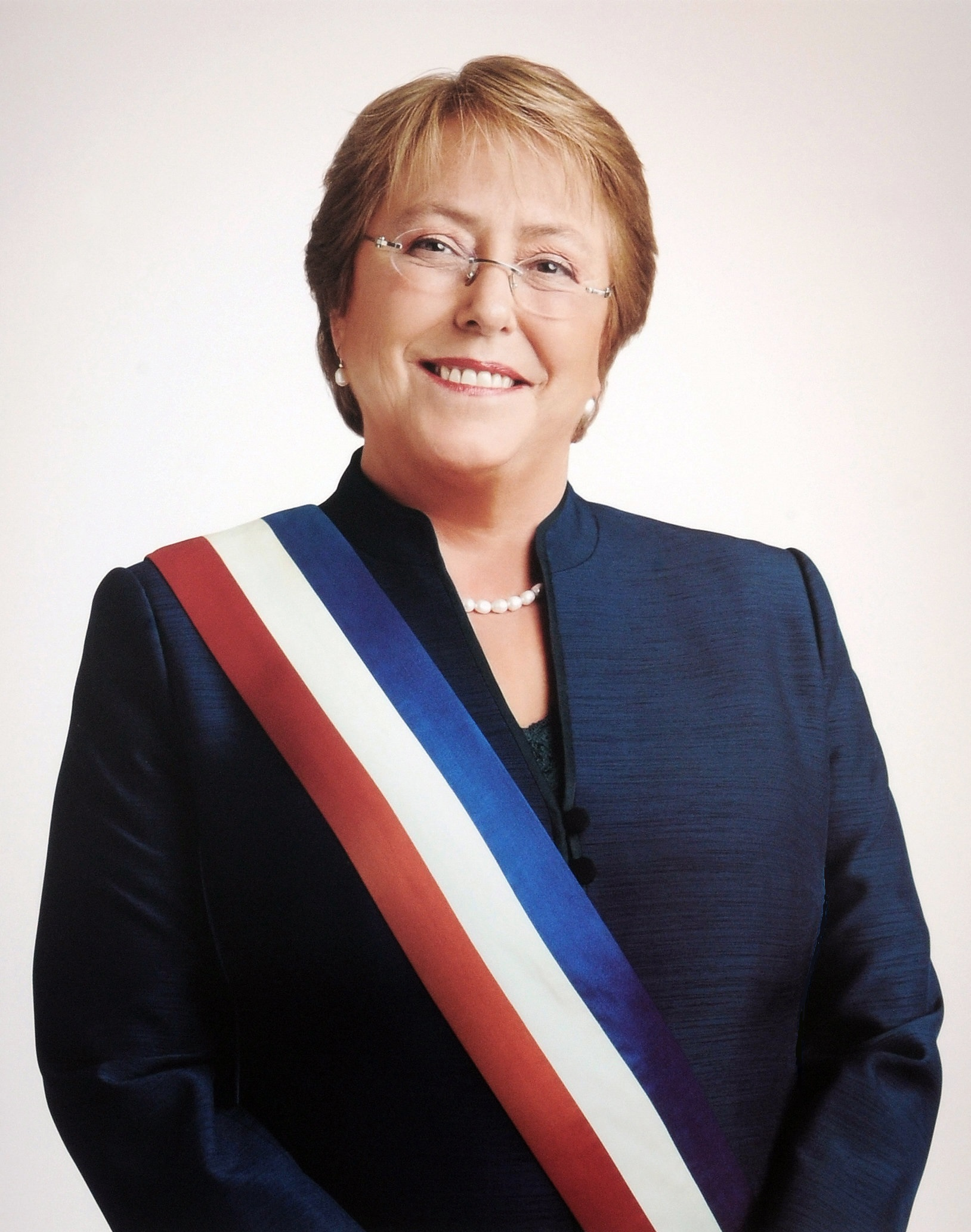
ميشال باشليت رئيس تشيلي (2006–2010, 2014–2018)
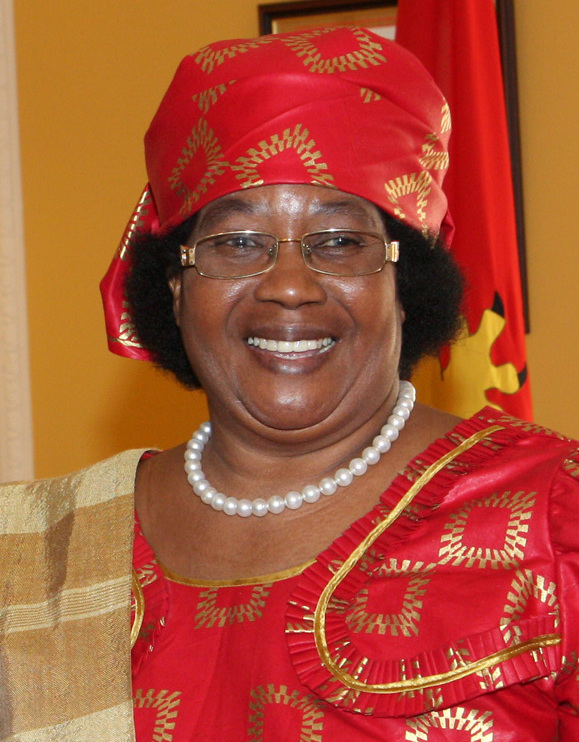
جويس باندا رئيس مالاوي (2012–2014)
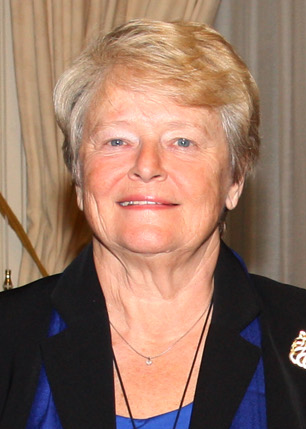
غرو هارلم برونتلاند رئيس وزراء النرويج (1981, 1986–1989, 1990–1996)
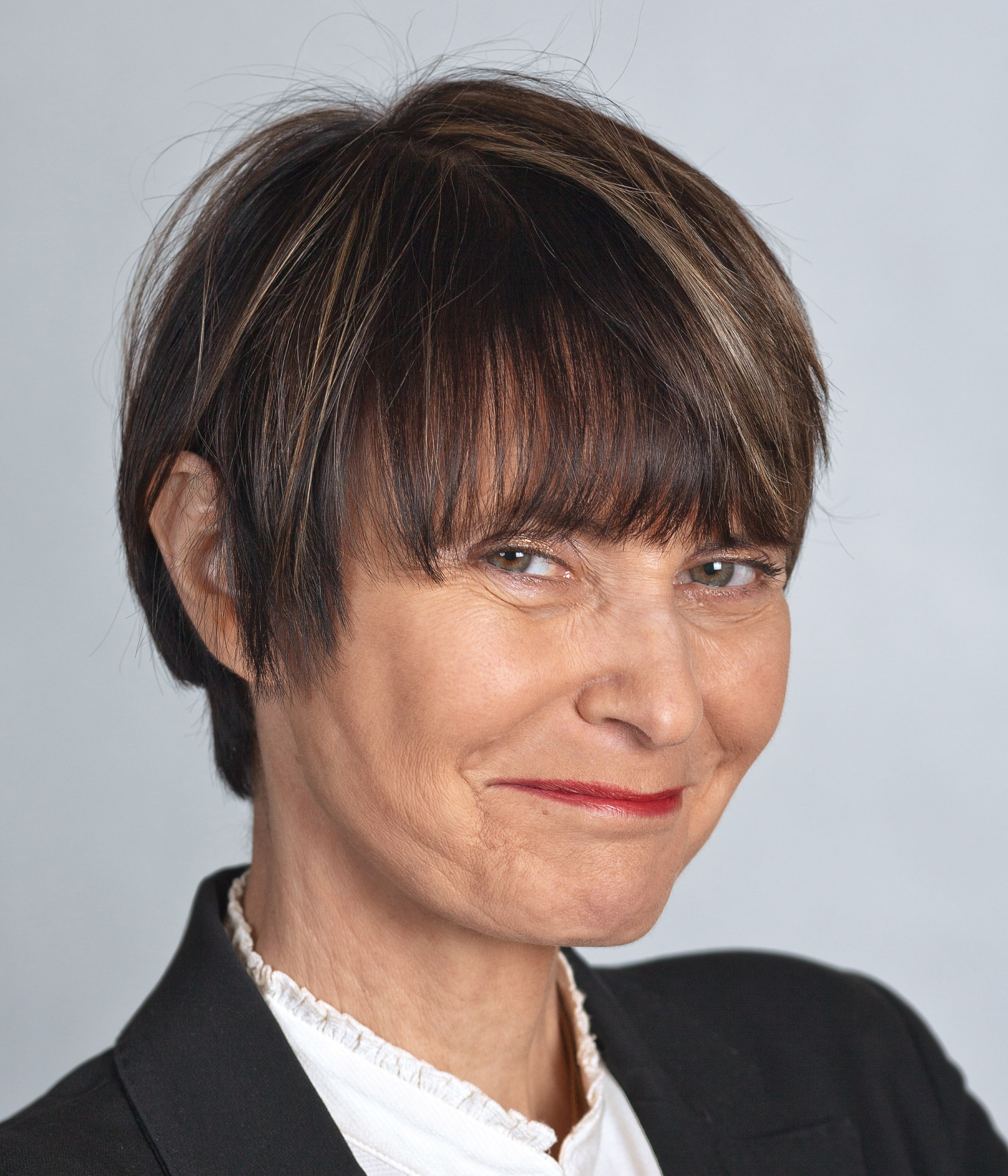
ميشلين كالمي راي رئيسة Switzerland (2007, 2011)
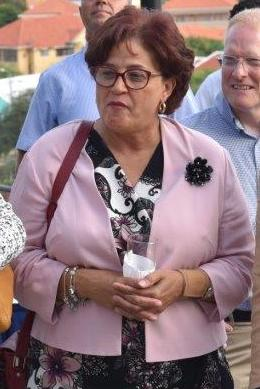
Susanne Camelia-Römer Prime Minister of the Netherlands Antilles (1993, 1998–1999)
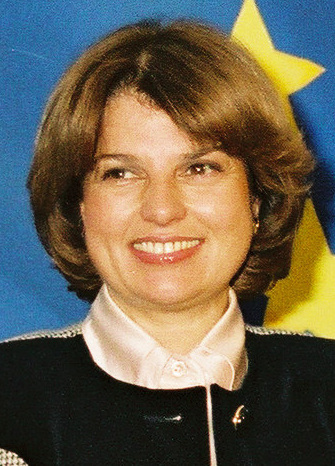
تانسو تشيلر رئيس وزراء تركيا (1993–1996)
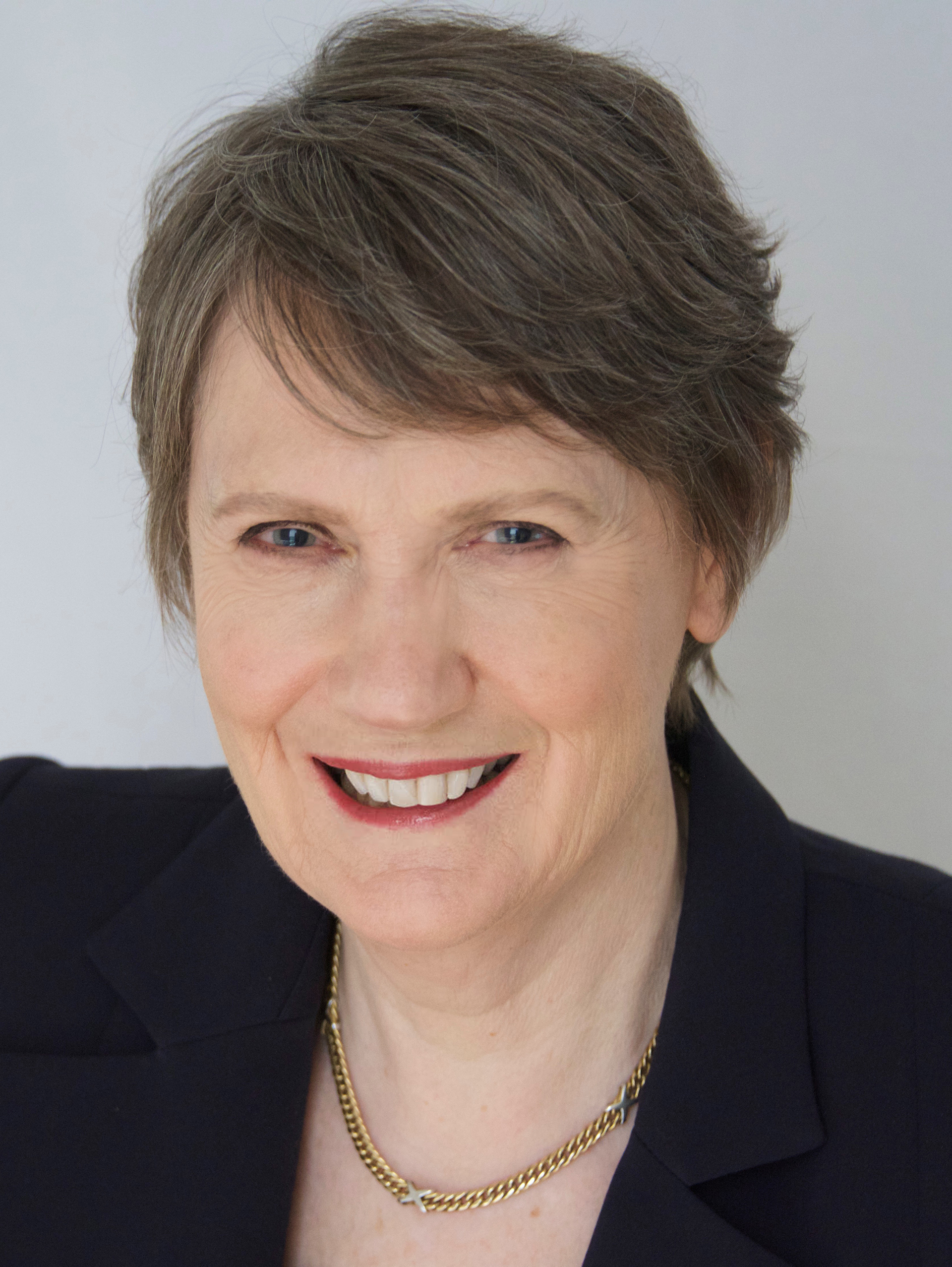
هيلين كلارك رئيس وزراء نيوزيلندا (1999–2008)
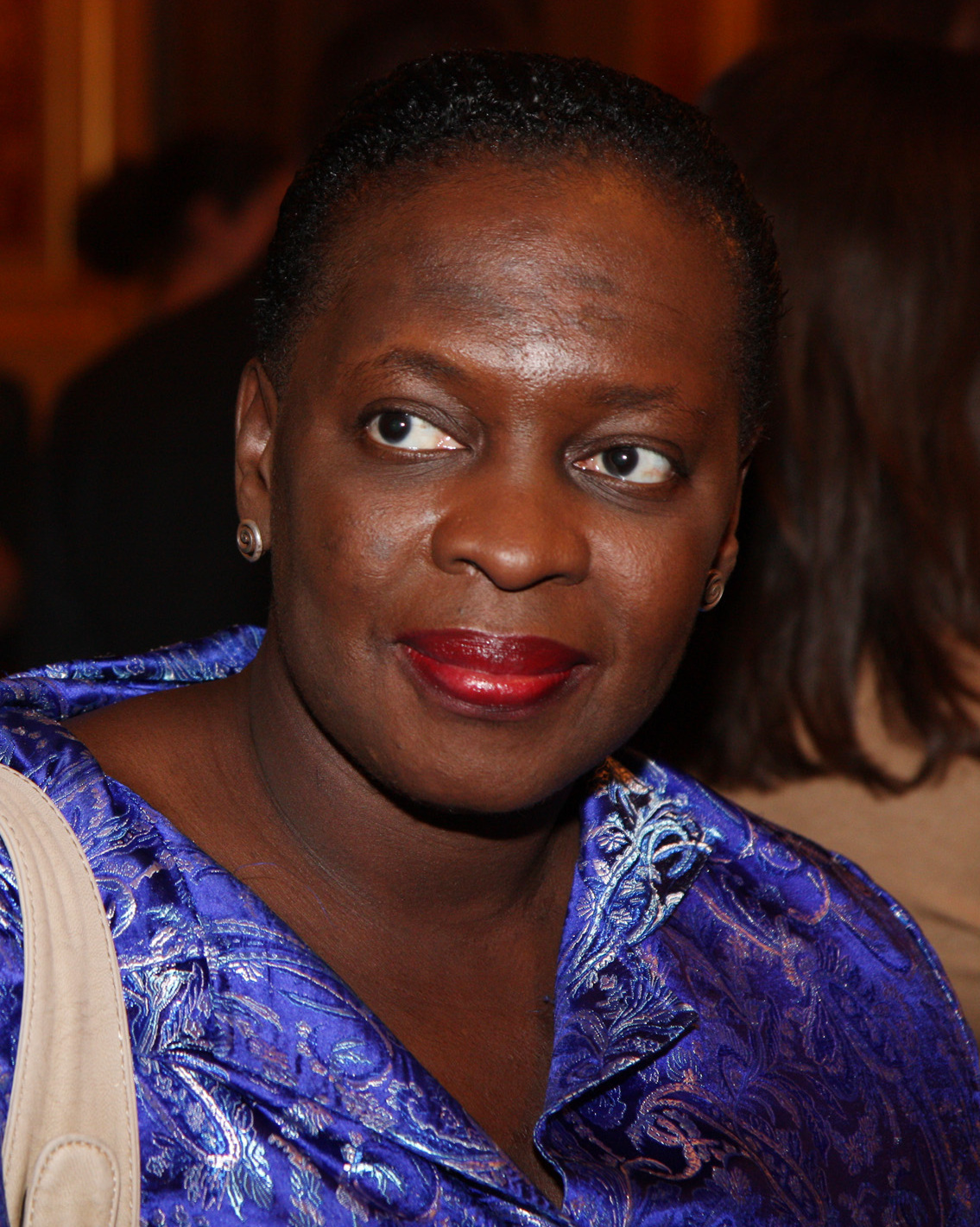
بولا كوكس Premier of Bermuda (2010–2012)
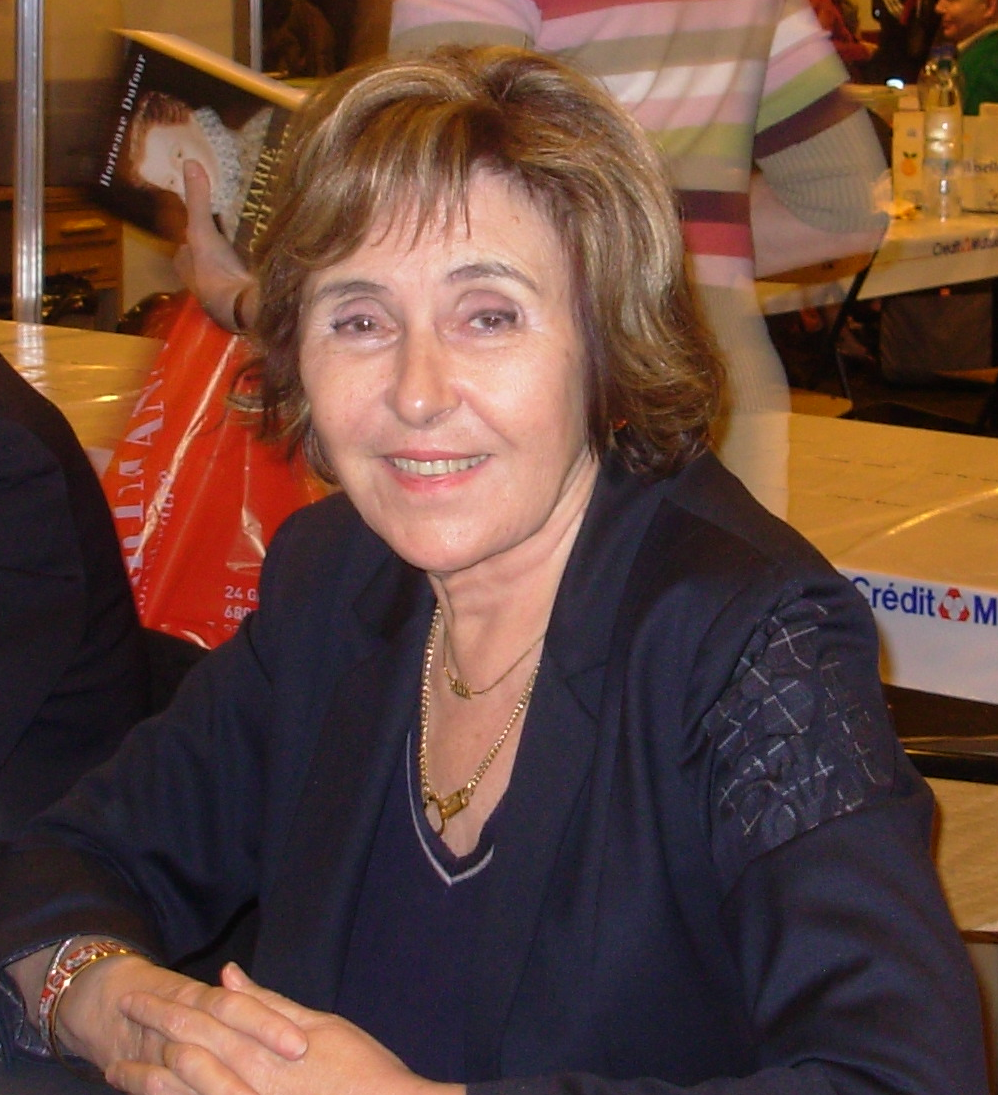
إديت كريسون رئيس الوزراء الفرنسي (1991–1992)
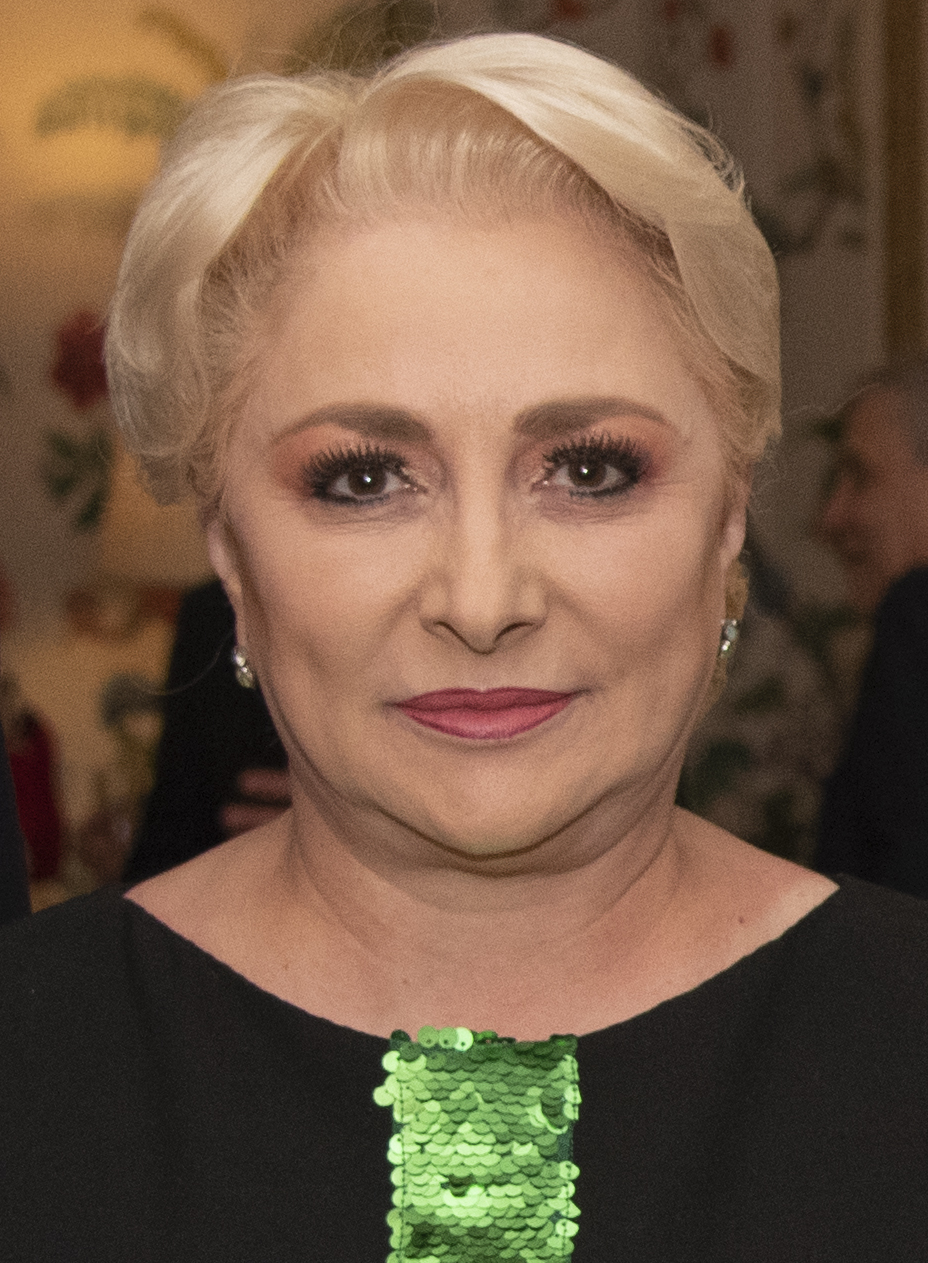
Viorica Dăncilă رئيس وزراء رومانيا (2018–2019)
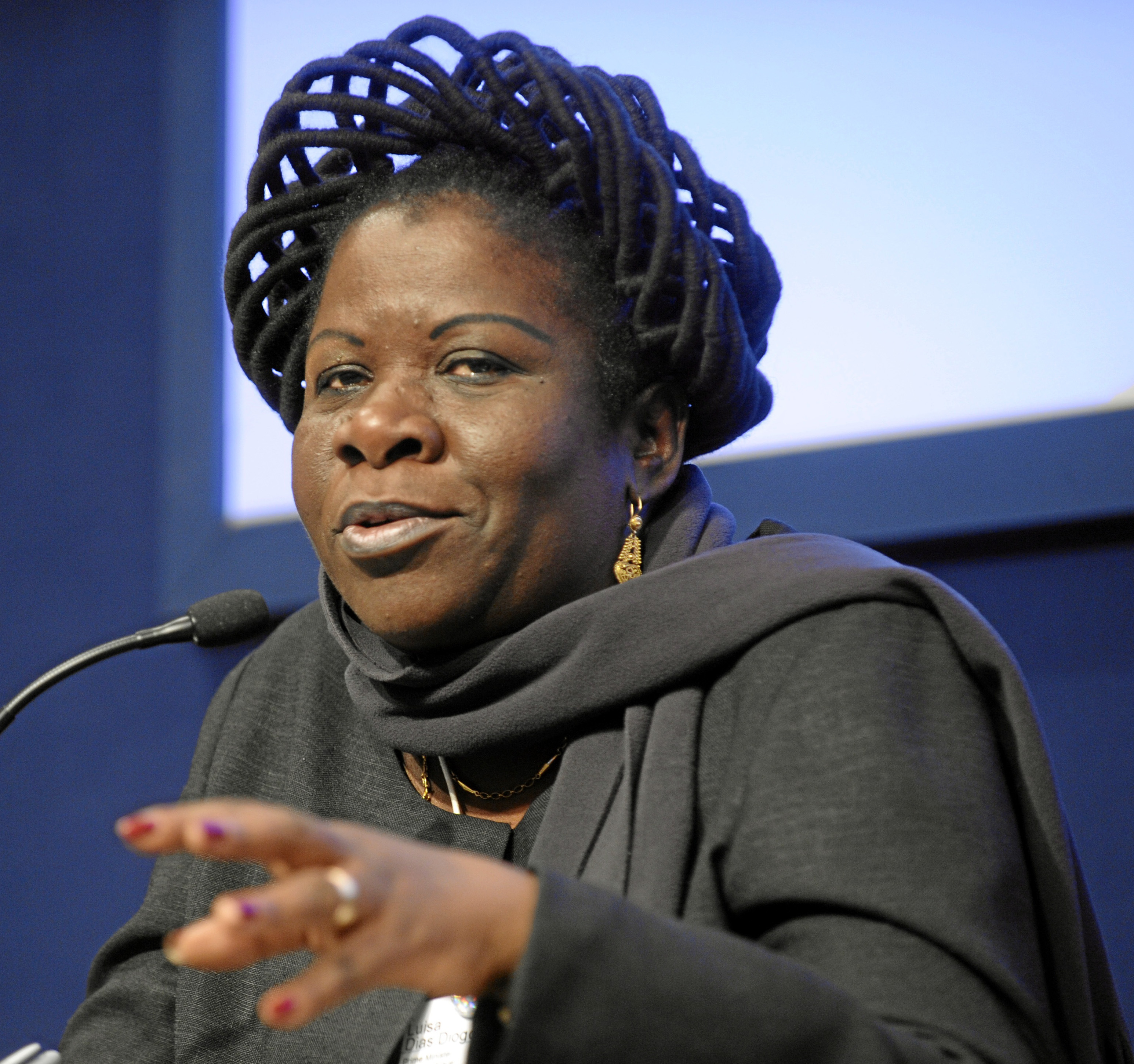
Luisa Diogo Prime Minister of Mozambique (2004–2010)
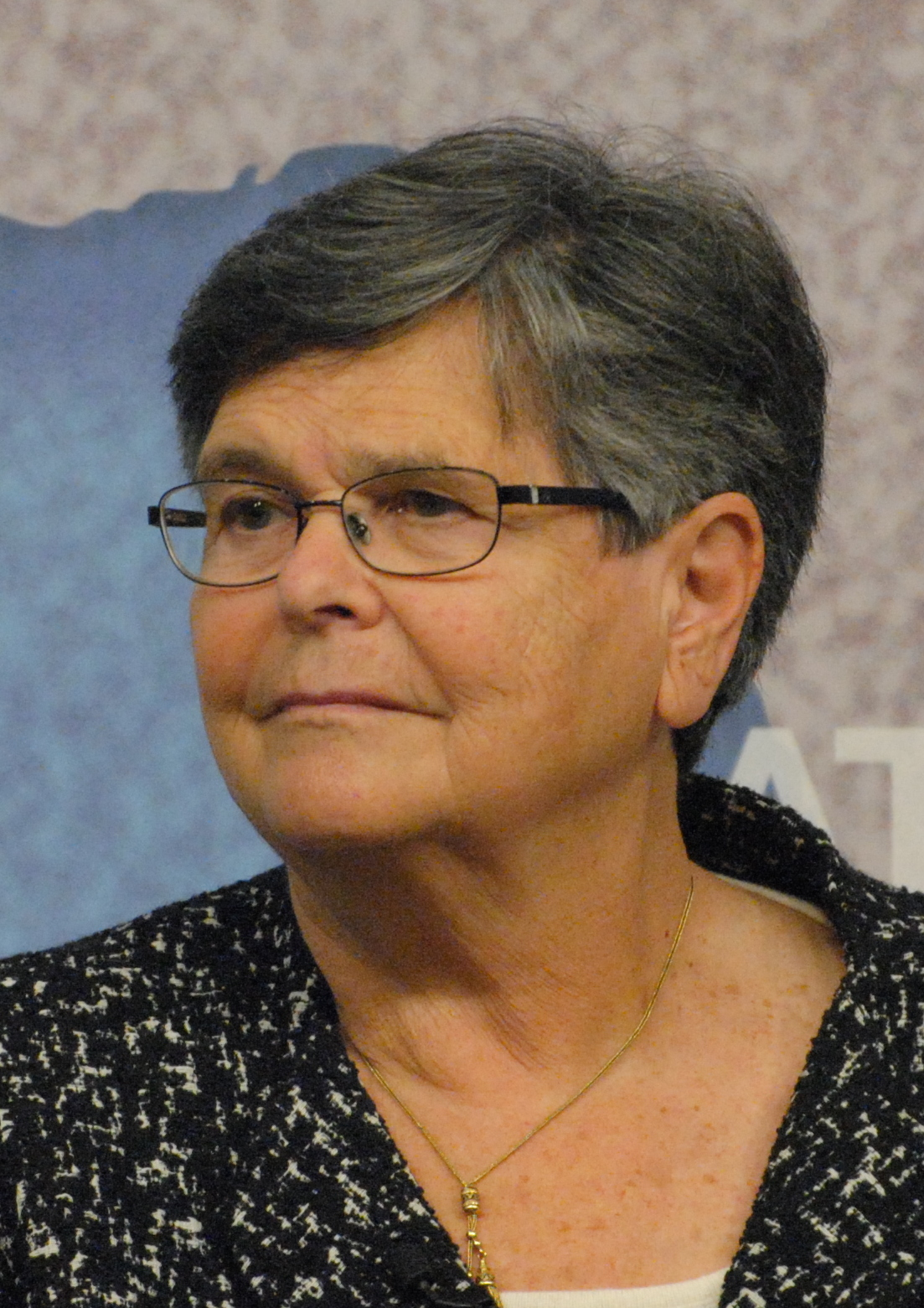
Ruth Dreifuss رئيسة Switzerland (1999)
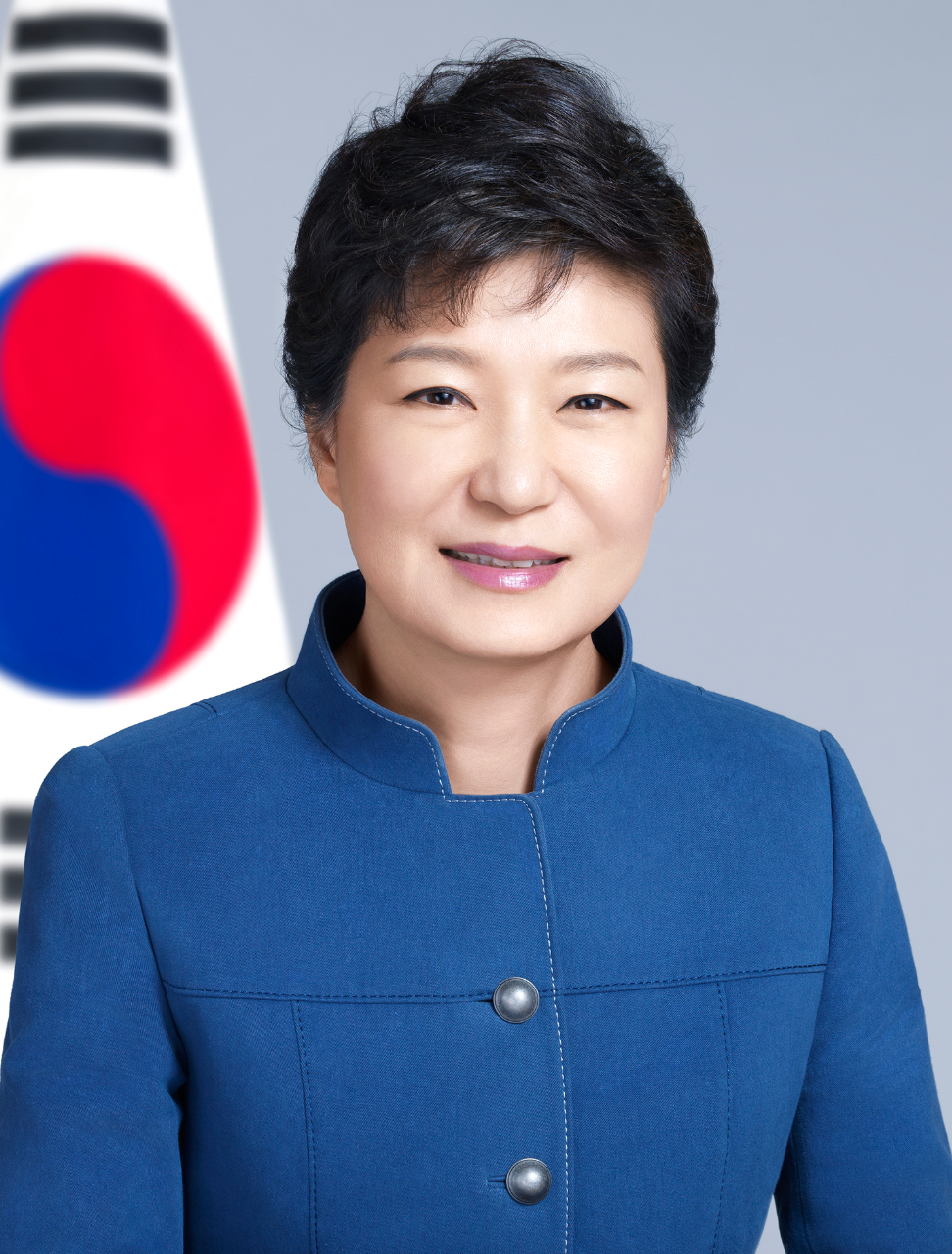
بارك غن هي رئيس كوريا الجنوبية (2013–2017)
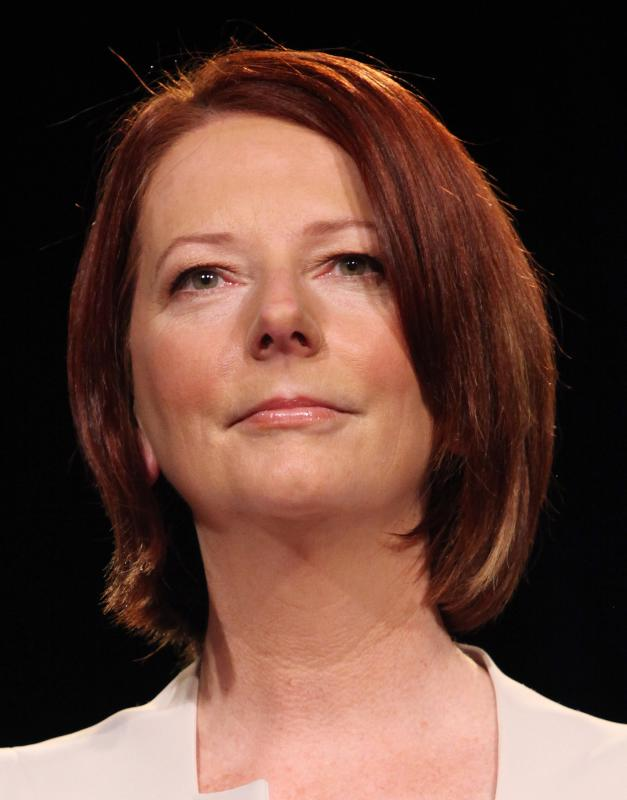
جوليا غيلارد رئيس وزراء أستراليا (2010–2013)
Pamela F. Gordon Premier of Bermuda (1997–1998)
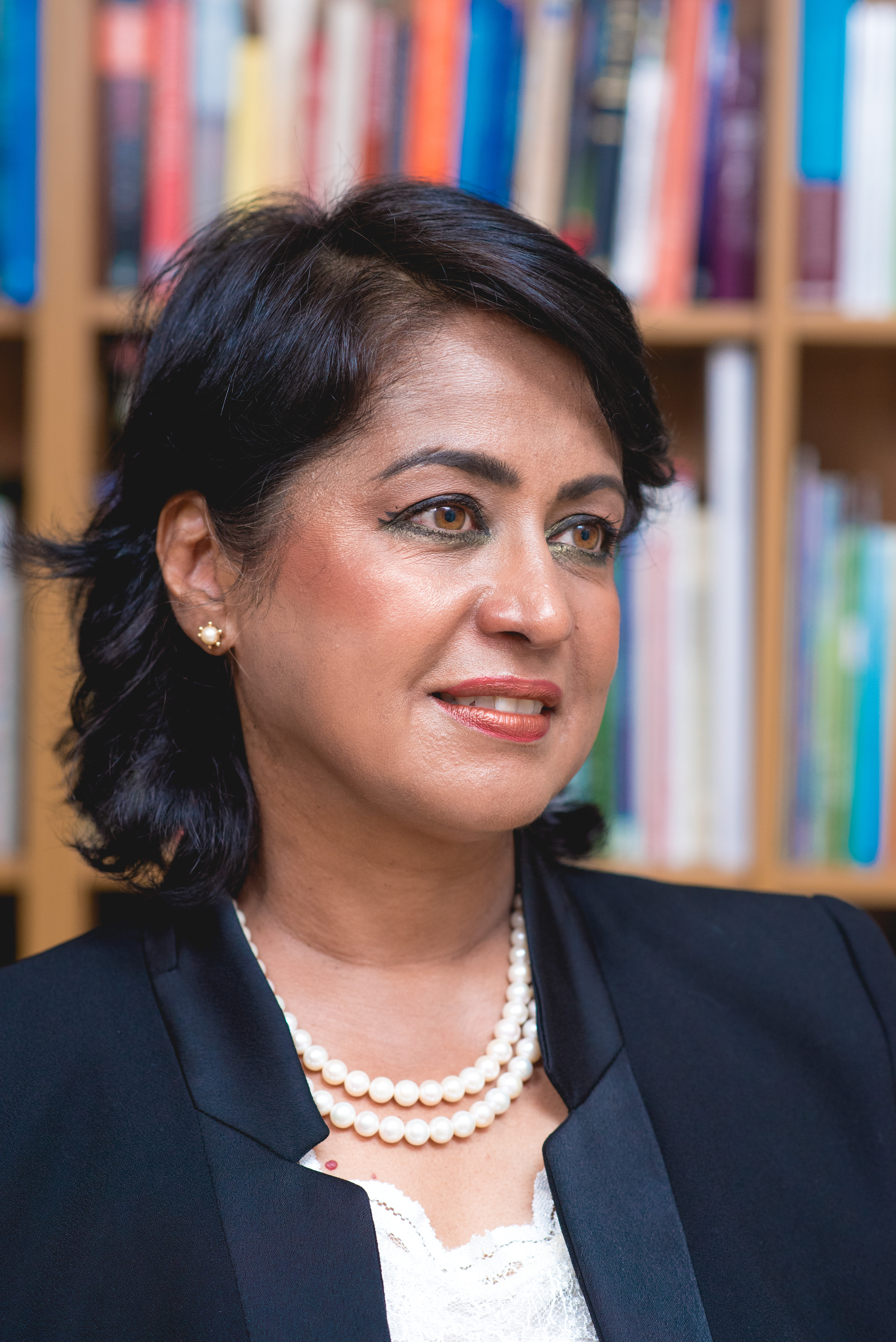
Ameenah Gurib-Fakim رئيس جمهورية موريشيوس (2015–2018)
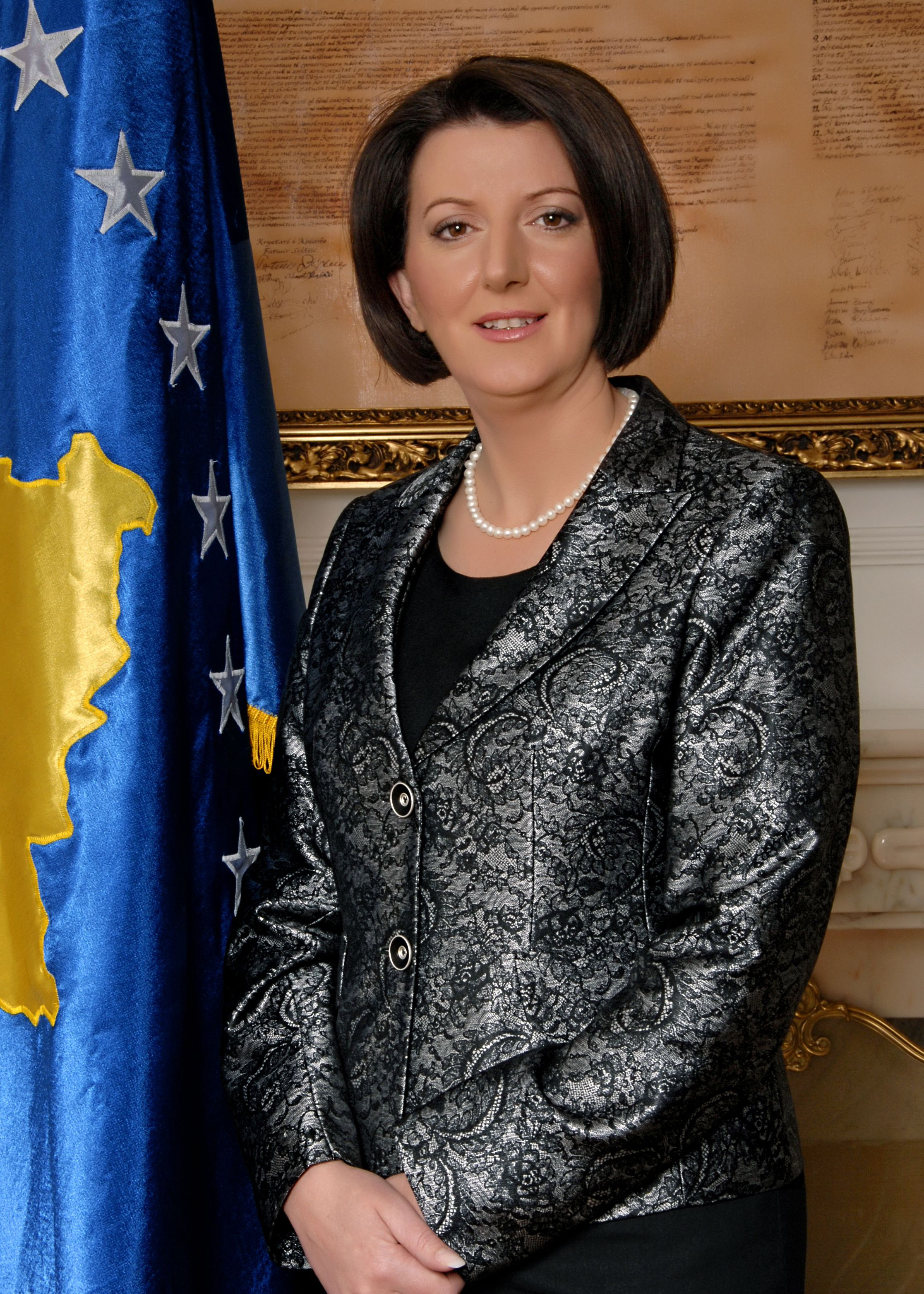
عاطفة يحيى آغا قائمة رؤساء كوسوفو (2011–2016)
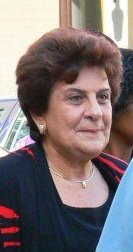
Emily de Jongh-Elhage Prime Minister of the Netherlands Antilles (2006–2010)
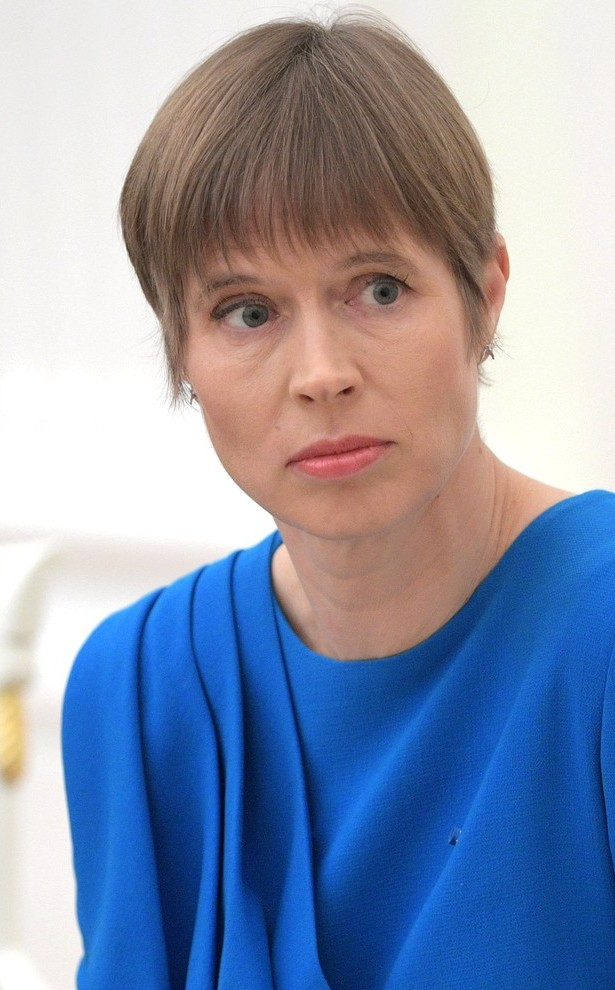
كيرستي كاليولايد رئيس إستونيا (2016–2021)
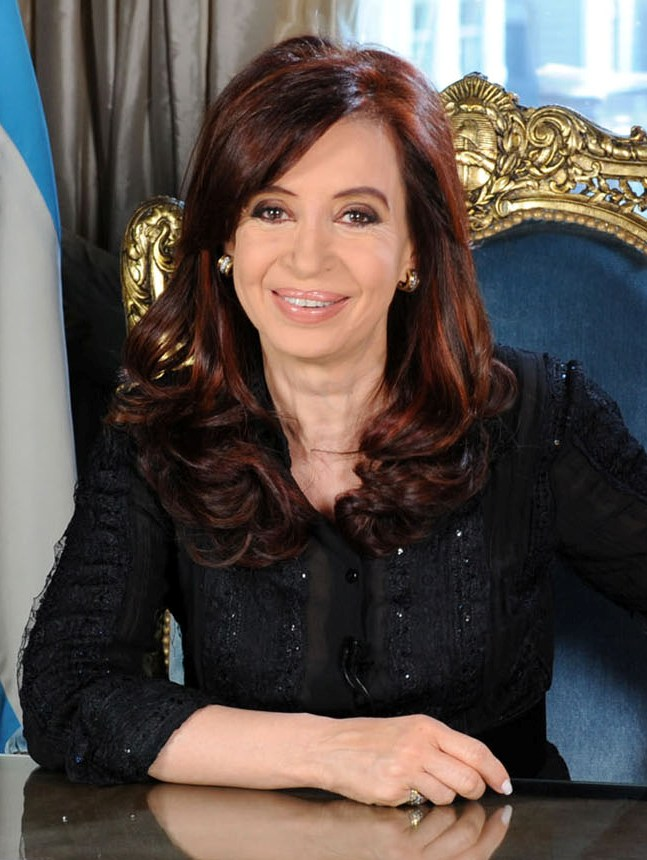
كريستينا فرنانديز دي كيرشنر رئيس الأرجنتين (2007–2015)
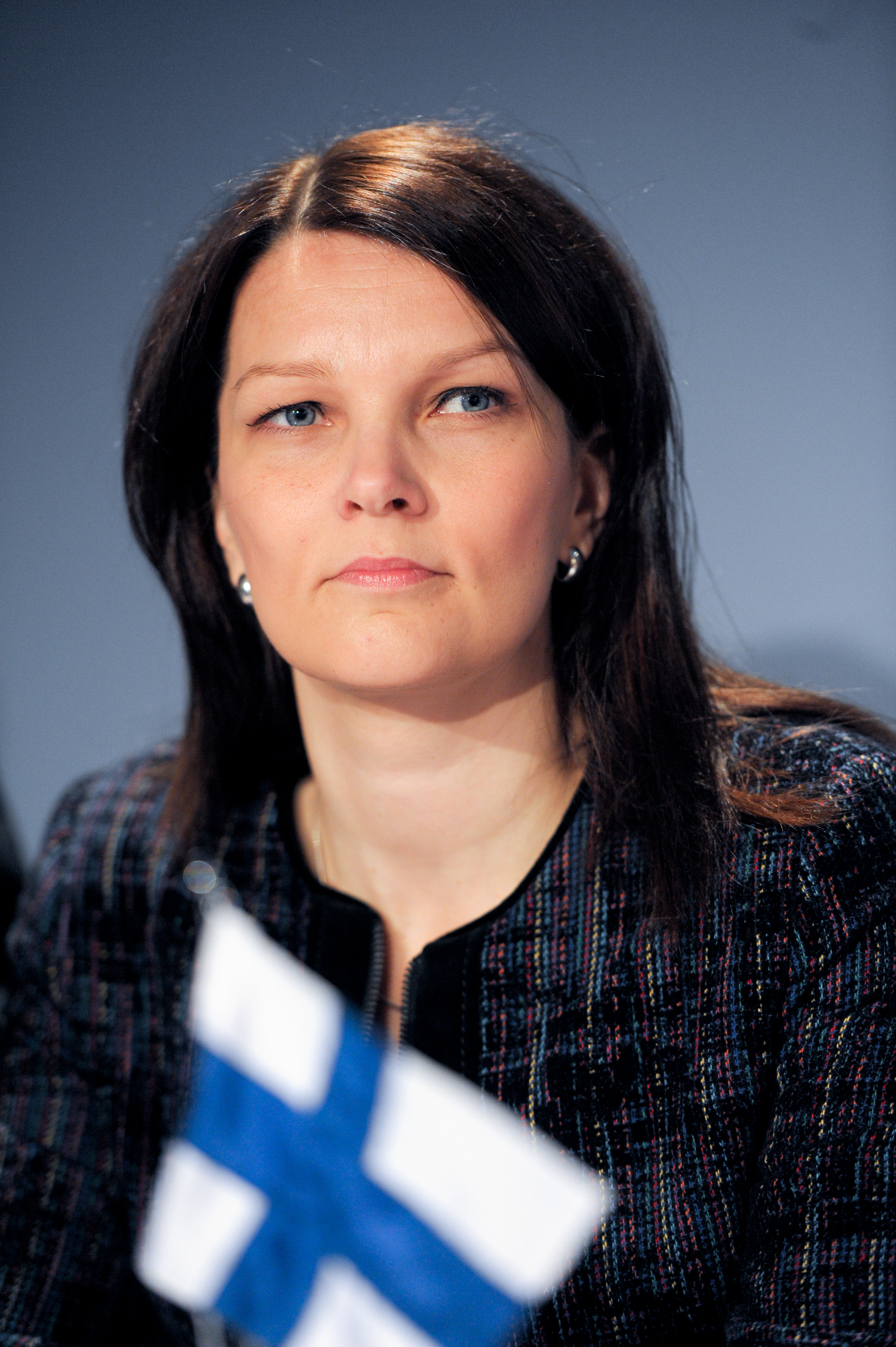
ماري كيفينييمي رئيس وزراء فنلندا (2010–2011)
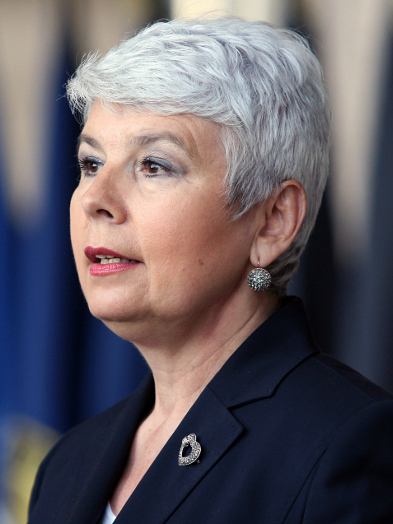
يادرانكا كوسور قائمة رؤساء وزراء كرواتيا (2009–2011)
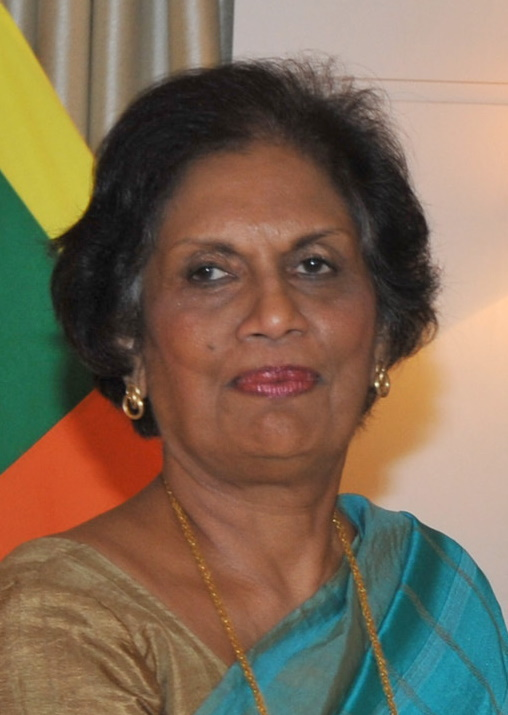
تشاندريكا كماراتونغا رئيس سريلانكا (1994–2005)
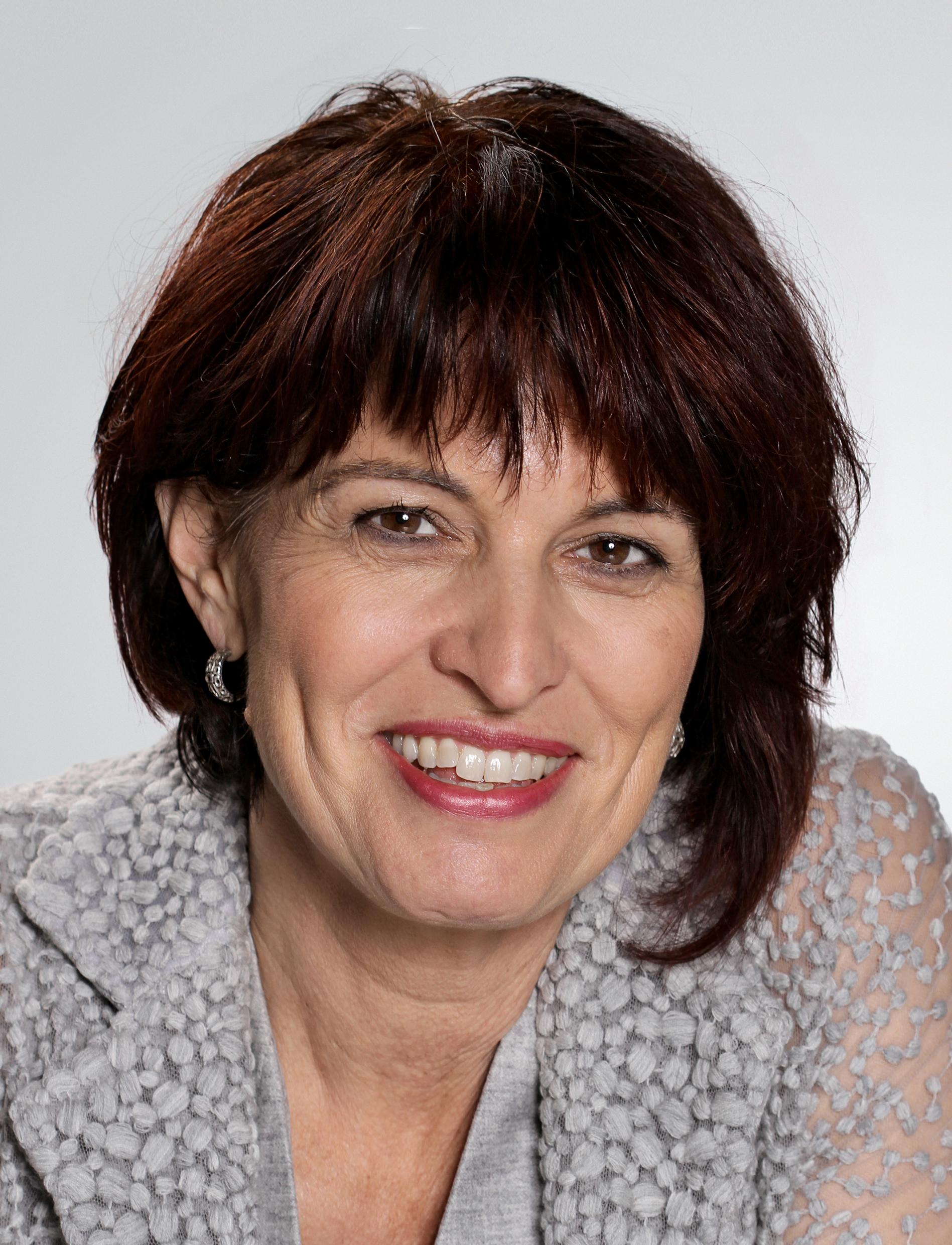
دوريس ليوتار رئيسة Switzerland (2010)
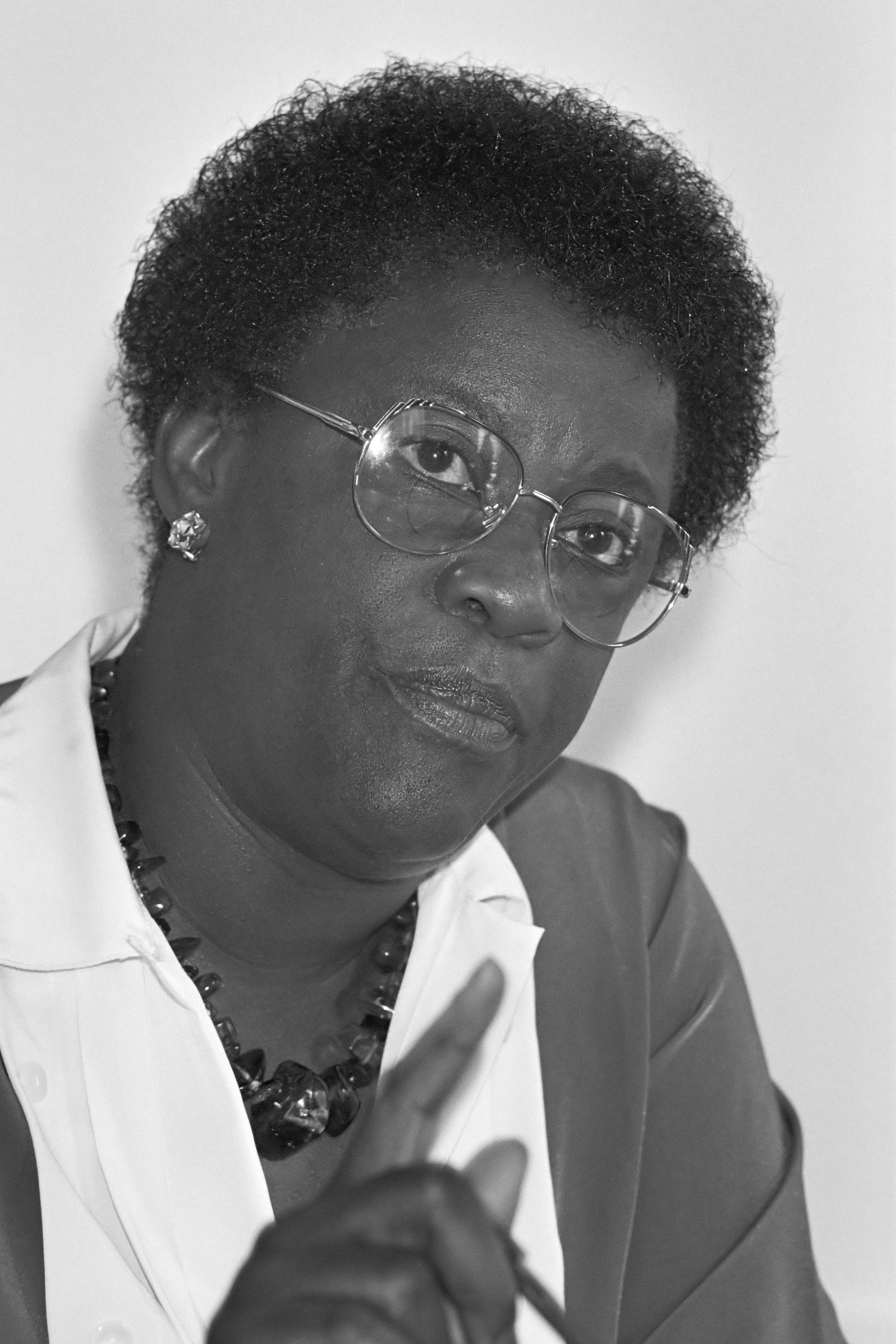
Maria Liberia Peters Prime Minister of the Netherlands Antilles (1984–1986, 1988–1994)
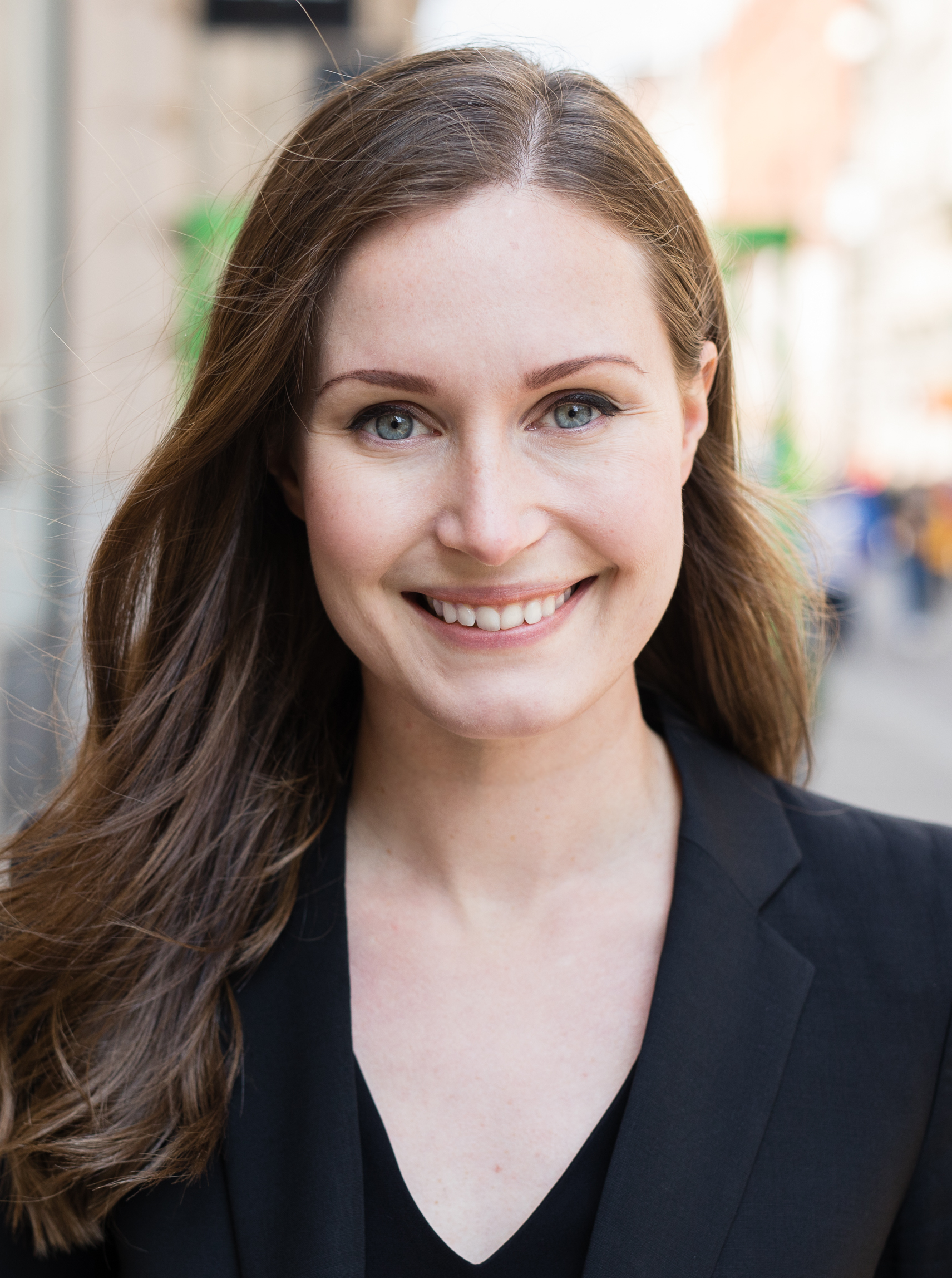
سانا مارين رئيس وزراء فنلندا (2019–2023)
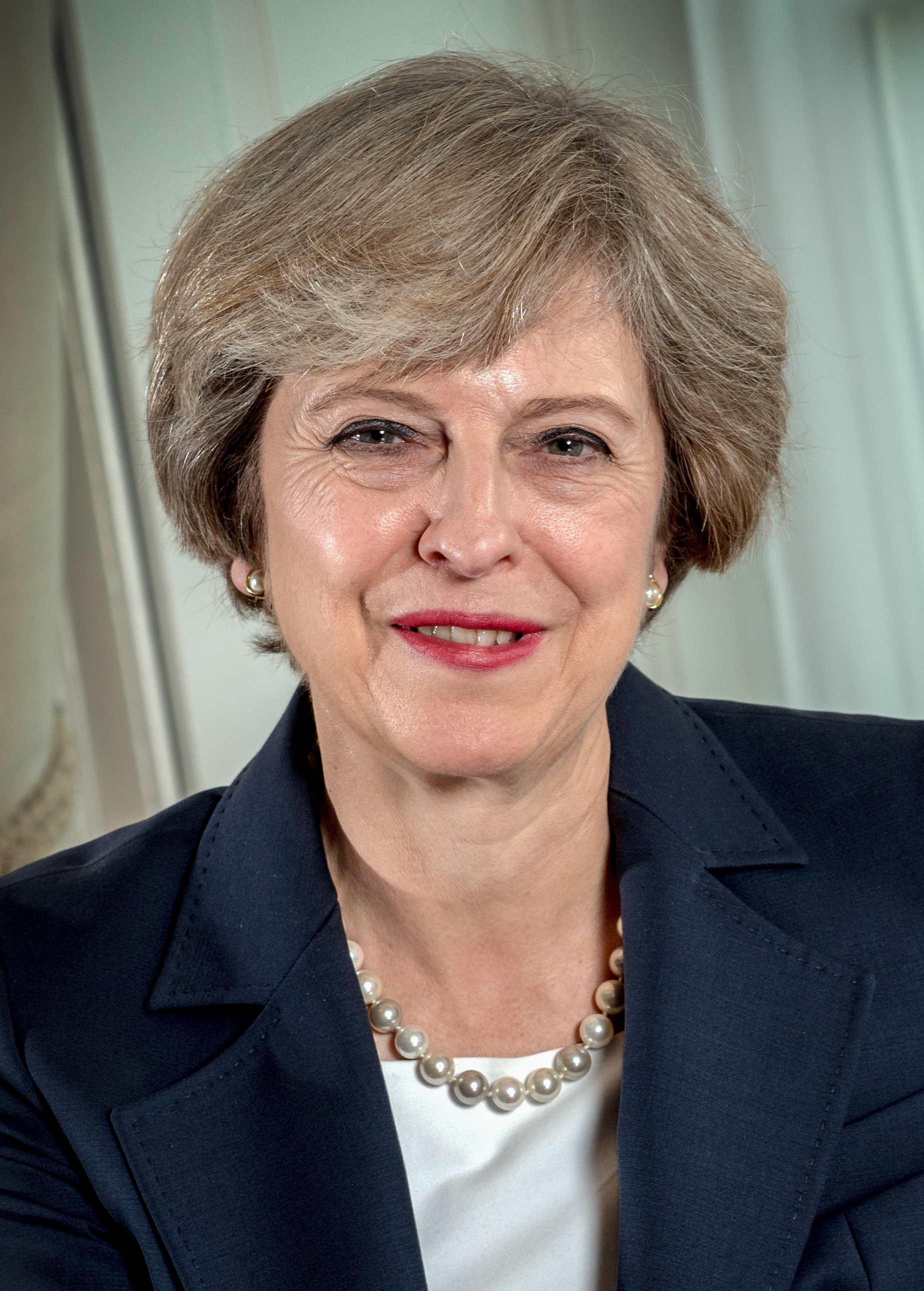
تيريزا ماي رئيس وزراء المملكة المتحدة (2016–2019)
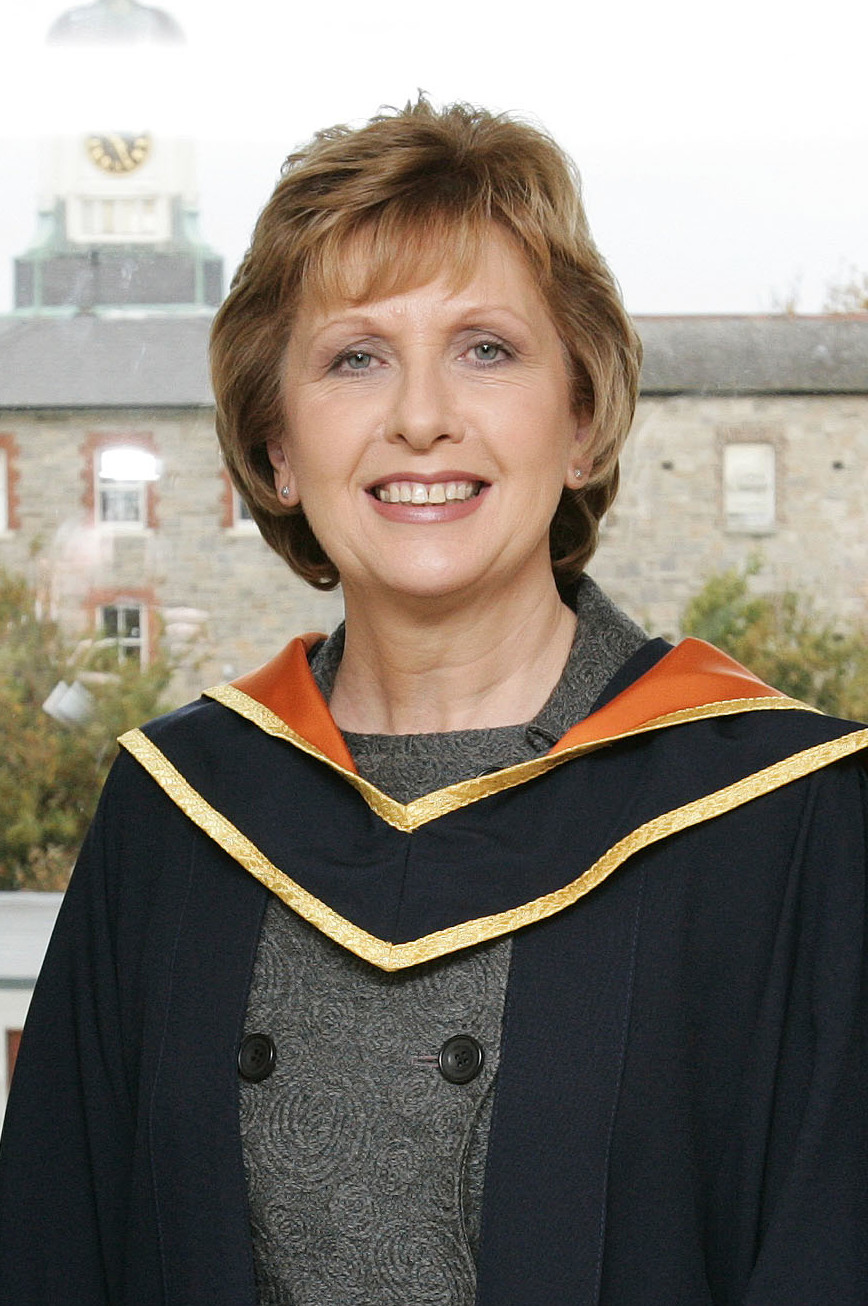
ماري ماك أليس قائمة رؤساء أيرلندا (1997–2011)
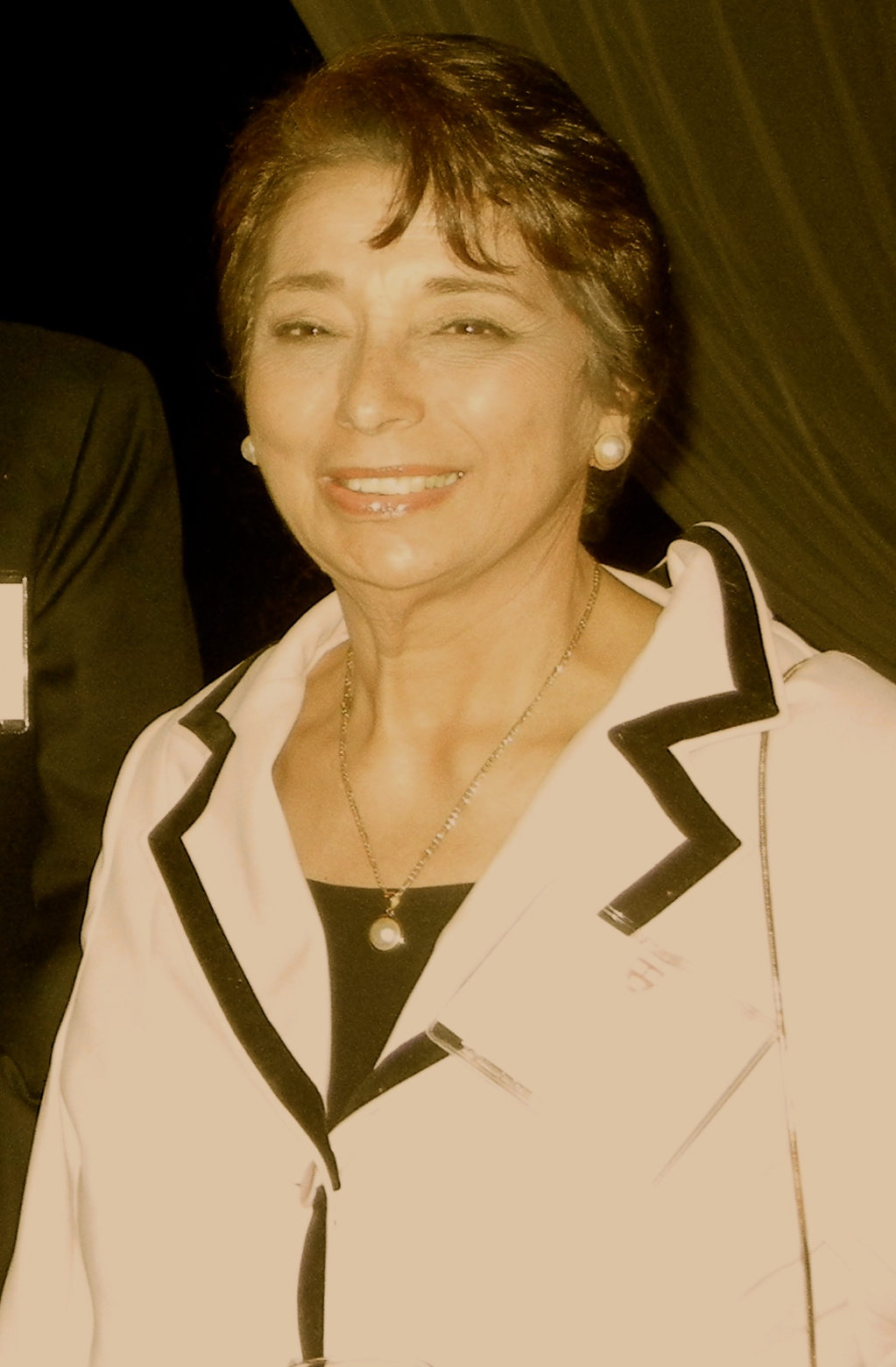
Beatriz Merino رئيس مجلس الوزراء البيروفي  [لغات أخرى]‏ (2003)
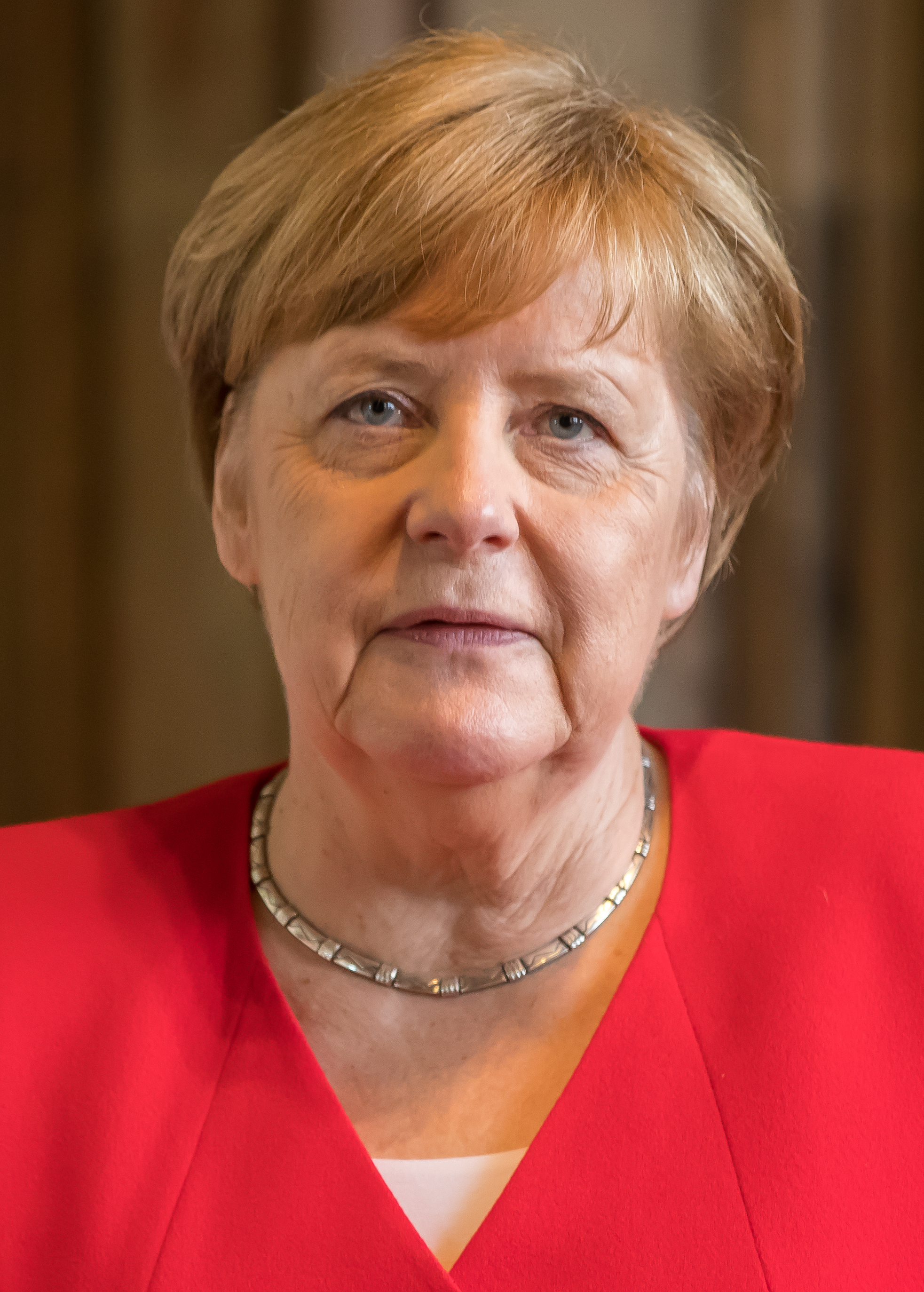
أنغيلا ميركل مستشار ألمانيا (2005–2021)
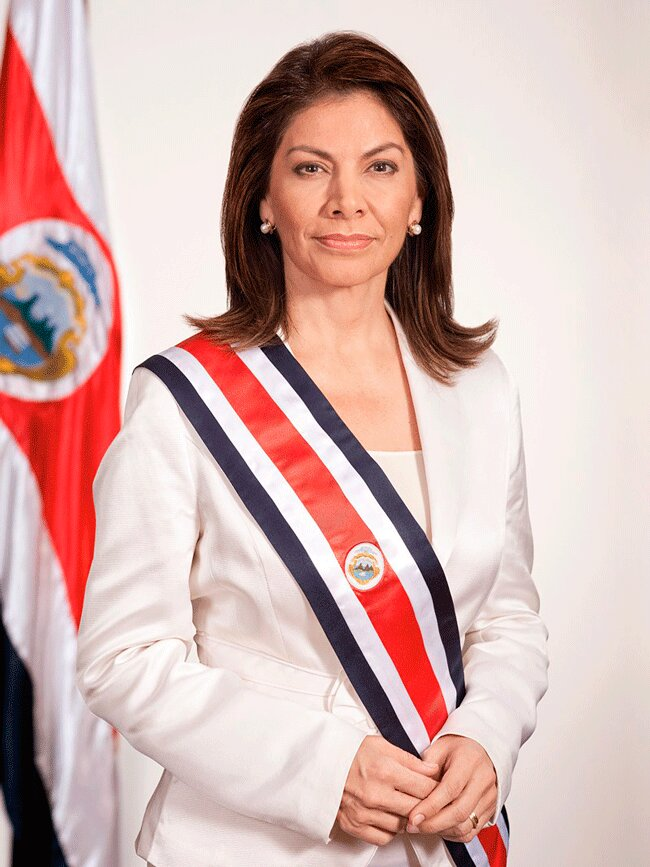
لورا شينشيلا رئيس كوستاريكا (2010–2014)
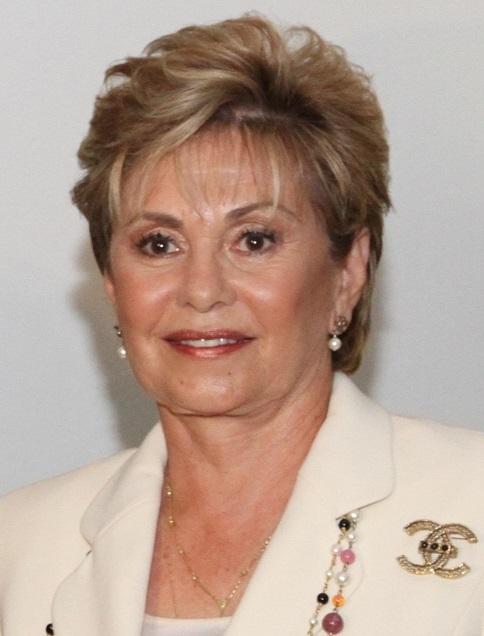
ميريا موسكوسو رئيس بنما  [لغات أخرى]‏ (1999–2004)
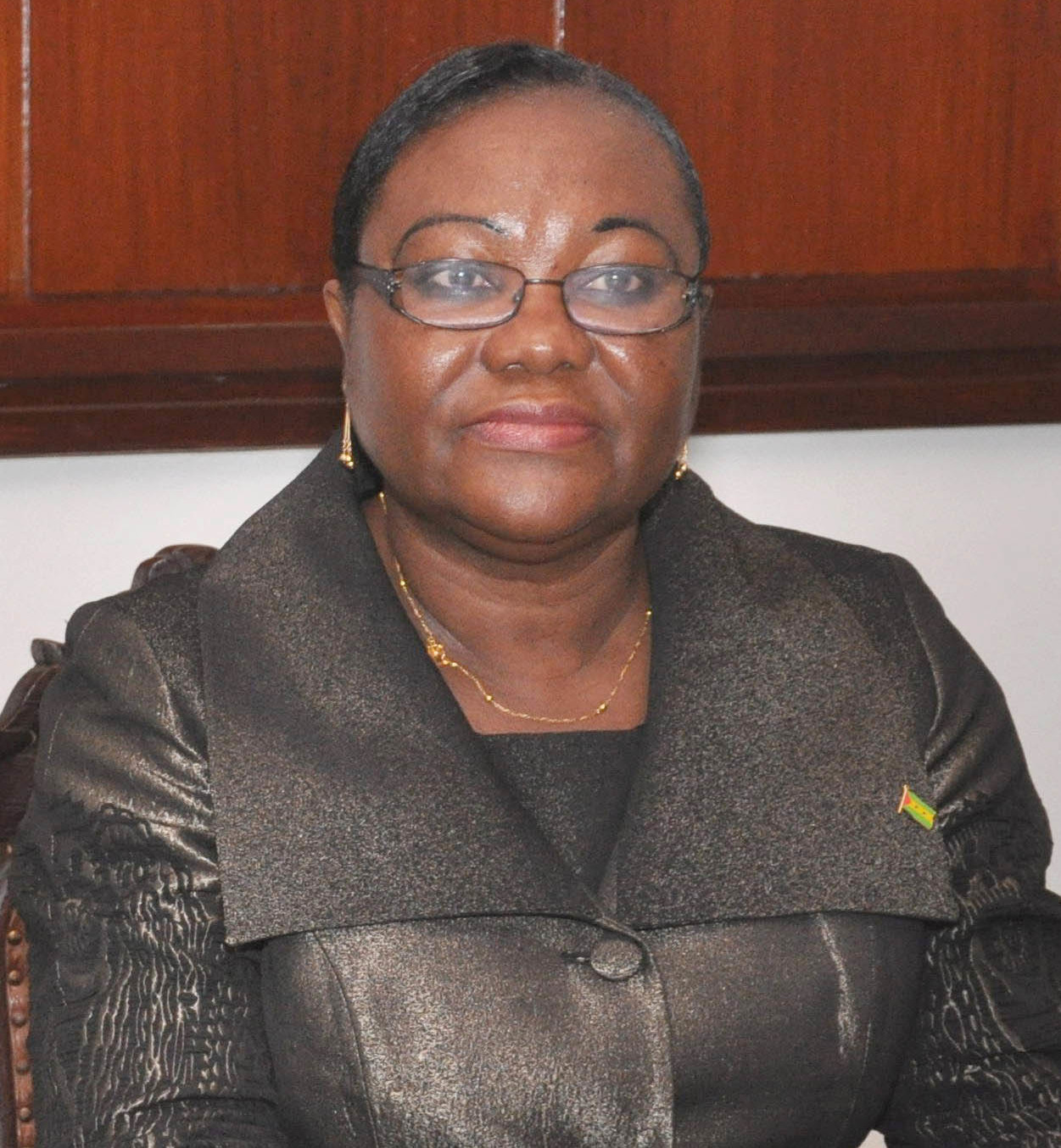
Maria das Neves رئيس وزراء ساو تومي وبرينسيب  [لغات أخرى]‏ (2002–2004)
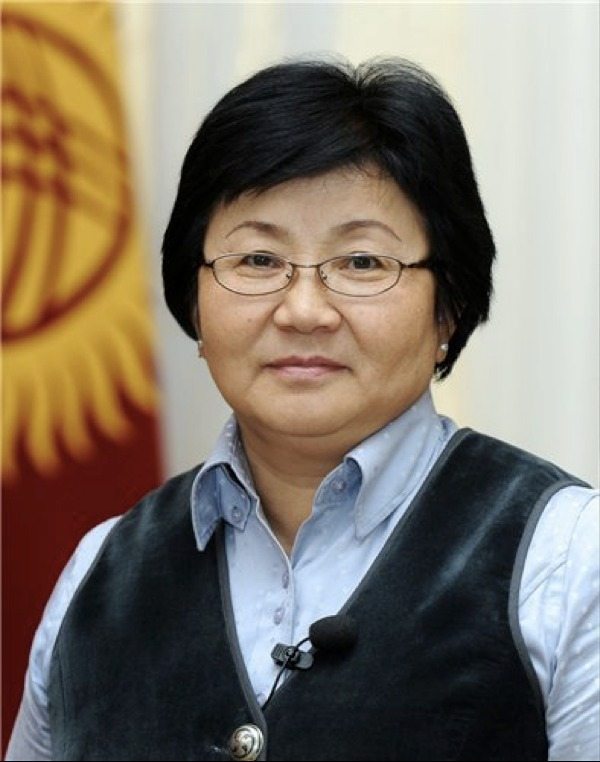
روزا أوتونباييفا رئيس قرغيزستان (2010–2011)
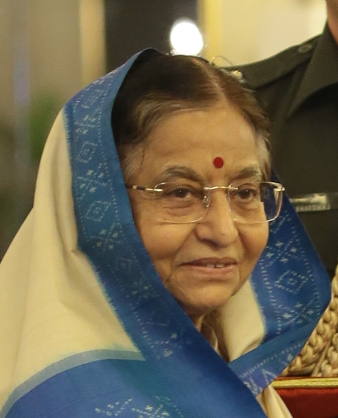
براتيبا باتيل رئيس الهند (2007–2012)
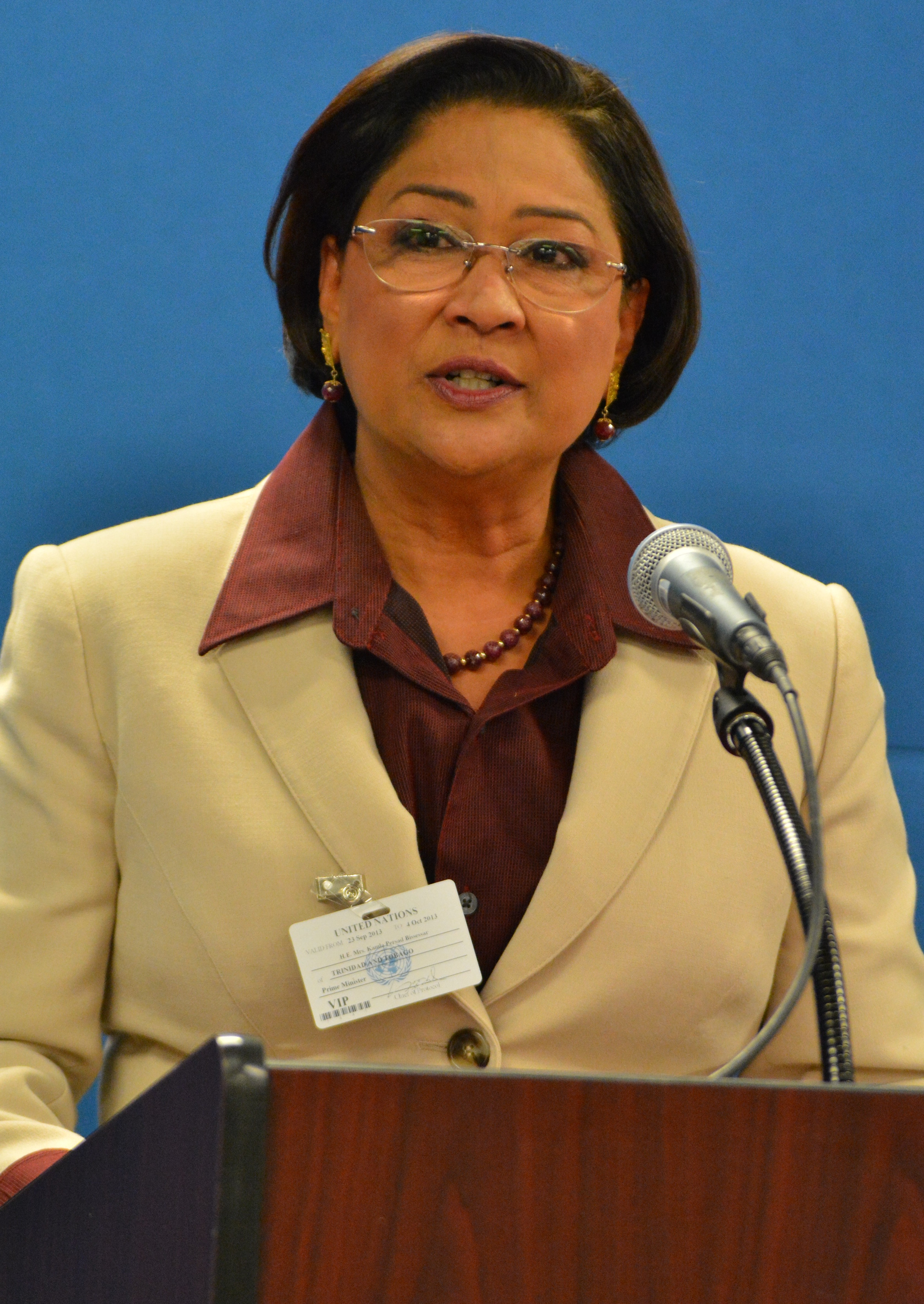
كاملا بيرساد-بيسيسار Prime Minister of Trinidad and Tobago (2010–2015)
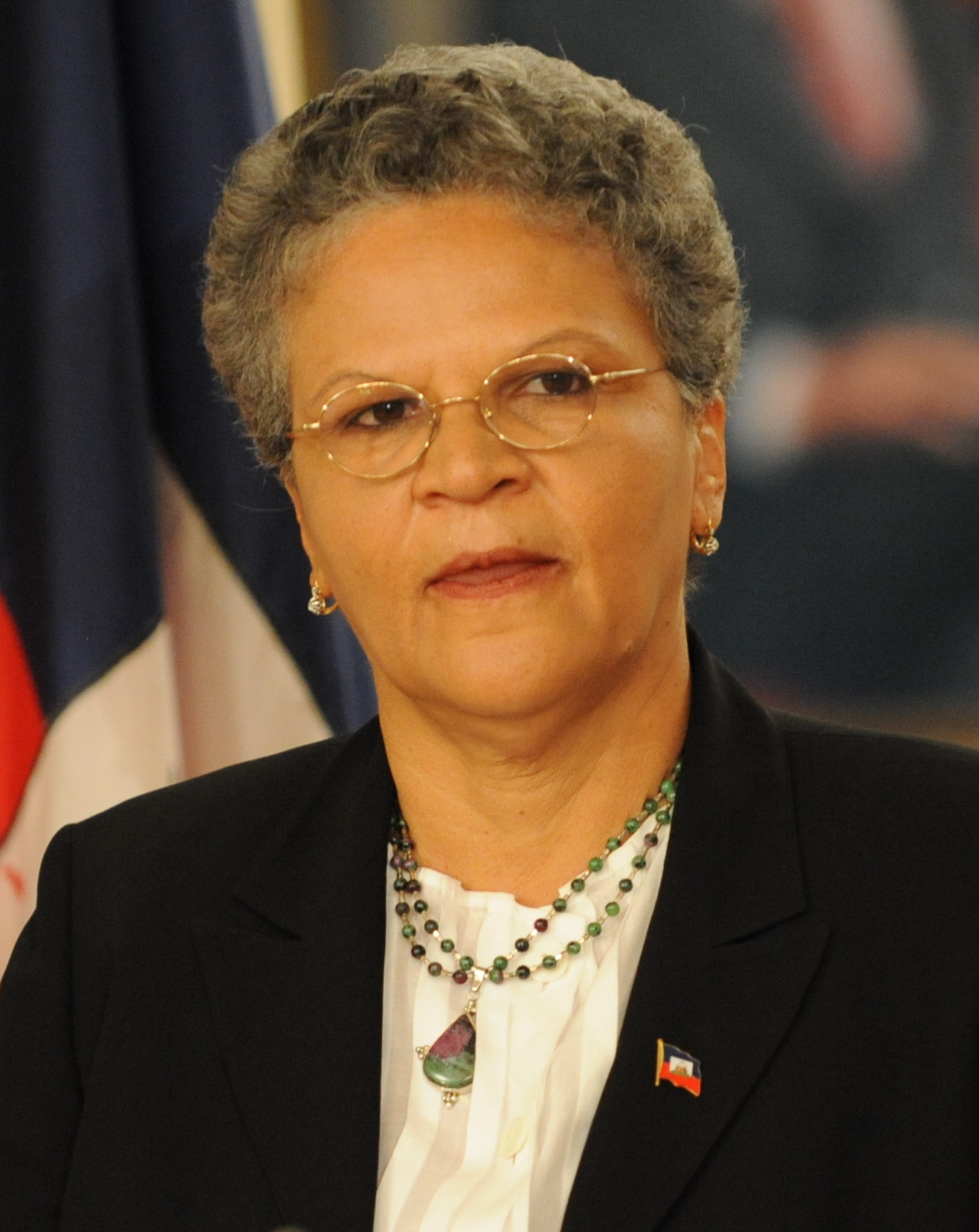
ميشيل بيير لويس رئيس وزراء هايتي (2008–2009)
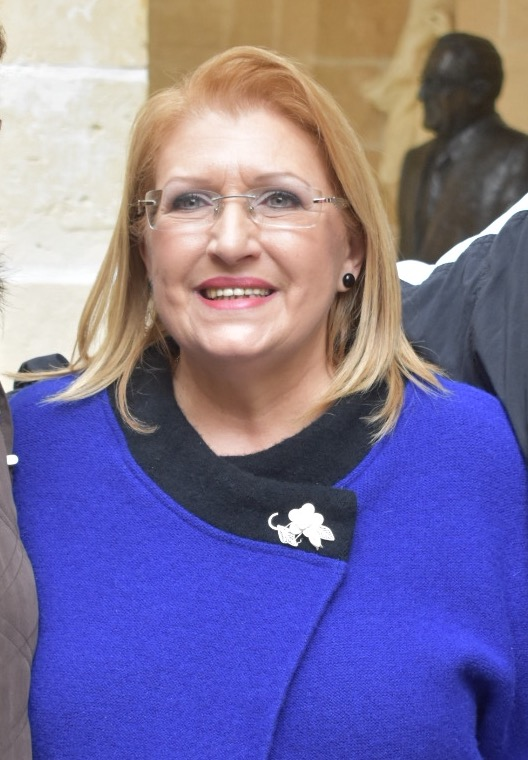
ماري لويز كوليرو بريكا رئيس مالطا (2014–2019)
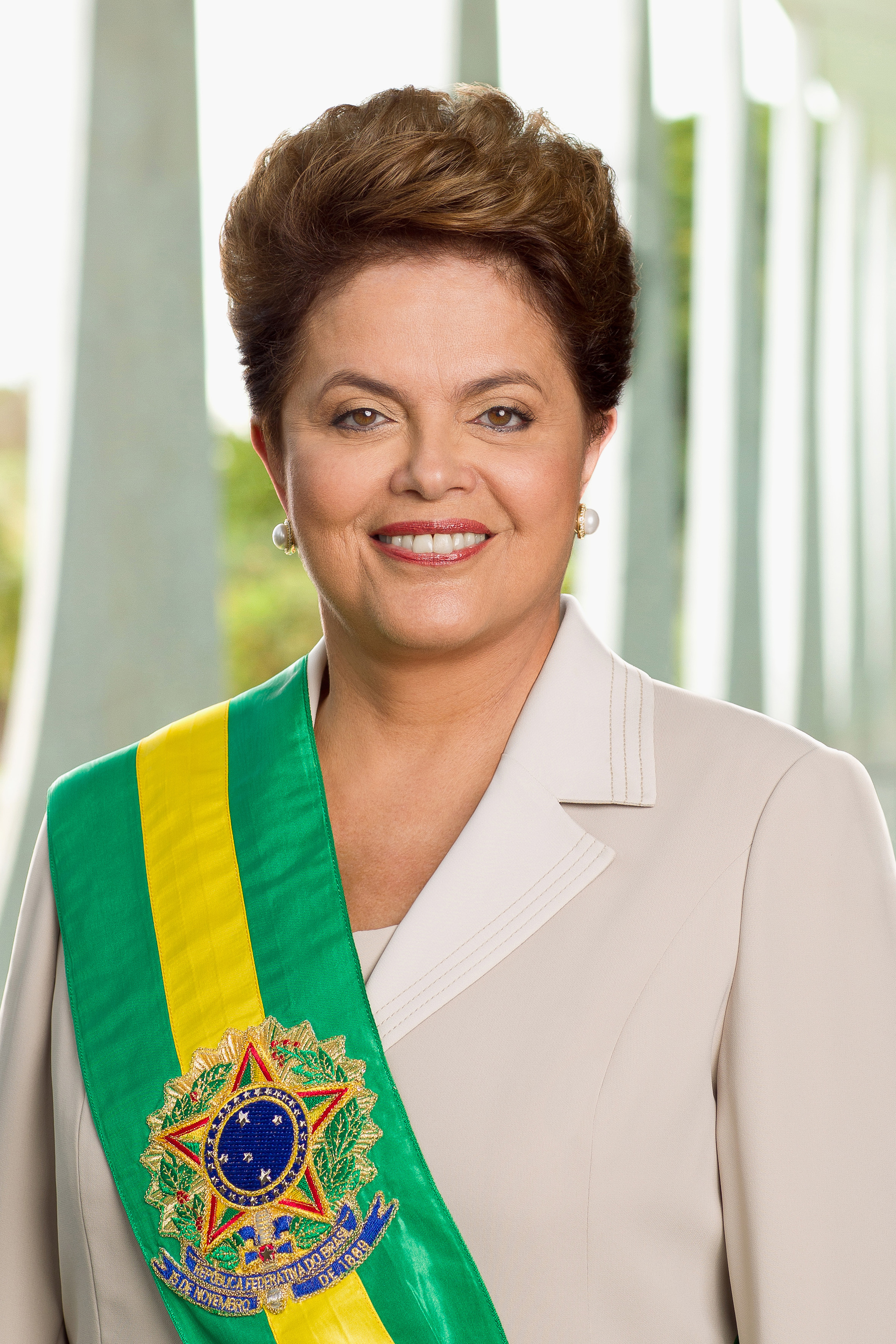
ديلما روسيف رئيس البرازيل (2011–2016)
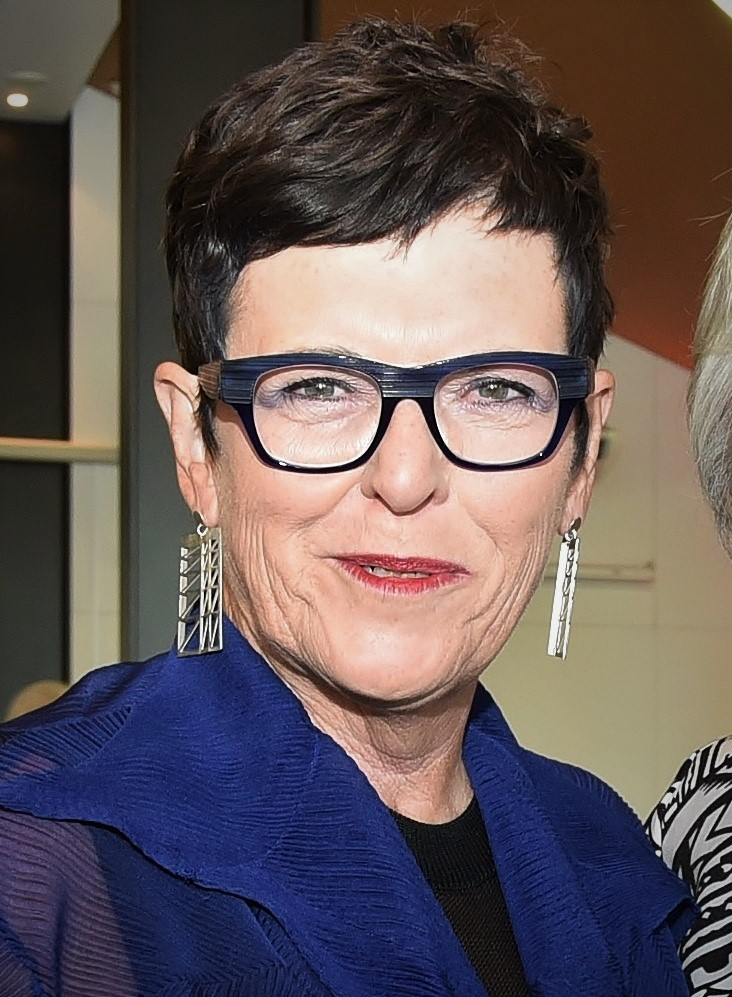
جيني شيبلي رئيس وزراء نيوزيلندا (1997–1999)
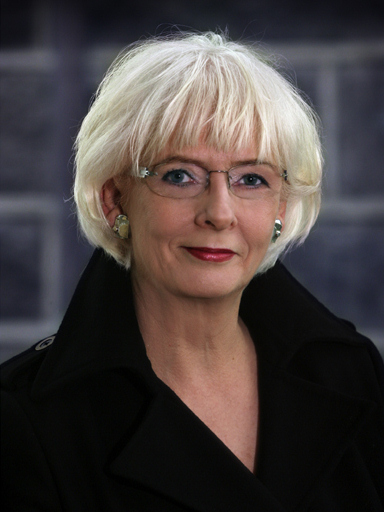
يوهانا سيغورذاردوتير رئيس وزراء آيسلندا (2009–2013)
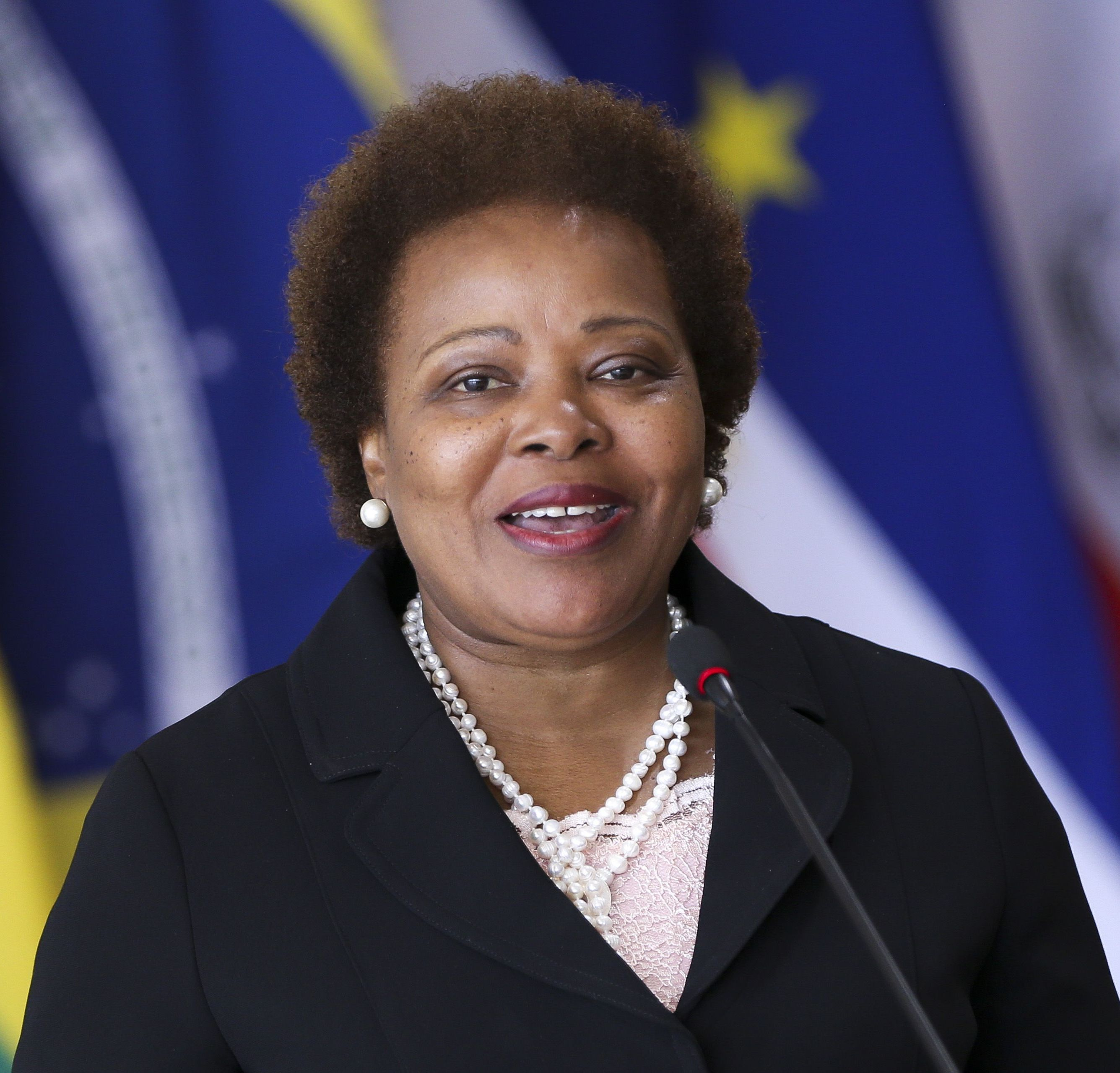
Maria do Carmo Silveira رئيس وزراء ساو تومي وبرينسيب  [لغات أخرى]‏ (2005–2006)
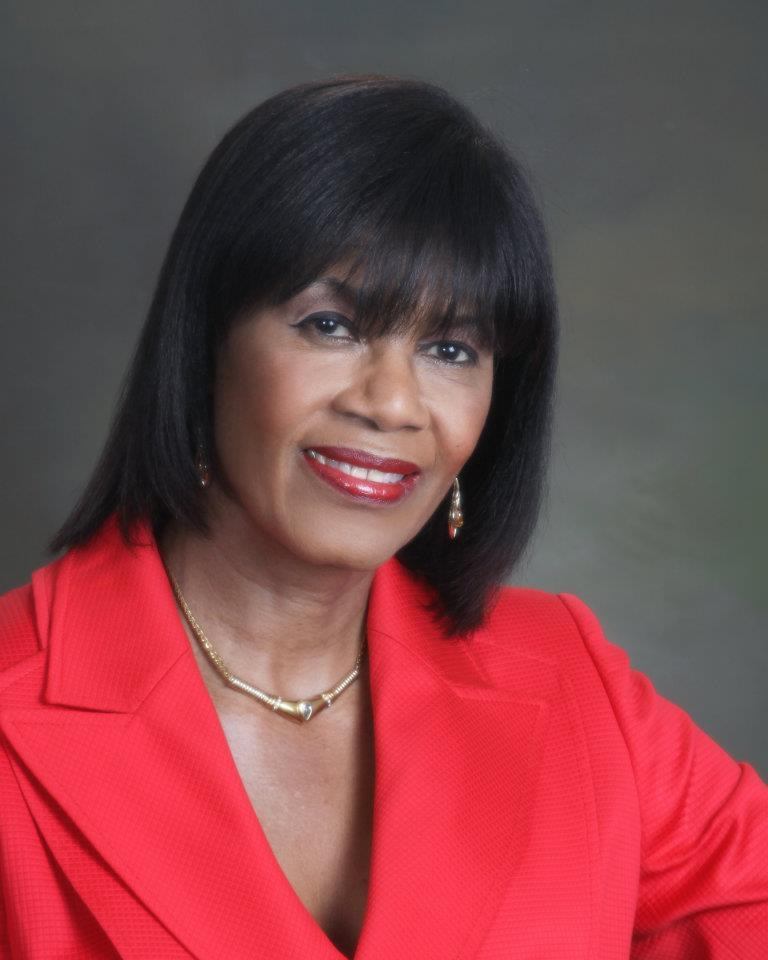
بورتيا سيمبسون-ميلر رئيس وزراء جامايكا  [لغات أخرى]‏ (2006–2007, 2012–2016)
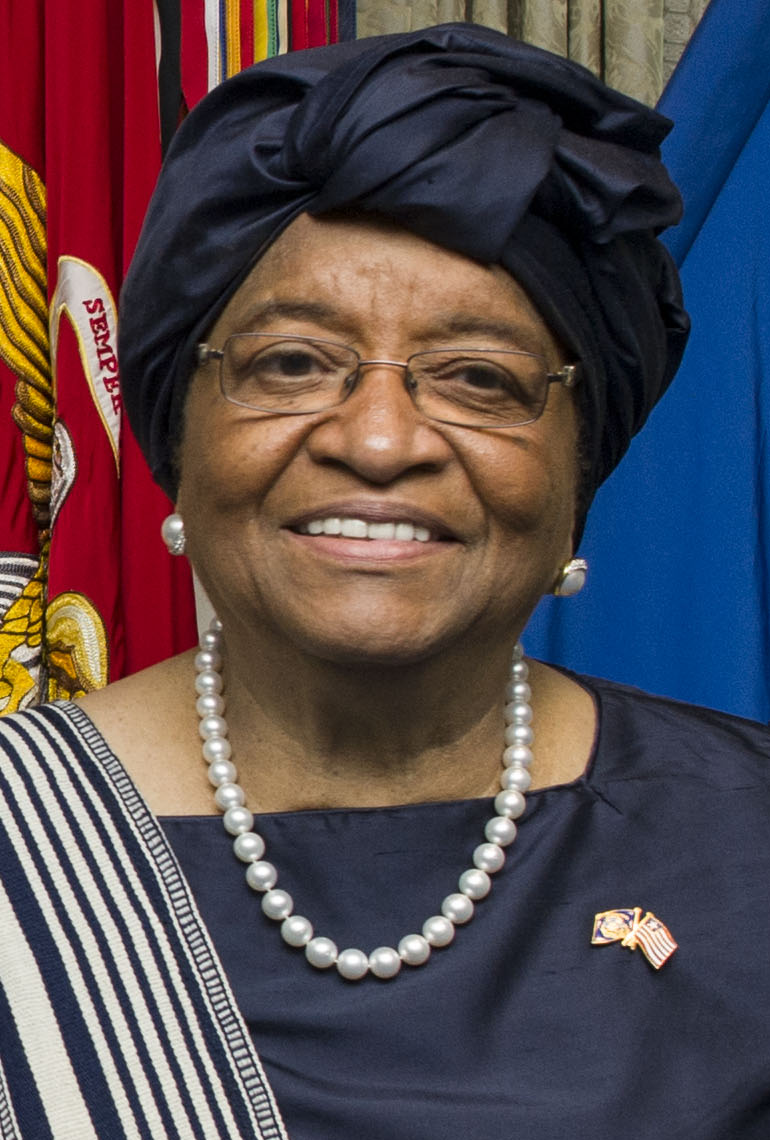
إلين جونسون سيرليف رئيس ليبيريا (2006–2018)
Jennifer M. Smith Premier of Bermuda (1998–2003)
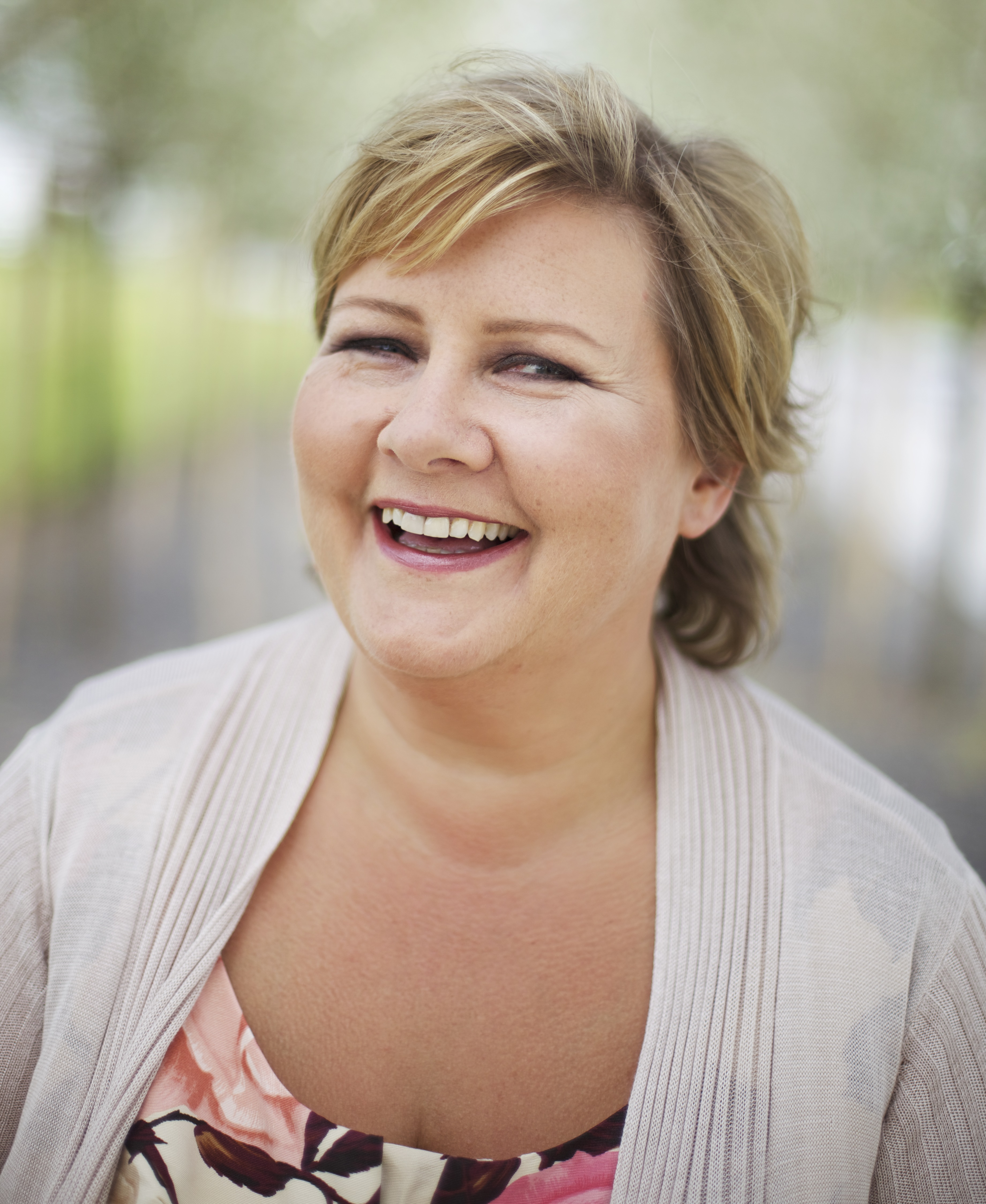
إرنا سولبرغ رئيس وزراء النرويج (2013–2021)
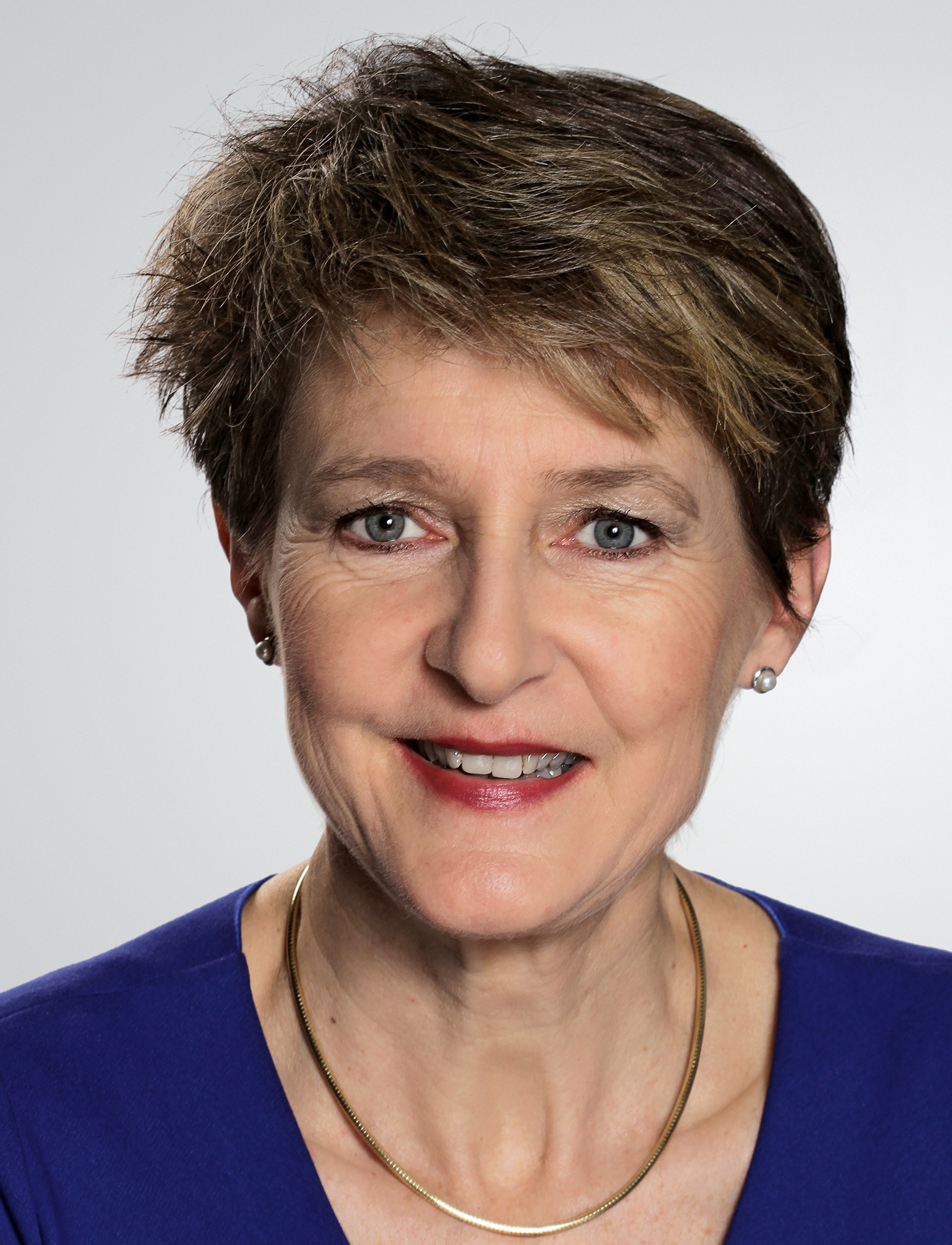
سيمونيتا سوماروغا رئيسة Switzerland (2015, 2020)
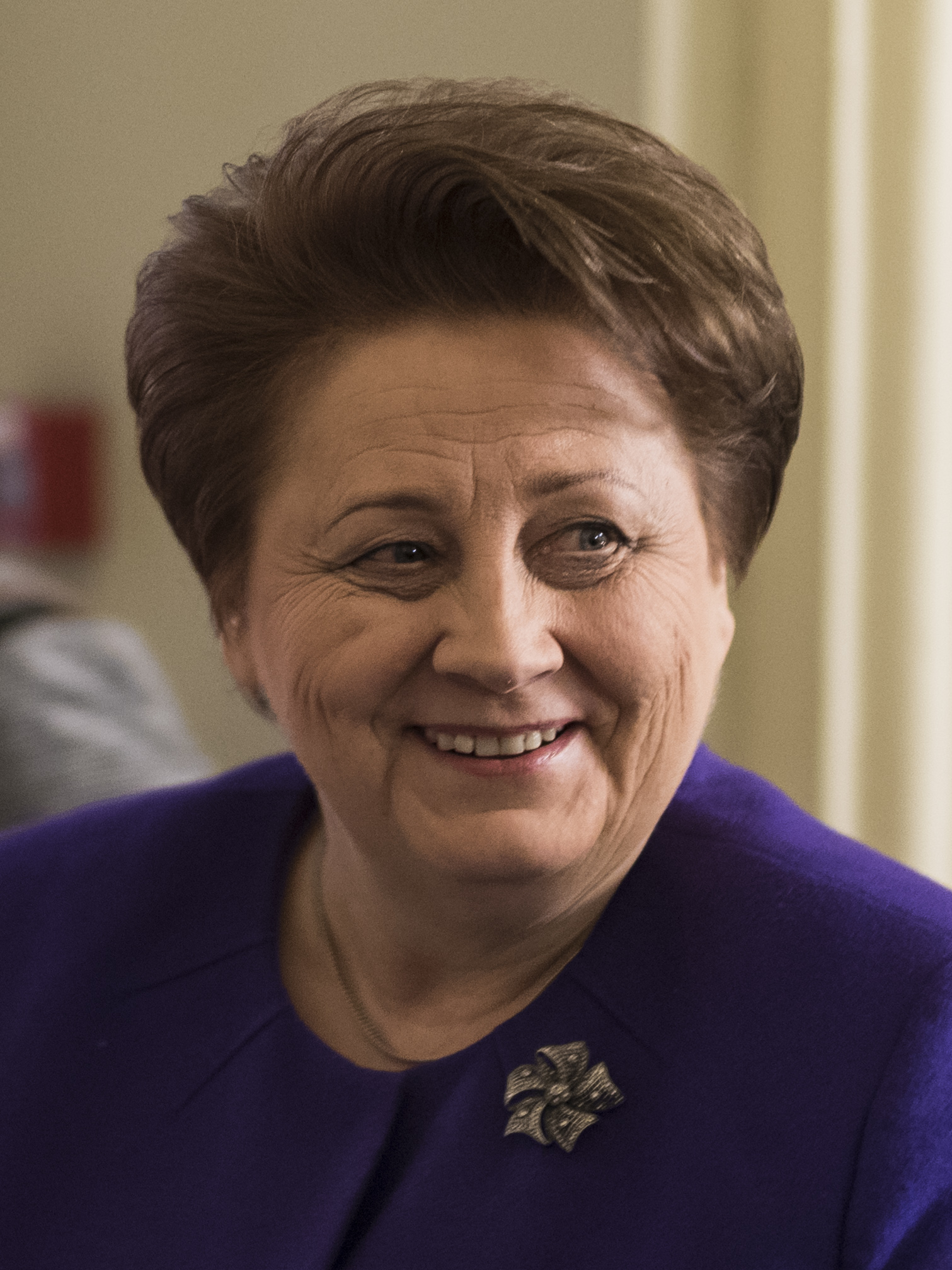
لايمدوتا ستراويوما رئيس وزراء لاتفيا (2014–2016)
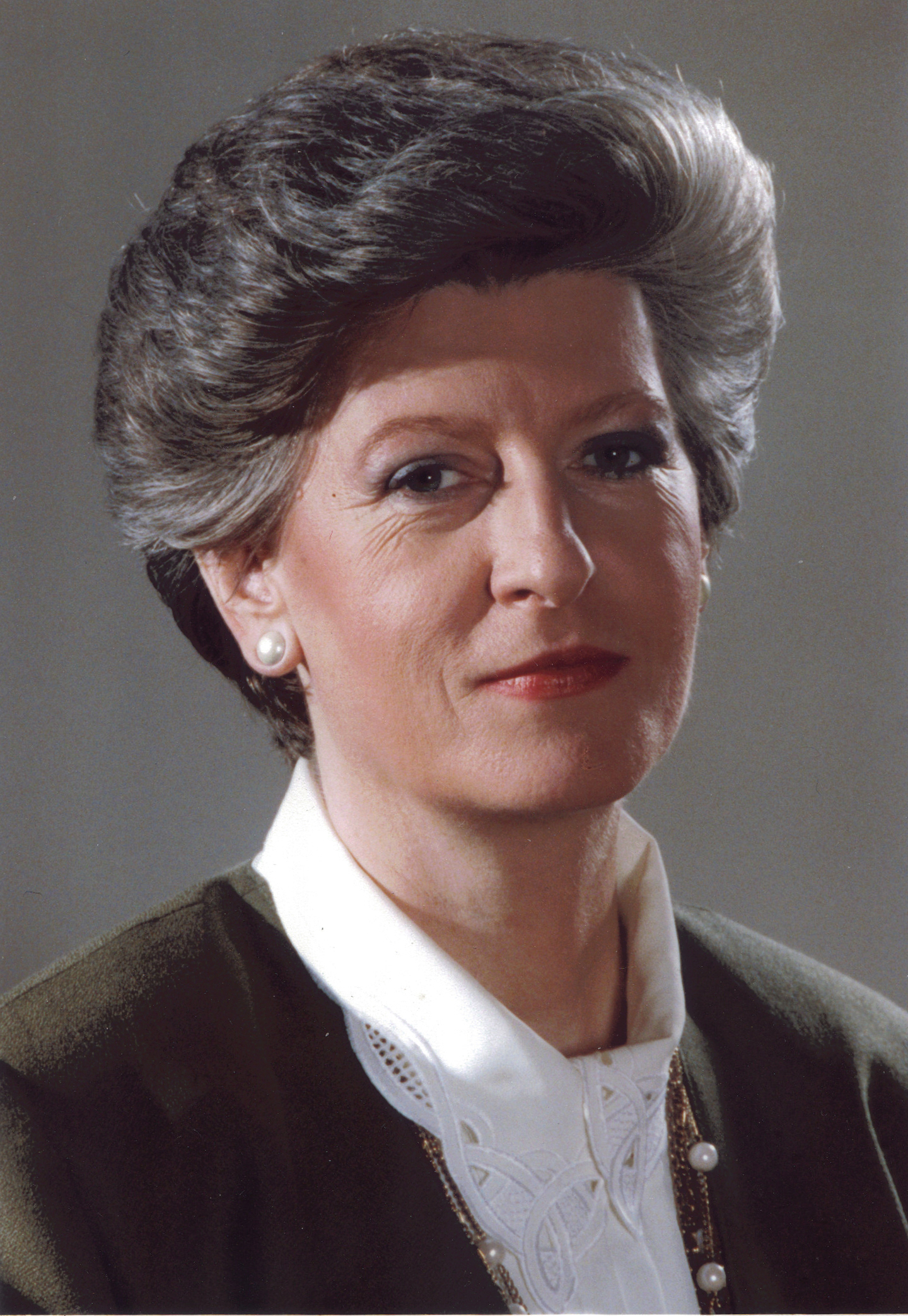
Hanna Suchocka رئيس مجلس وزراء بولندا (1992–1993)
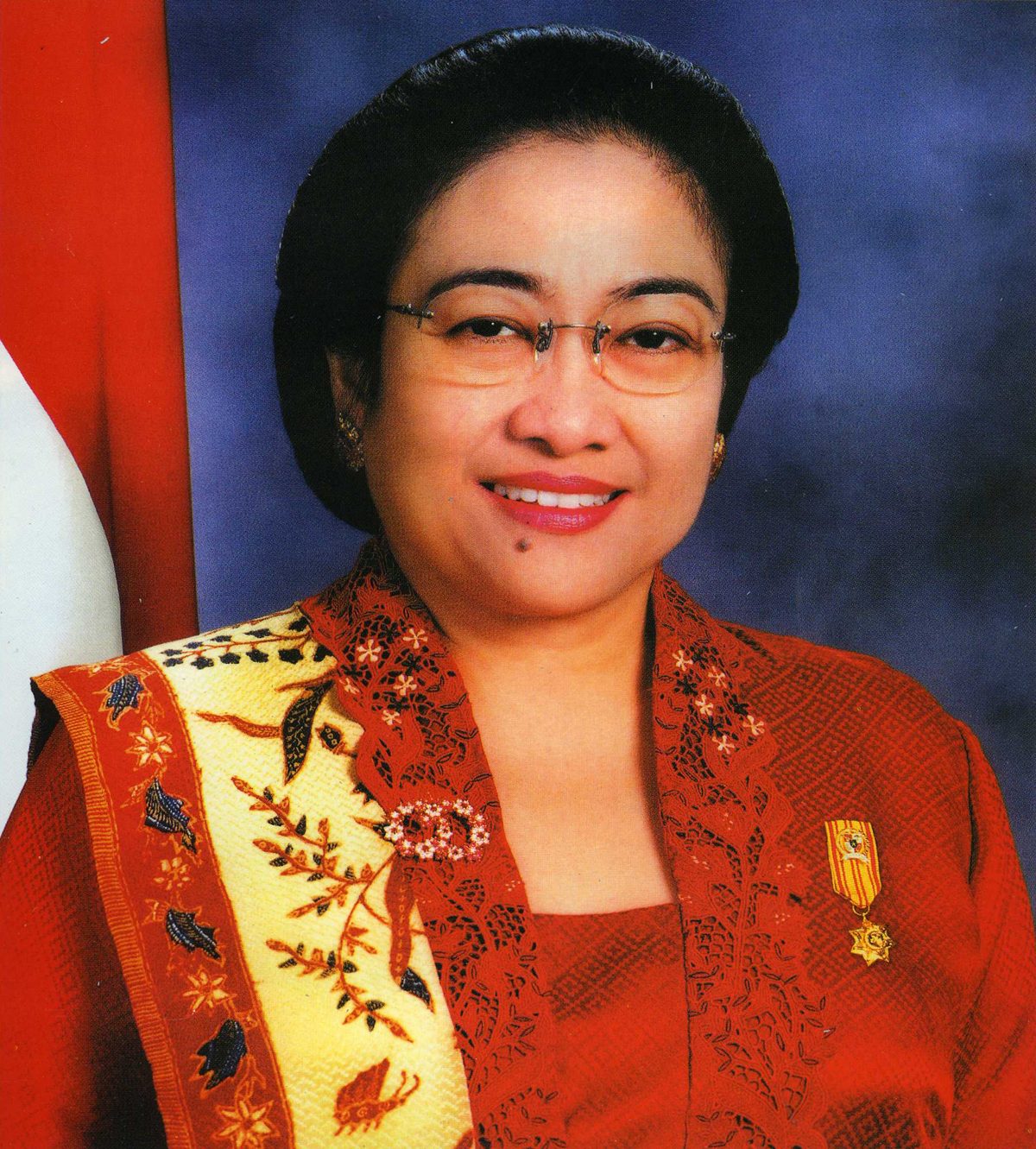
ميجاواتي سوكارنوبوتري رئيس إندونيسيا (2001–2004)
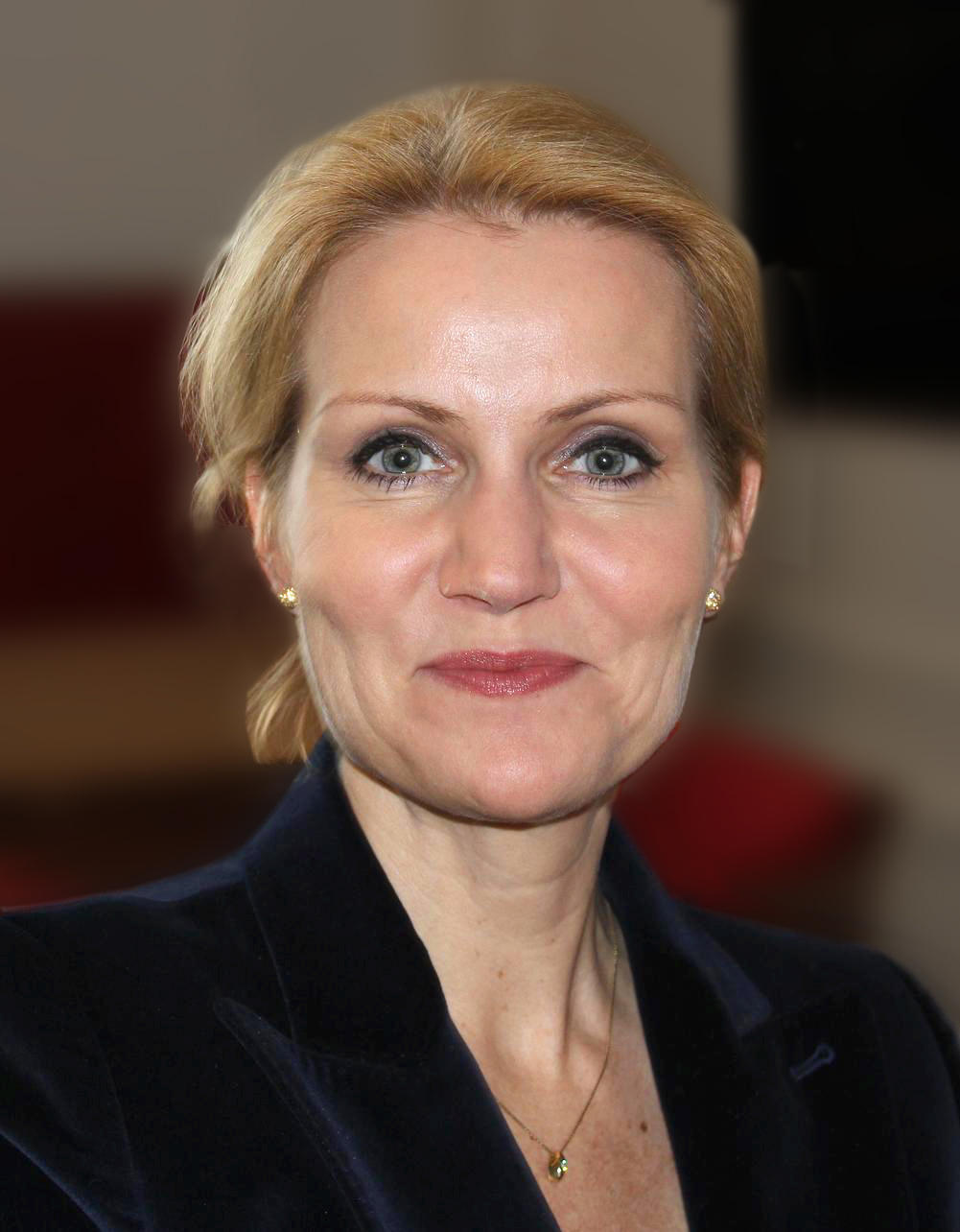
هيلي تورنينج-شميت رئيس وزراء الدنمارك (2011–2015)
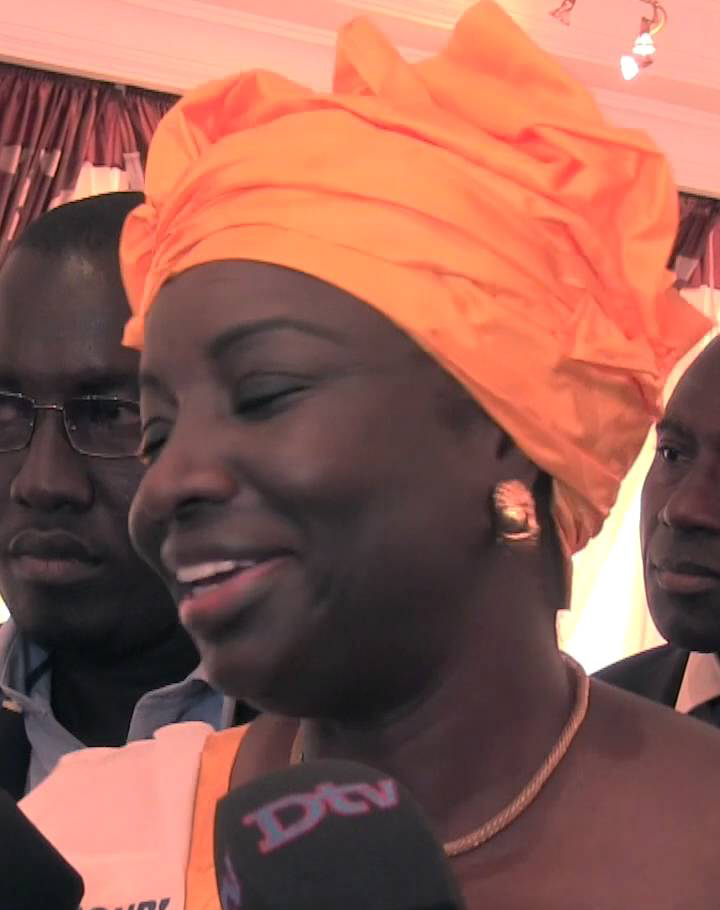
Aminata Touré رئيس وزراء السنغال  [لغات أخرى]‏ (2013–2014)
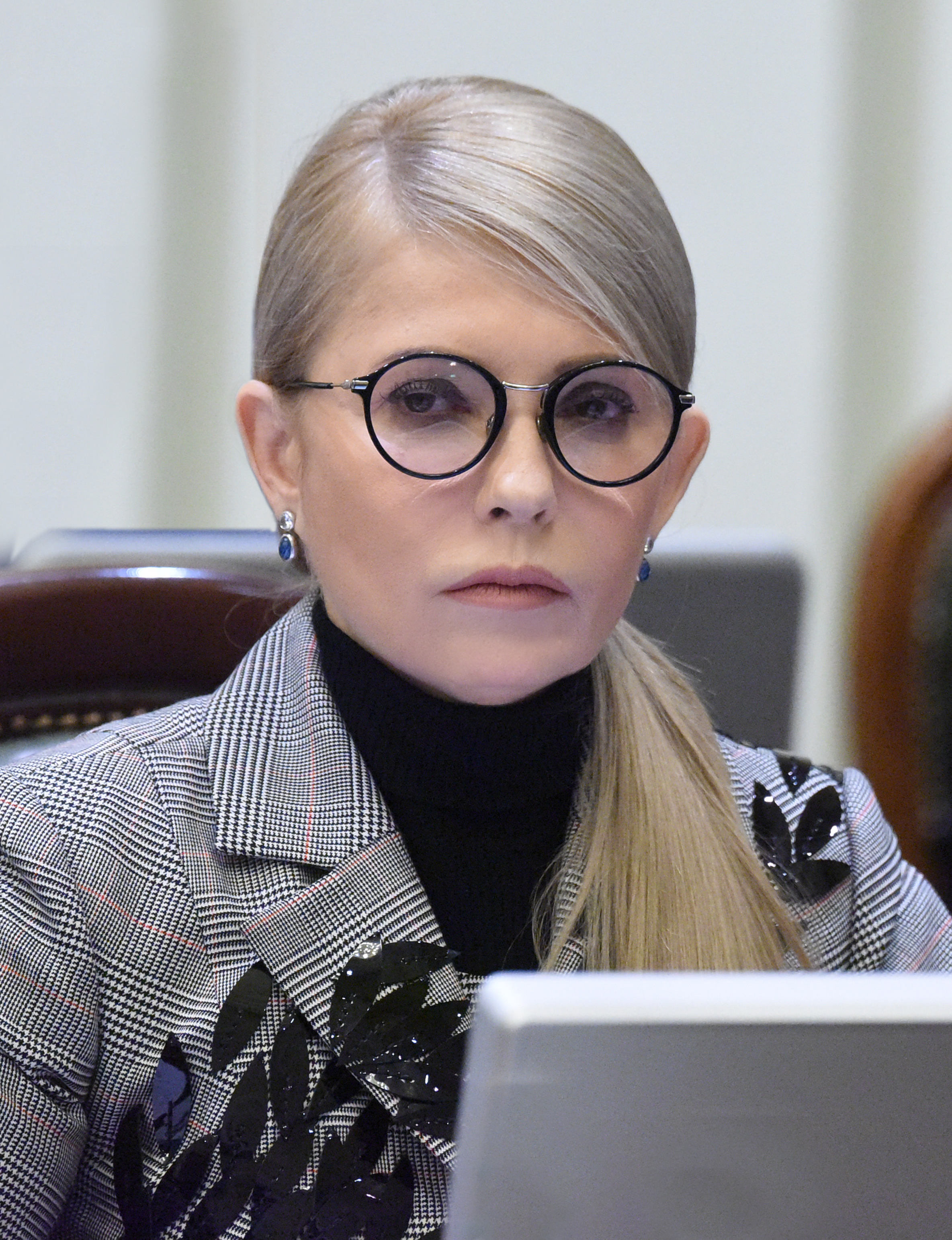
يوليا تيموشينكو رئيس وزراء أوكرانيا (2005, 2007–2010)
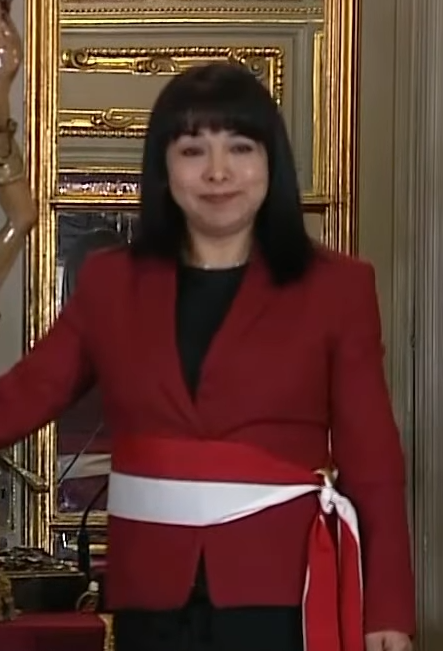
Mirtha Vásquez رئيس مجلس الوزراء البيروفي  [لغات أخرى]‏ (2021–2022)
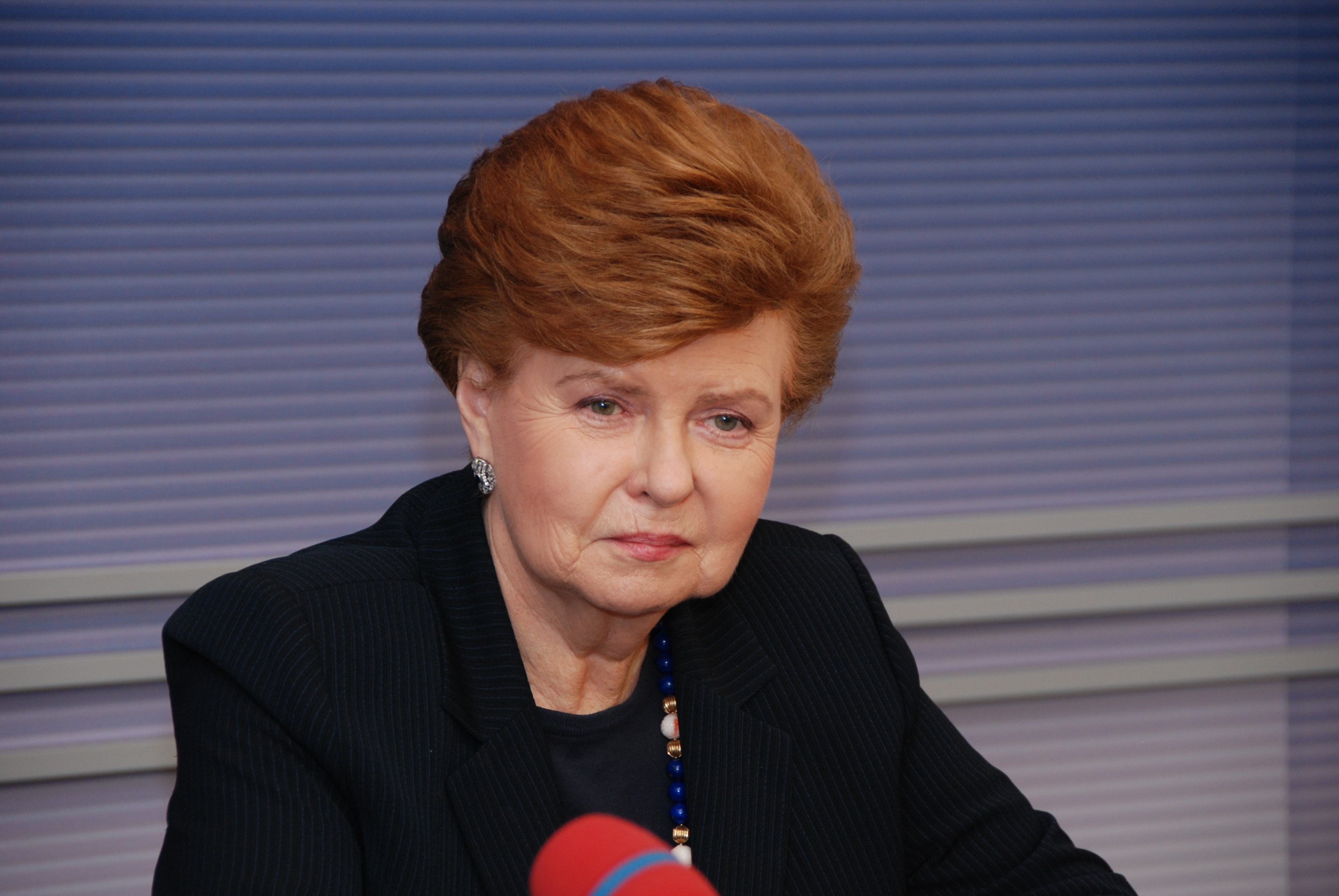
فيرا فايك فريبيرجا رئيس لاتفيا (1999–2007)
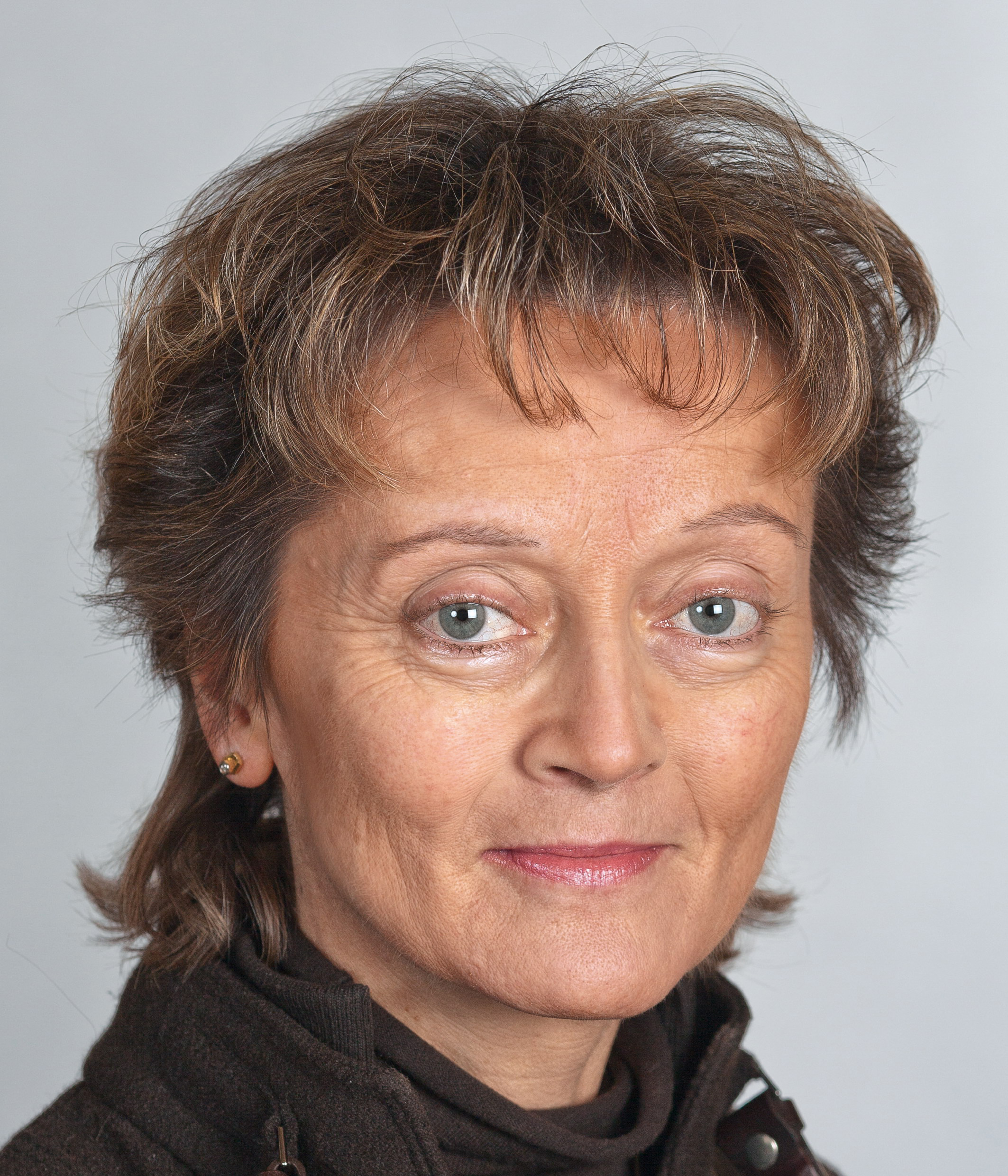
إيفلين ويدمر شلمف رئيسة Switzerland (2012)
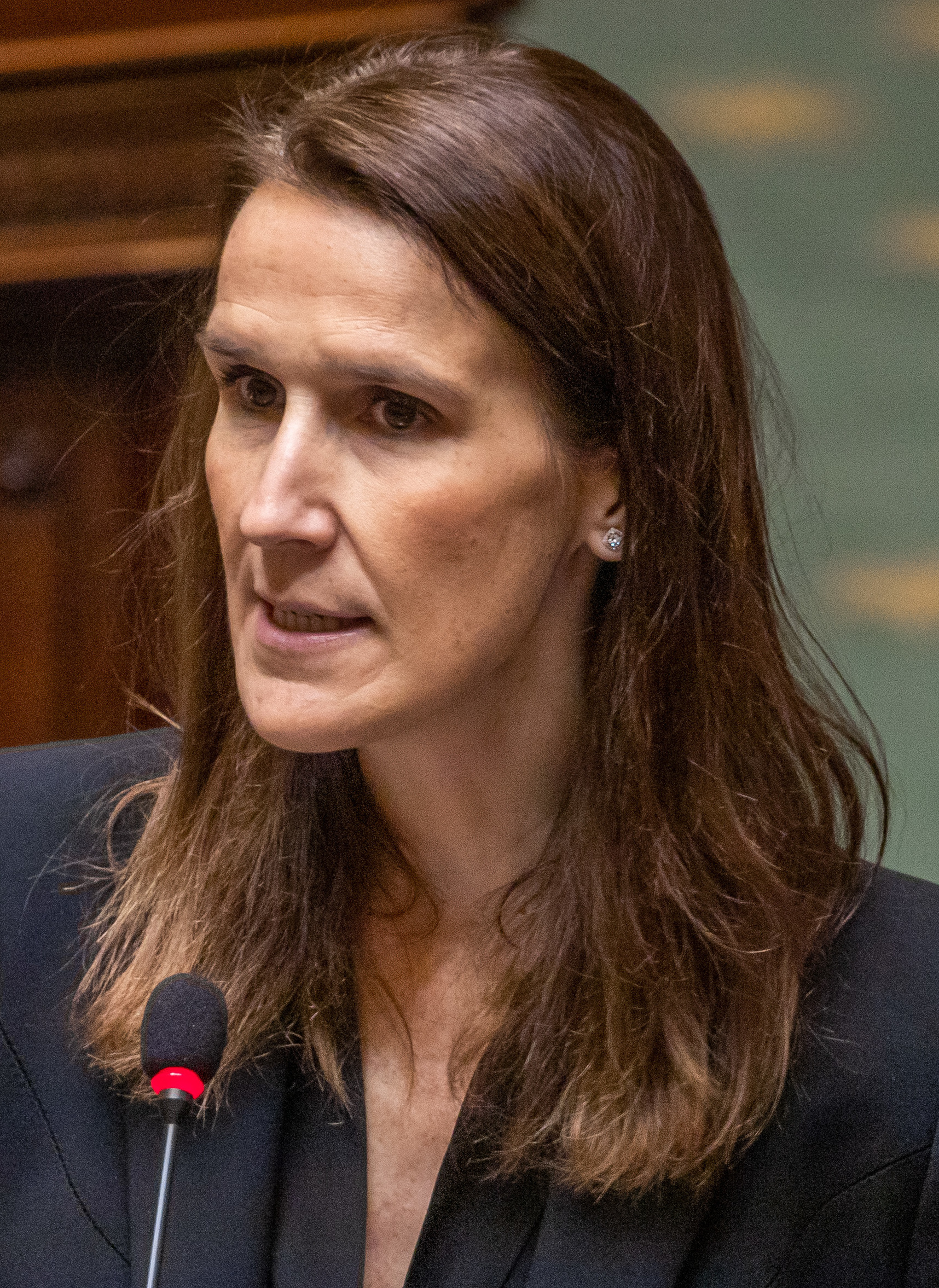
صوفي ويلميس رئيس وزراء بلجيكا (2019–2020)
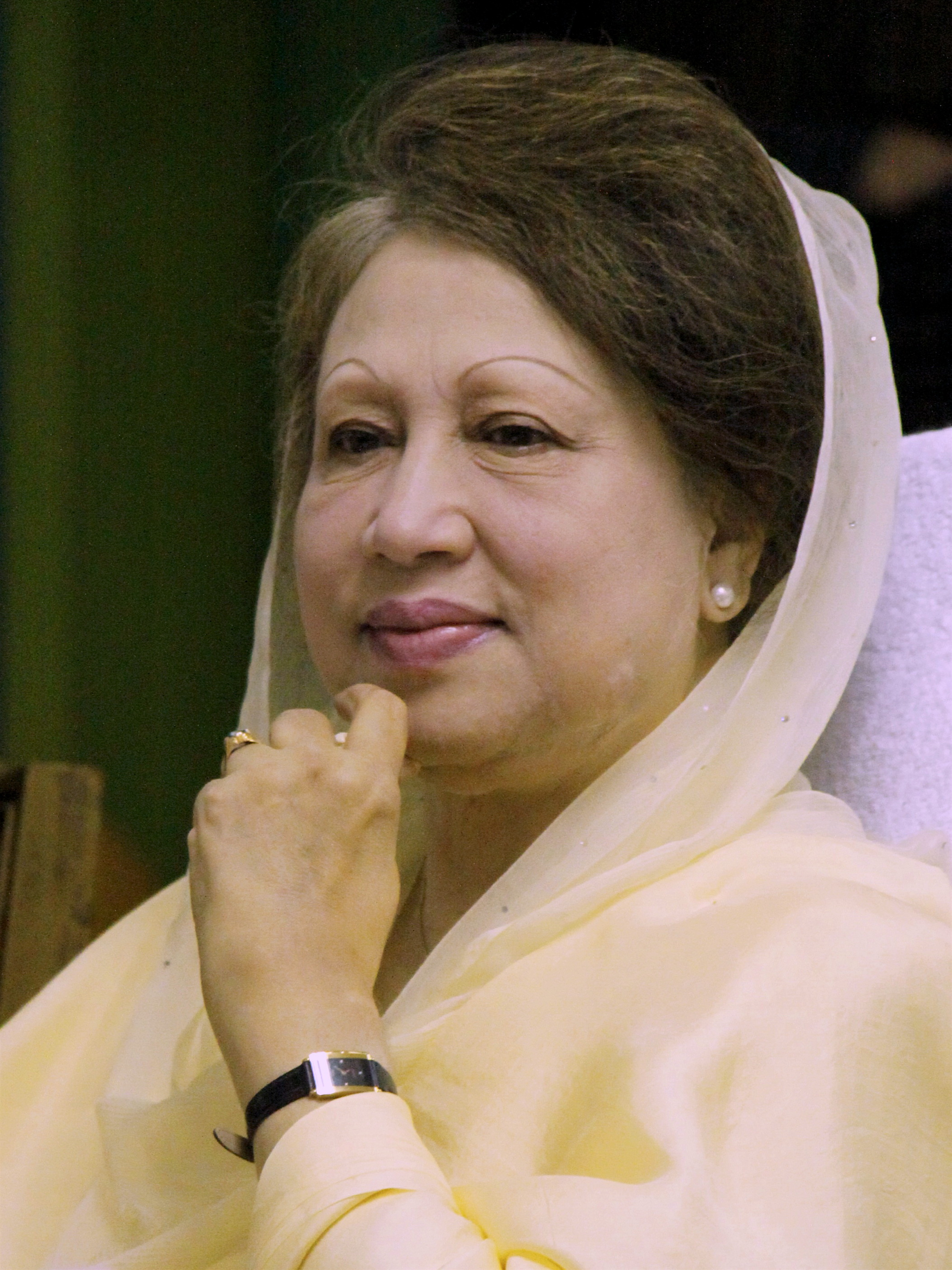
Begum Khaleda Zia رئيس وزراء بنغلاديش (1991–1996, 2001–2006)
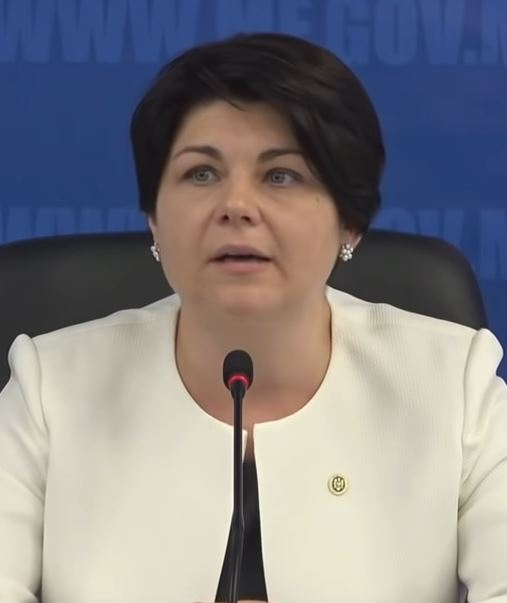
ناتاليا غافريليتا رئيس وزراء مولدوفا (2021–2023)
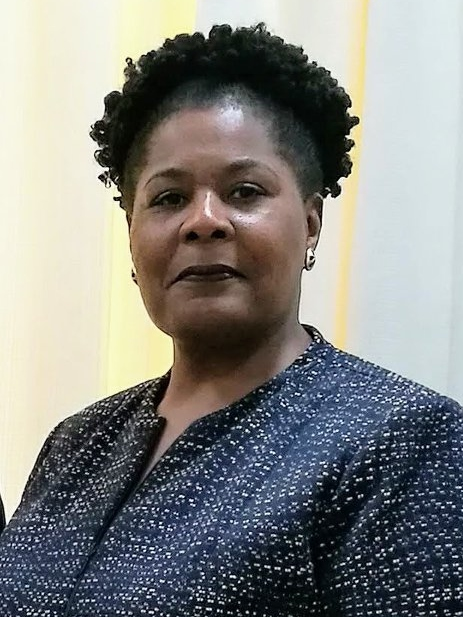
باولا ماي ويكس رئيس ترينيداد وتوباغو (2018–2023)
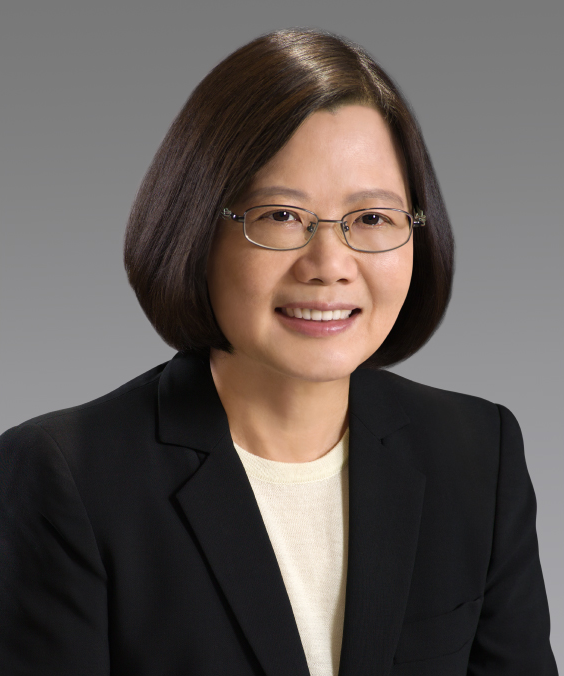
تساي إنغ ون رئيس جمهورية الصين (2016–2024)
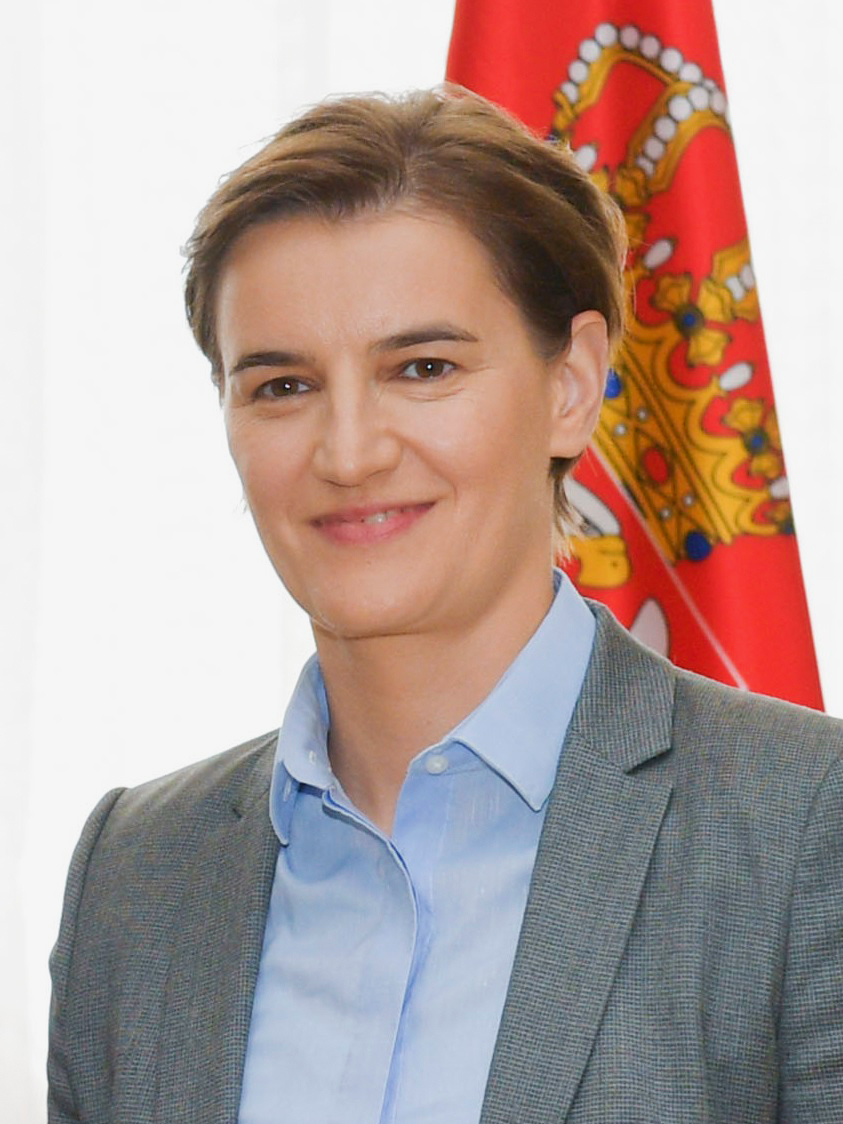
آنا برنابيتش رئيس وزراء صربيا (2017–2024)
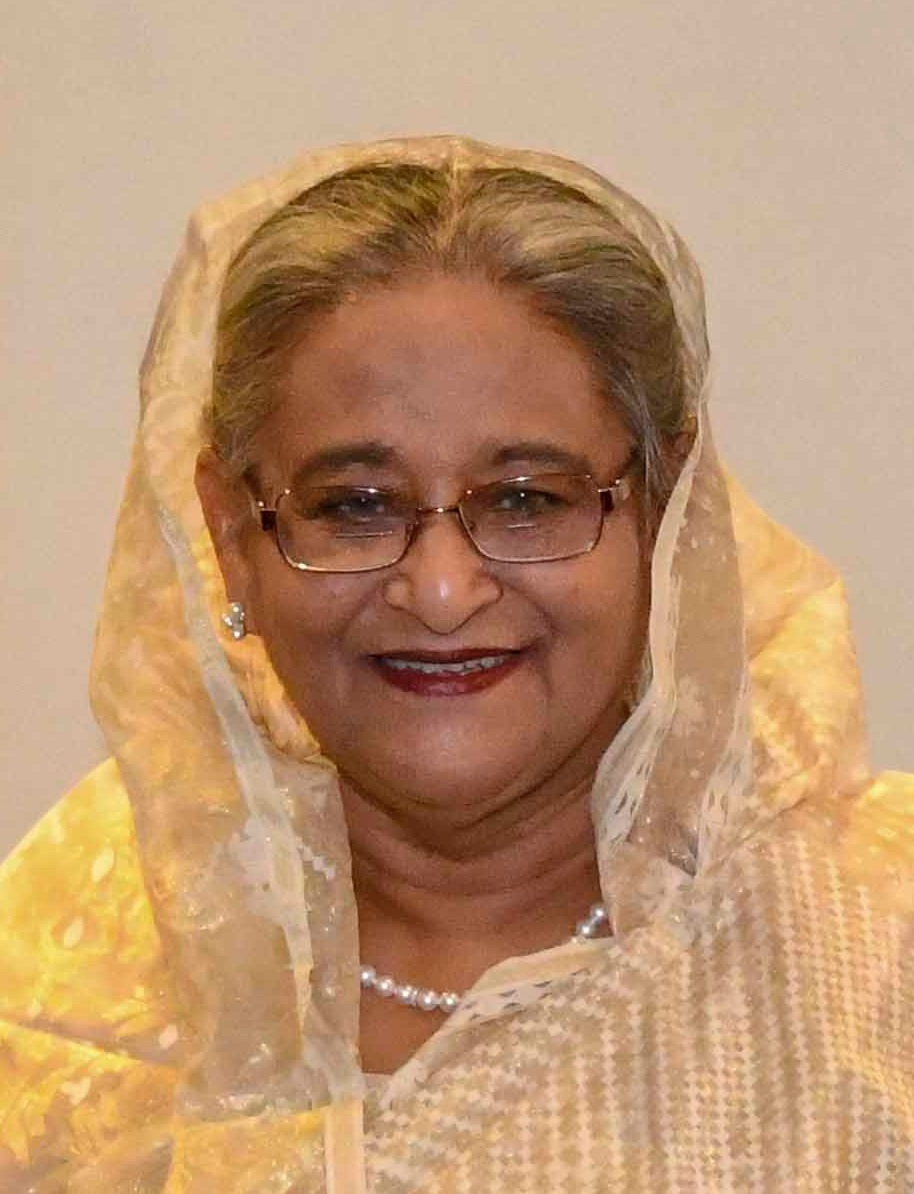
شيخة حسينة رئيس وزراء بنغلاديش (1996–2001, 2009–2024)

### الأعضاء المتوفين

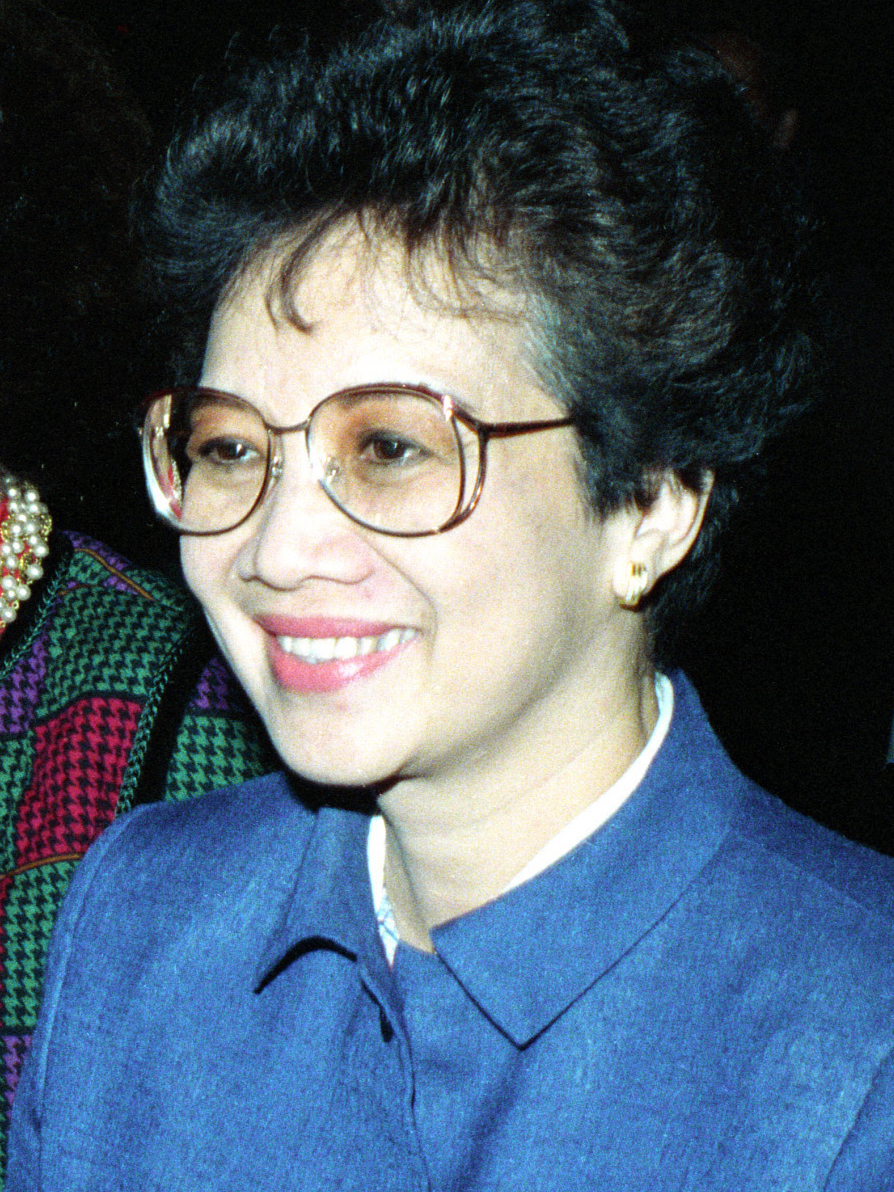
كورازون أكينو رئيس الفلبين (1986–1992)
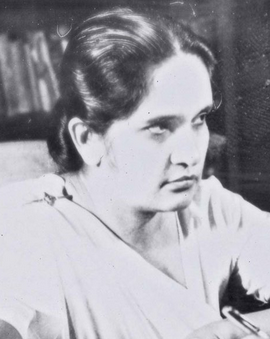
سيريمافو باندرانايكا رئيس وزراء سريلانكا (1960–1965, 1970–1977, 1994–2000)
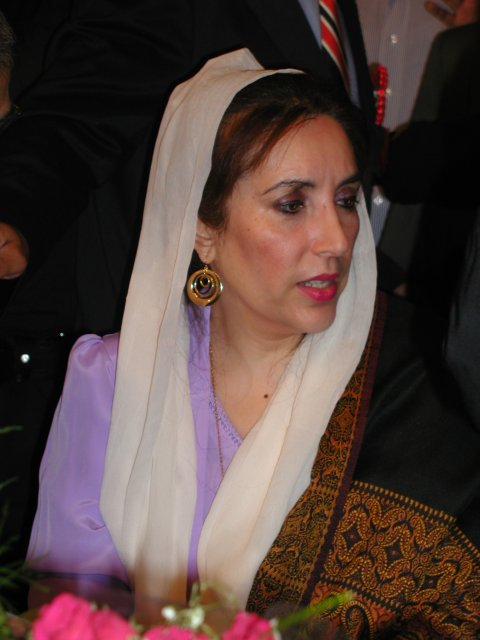
بينظير بوتو رئيس وزراء باكستان (1988–1990, 1993–1996)
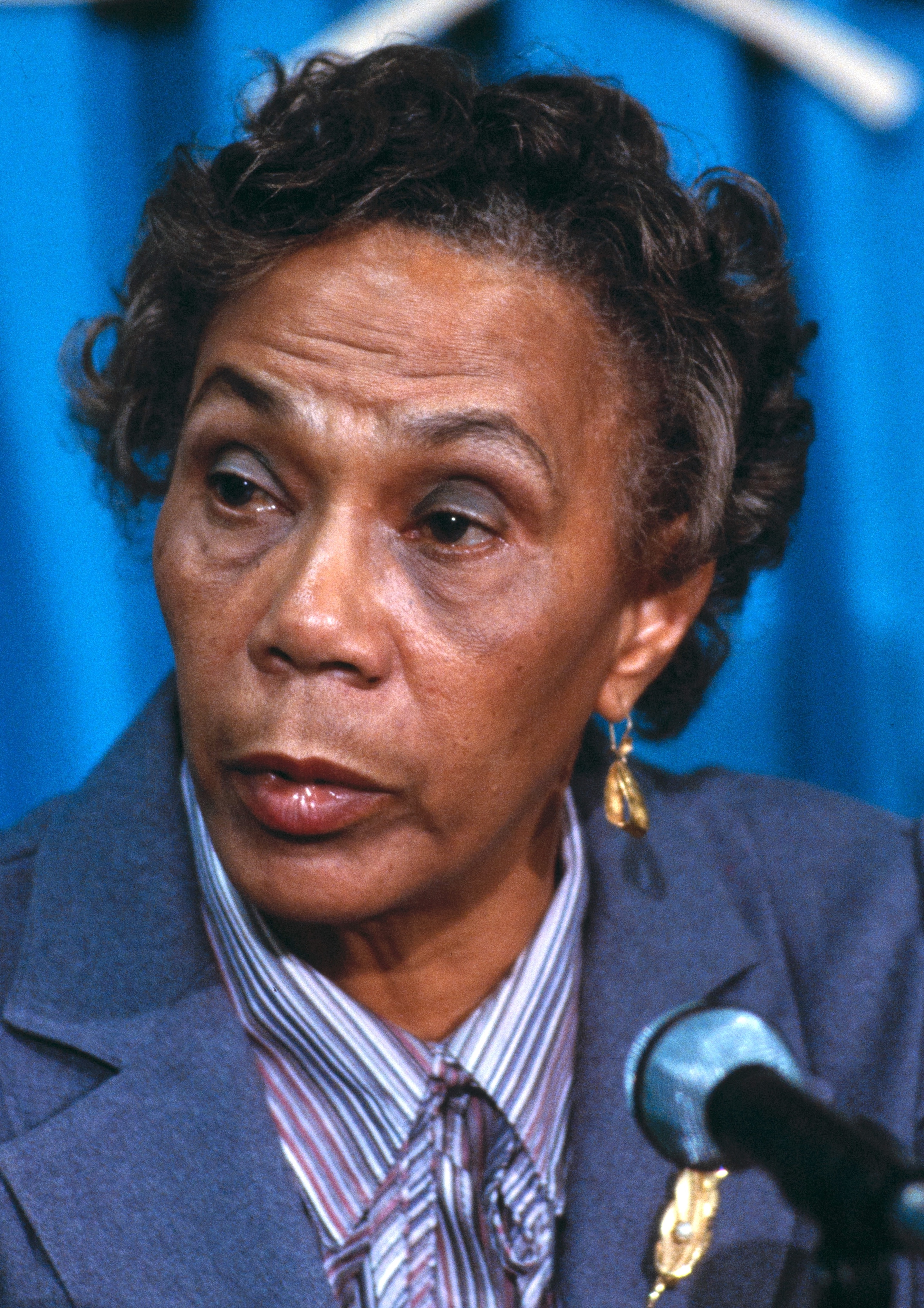
أوجينيا تشارلز رئيس وزراء دومينيكا  [لغات أخرى]‏ (1980–1995)
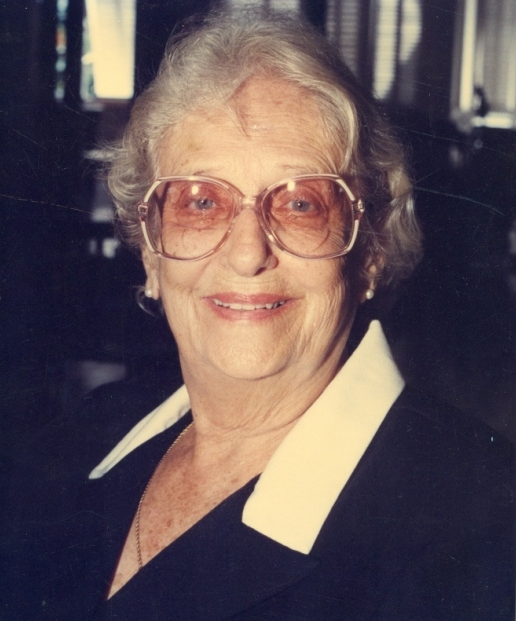
جانيت جاجان رئيس غيانا (1997–1999)
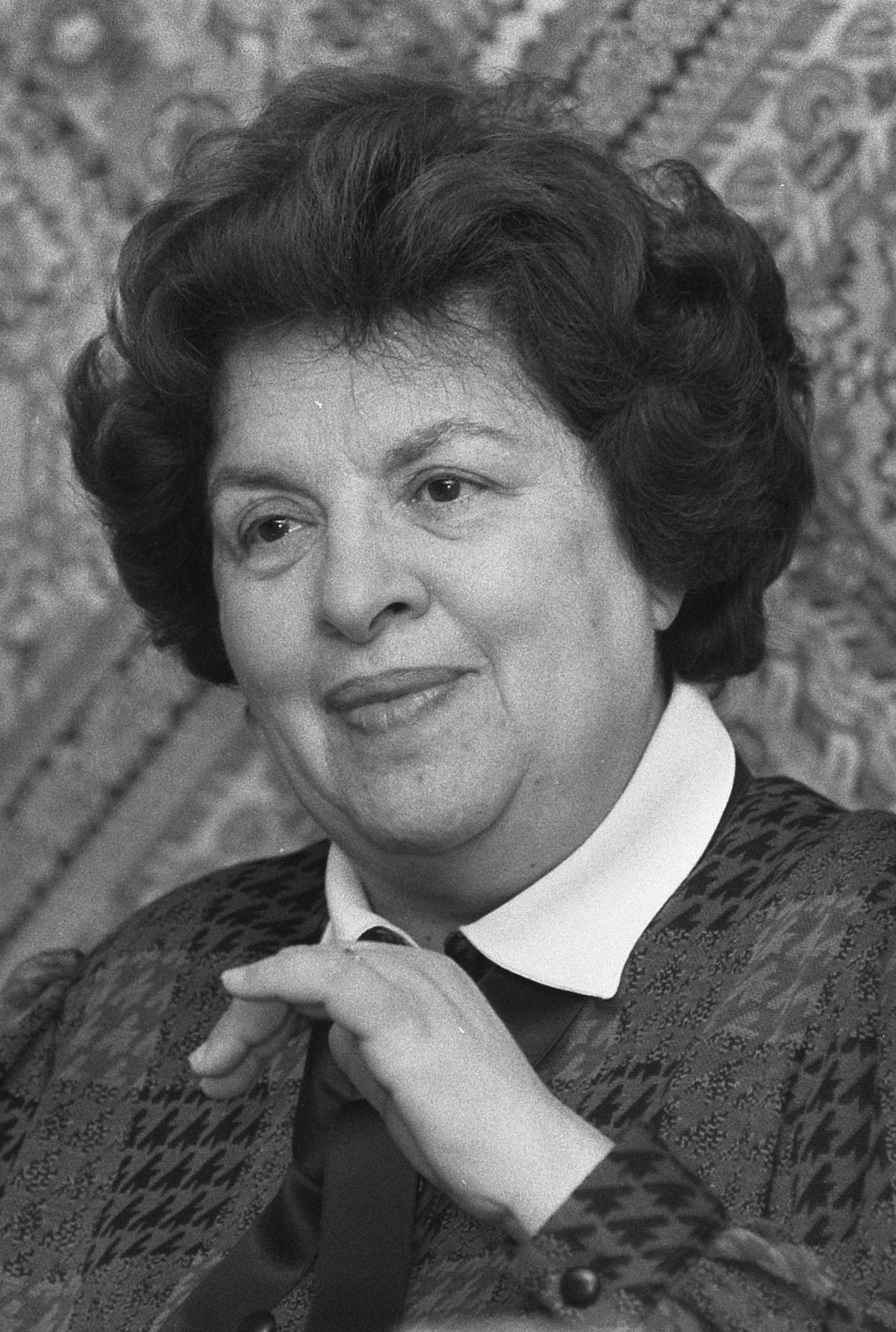
Maria de Lourdes Pintasilgo رئيس وزراء البرتغال (1979–1980)

## روابط خارجية
- الموقع الرسمي